# Llista d'episodis de Laberint d'ombres
La telenovel·la catalana Laberint d'ombres va ser emesa per TV3 entre el 1998 i el 2000. Es va estrenar el 4 de maig de 1998. Consta de 469 episodis dividits en tres temporades. A vegades es considera la primera i la segona com una única temporada.

## Temporades
| Temporada | Temporada | Episodis | Estrena a Catalunya    | Final                | Final |
| --------- | --------- | -------- | ---------------------- | -------------------- | ----- |
|           | 1         | 51       | 4 de maig de 1998      | 14 de juliol de 1998 |       |
|           | 2         | 209      | 14 de setembre de 1998 | 11 de juliol de 1999 |       |
|           | 3         | 209      | 13 de setembre de 1999 | 10 de juliol de 2000 |       |

## Primera temporada
| Episodis de la primera temporada (1 - 51) | Episodis de la primera temporada (1 - 51) | Episodis de la primera temporada (1 - 51) | Episodis de la primera temporada (1 - 51) | Episodis de la primera temporada (1 - 51)  | Episodis de la primera temporada (1 - 51) | Episodis de la primera temporada (1 - 51) |
| Núm. | #                                         |                                           | Director                                  | Guionista                                  | Data d'emissió                            |                                           |
| --- | ----------------------------------------- | ----------------------------------------- | ----------------------------------------- | ------------------------------------------ | ----------------------------------------- | ----------------------------------------- |
| 1 | 1                                         | «Capítol 1»                               | Sílvia Quer & Dani Ventura                | Josep Maria Benet i Jornet & Andreu Martín | 4 de maig de 1998                         |                                           |
| Les vides de les famílies Aymerich i Pedrós estan a punt de canviar. El passat les uneix i les separa. Cadascuna viurà la seva pròpia tragèdia. I, al final, una trobada casual… |                                           |                                           |                                           |                                            |                                           |                                           |
| 2 | 2                                         | «Capítol 2»                               | Sílvia Quer                               | Josep Maria Benet i Jornet & Andreu Martín | 5 de maig de 1998                         |                                           |
| La Gemma Aymerich està decidida a seguir el rastre de la seva mare, amb l'oposició de la Concepció, que sembla saber molt més del que diu. A can Pedrós, la situació sembla desesperada. |                                           |                                           |                                           |                                            |                                           |                                           |
| 3 | 3                                         | «Capítol 3»                               | Sílvia Quer                               | Josep Maria Benet i Jornet & Enric Gomà    | 6 de maig de 1998                         |                                           |
| El Salvador intentarà convèncer la Gemma perquè deixi d'investigar, però ella troba una pista que sembla important. Coneixerem els Caravaca, que no són tan amics dels Pedrós com ells es pensen. |                                           |                                           |                                           |                                            |                                           |                                           |
| 4 | 4                                         | «Capítol 4»                               | Sílvia Quer                               | Josep Maria Benet i Jornet & Enric Gomà    | 7 de maig de 1998                         |                                           |
| El Salvador, preocupat per la reunió del consell de direcció: ell és el responsable de la compra dels avions que han dut l'empresa a una situació difícil. Sembla que res no podrà aturar el desnonament dels Pedrós. El Guillem descobreix coses del Capità Tentacle. La Gemma, que tornarà a veure el Guillem, comprèn que ha de fer un tomb a la seva vida. |                                           |                                           |                                           |                                            |                                           |                                           |
| 5 | 5                                         | «Capítol 5»                               | Sílvia Quer                               | Josep Maria Benet i Jornet & Enric Gomà    | 8 de maig de 1998                         |                                           |
| La decisió de la Gemma sembla sembrar el caos a ALA i en la seva relació amb el Salvador. El Guillem, rabiós amb ALA Transports, per la situació del seu pare, es presenta al despatx del Salvador… |                                           |                                           |                                           |                                            |                                           |                                           |
| 6 | 6                                         | «Capítol 6»                               | Esteve Rovira                             | Josep Maria Benet i Jornet & Enric Gomà    | 11 de maig de 1998                        |                                           |
| Els Pedrós retreuen al Guillem el seu enfrontament amb el Salvador. A ALA intenten frenar la dimissió del Salvador. La Mati, preocupada per l'amistat del seu fill amb la Gemma. La Gemma descobreix que el Benjamí va retirar 50 milions del banc poc abans de morir.                                                                                         |                                           |                                           |                                           |                                            |                                           |                                           |
| 7 | 7                                         | «Capítol 7»                               | Esteve Rovira                             | Josep Maria Benet i Jornet & Enric Gomà    | 12 de maig de 1998                        |                                           |
| El Guillem aguanta la feina del túnel perquè sap que la Gemma va tornar-hi. Els Pedrós, dedicats a l'economia submergida. La Gemma continua buscant pistes i la Concepció li explica "la veritat". El Guillem i la Mireia "espiats" a l'estudi del Capità Tentacle.                                                                                            |                                           |                                           |                                           |                                            |                                           |                                           |
| 8 | 8                                         | «Capítol 8»                               | Esteve Rovira                             | Josep Maria Benet i Jornet & Enric Gomà    | 13 de maig de 1998                        |                                           |
| Els Pedrós s'enduen una sorpresa a l'hora de cobrar la feina. La Gemma rep pressions de tothom perquè solucioni el problema del Salvador. El Sergi Roquer parla amb la Gemma d'una carta que va enviar al seu pare. La Mati segueix patint quan veu el Cesc a prop de la Gemma.                                                                                |                                           |                                           |                                           |                                            |                                           |                                           |
| 9 | 9                                         | «Capítol 9»                               | Esteve Rovira                             | Josep Maria Benet i Jornet & Enric Gomà    | 14 de maig de 1998                        |                                           |
| La Mercè comença a ser conscient que l'Esteve, sol, no se'n sortirà. La Gemma, que no està gaire pel Salvador, segueix la pista de la seva mare. Sembla que s'hi acosta. El Víctor està en dificultats per un préstec no retornat. |                                           |                                           |                                           |                                            |                                           |                                           |
| 10 | 10                                        | «Capítol 10»                              | Esteve Rovira                             | Josep Maria Benet i Jornet & Enric Gomà    | 15 de maig de 1998                        |                                           |
| La Gemma i el Salvador sembla que lliguen caps: es ven una finca per 50 milions. La Mercè vol resoldre el problema de casa. Descobrim que la Mati sap més coses de les que explica. A ALA hi ha problemes i, a més, la Gemma rebrà una trucada inquietant. |                                           |                                           |                                           |                                            |                                           |                                           |
| 11 | 11                                        | «Capítol 11»                              | Xavier Berraondo                          | Josep Maria Benet i Jornet & Enric Gomà    | 18 de maig de 1998                        |                                           |
| La Gemma continua sent assetjada, suposadament, per la seva mare. L'Esteve, atiat per l'Eloi, segueix consumint-se amb les seves sospites sobre la Mercè. El Víctor segueix amb les seves particulars tàctiques per ajudar la família. |                                           |                                           |                                           |                                            |                                           |                                           |
| 12 | 12                                        | «Capítol 12»                              | Xavier Berraondo                          | Josep Maria Benet i Jornet & Enric Gomà    | 19 de maig de 1998                        |                                           |
| La Mercè troba feina. La Gemma, a qui ningú fa costat amb el tema de la seva mare, prepara canvis a l'empresa. El Víctor aconsegueix entrevistar-se amb la Mati. |                                           |                                           |                                           |                                            |                                           |                                           |
| 13 | 13                                        | «Capítol 13»                              | Xavier Berraondo                          | Josep Maria Benet i Jornet & Enric Gomà    | 20 de maig de 1998                        |                                           |
| La Gemma sent la irresistible necessitat de tornar a veure el Guillem. A l'empresa tampoc ningú no confia gaire en ella. |                                           |                                           |                                           |                                            |                                           |                                           |
| 14 | 14                                        | «Capítol 14»                              | Xavier Berraondo                          | Josep Maria Benet i Jornet & Enric Gomà    | 21 de maig de 1998                        |                                           |
| Els Caravaca ajuden en Gillem en el seu afer amb la Gemma. Coneixent-los, segur que s'ho voldran cobrar. En Quim treballan amb l'ànim de vendre l'empresa. La Mercè té molts problemes amb la senyora Cèlia. L'Aurora es fa la prova de l'embaràs. |                                           |                                           |                                           |                                            |                                           |                                           |
| 15 | 15                                        | «Capítol 15»                              | Xavier Berraondo                          | Josep Maria Benet i Jornet & Enric Gomà    | 22 de maig de 1998                        |                                           |
| Els dubtes de l'Aurora davant del seu embaràs… El Guillem i la Gemma es tornen a trobar… |                                           |                                           |                                           |                                            |                                           |                                           |
| 16 | 16                                        | «Capítol 16»                              | Francesc Llobet                           | Josep Maria Benet i Jornet & Enric Gomà    | 25 de maig de 1998                        |                                           |
| La Gemma i el Guillem han fet l'amor. Comença una relació sense cap futur. L'Alfred té diners i no ajuda la família. L'Aurora, decidida a investigar. |                                           |                                           |                                           |                                            |                                           |                                           |
| 17 | 17                                        | «Capítol 17»                              | Francesc Llobet                           | Josep Maria Benet i Jornet & Enric Gomà    | 26 de maig de 1998                        |                                           |
| L'Aurora no sap què fer amb el seu embaràs. Però el drama a can Pedrós és el secret que ara descobrirem amb l'Alfred. |                                           |                                           |                                           |                                            |                                           |                                           |
| 18 | 18                                        | «Capítol 18»                              | Francesc Llobet                           | Josep Maria Benet i Jornet & Enric Gomà    | 27 de maig de 1998                        |                                           |
| La Gemma, ja reconciliada amb el Salvador, es guanya la confiança del Consell d'ALA. La Mercè descobreix el que passa realment a ca la senyora Cèlia. L'Esteve, convençut que la Mercè li fa el salt, decideix prendre mesures dràstiques. La Gemma i el Guillem es tornen a trobar.                                                                           |                                           |                                           |                                           |                                            |                                           |                                           |
| 19 | 19                                        | «Capítol 19»                              | Francesc Llobet                           | Josep Maria Benet i Jornet & Enric Gomà    | 28 de maig de 1998                        |                                           |
| La relació de la Gemma amb el Salvador està tocada. Apareixen publicades unes fotos de la Gemma i el Guillem. A l'Aurora se li acumulen els problemes: l'embaràs, l'Alfred, l'Eloi. La Gemma rebrà una desagradable sorpresa. |                                           |                                           |                                           |                                            |                                           |                                           |
| 20 | 20                                        | «Capítol 20»                              | Francesc Llobet                           | Josep Maria Benet i Jornet & Enric Gomà    | 29 de maig de 1998                        |                                           |
| Tothom intenta en va que la Gemma no es capfiqui amb el vestit que li han enviat. L'Alfred comença a presentar símptomes estranys. Hi haurà un robatori a ALA. |                                           |                                           |                                           |                                            |                                           |                                           |
| 21 | 21                                        | «Capítol 21»                              | Ildefons Duran                            | Josep Maria Benet i Jornet & Enric Gomà    | 1 de juny de 1998                         |                                           |
| La Gemma explica a la Mati el que passa amb la seva suposada mare i la Mati reacciona d'una manera una mica estranya. La Mercè tornarà a treballar a ca la senyora Cèlia: més problemes. L'Aurora té greus problemes amb el seu embaràs. |                                           |                                           |                                           |                                            |                                           |                                           |
| 22 | 22                                        | «Capítol 22»                              | Ildefons Duran                            | Josep Maria Benet i Jornet & Enric Gomà    | 2 de juny de 1998                         |                                           |
| Les 100.000 pessetes crearan nous problemes a can Pedrós. El Salvador, amoïnat amb la Gemma pel seu afer amb el Guillem. L'Alfred serà descobert pels seus pares. |                                           |                                           |                                           |                                            |                                           |                                           |
| 23 | 23                                        | «Capítol 23»                              | Ildefons Duran                            | Josep Maria Benet i Jornet & Enric Gomà    | 3 de juny de 1998                         |                                           |
| Els Pedrós estan decidits a tractar el problema de l'Alfred, però ell no reconeix la seva addicció. El Sergi Roquer farà una oferta de treball a l'Esteve. La Gemma va a la trobada amb la seva suposada mare, en contra de l'opinió de tothom. |                                           |                                           |                                           |                                            |                                           |                                           |
| 24 | 24                                        | «Capítol 24»                              | Ildefons Duran                            | Josep Maria Benet i Jornet & Enric Gomà    | 4 de juny de 1998                         |                                           |
| L'Esteve ha rebutjat la feina: té una por malaltissa a volar. El Guillem confessa que estima la Gemma i els Caravaca decideixen aprofitar la situació. |                                           |                                           |                                           |                                            |                                           |                                           |
| 25 | 25                                        | «Capítol 25»                              | Ildefons Duran                            | Josep Maria Benet i Jornet & Enric Gomà    | 5 de juny de 1998                         |                                           |
| Els Pedrós enfronten el problema de l'Alfred i van a visitar la doctora Mònica Monjo. La Mireia, alertada pels Caravaca, vol saber què passa amb el Guillem. Ningú no pot impedir que la Gemma vagi sola a la trobada del pàrquing. |                                           |                                           |                                           |                                            |                                           |                                           |
| 26 | 26                                        | «Capítol 26»                              | Sílvia Quer                               | Josep Maria Benet i Jornet & Enric Gomà    | 8 de juny de 1998                         |                                           |
| La cita al pàrquing capgirarà la vida dels nostres protagonistes. |                                           |                                           |                                           |                                            |                                           |                                           |
| 27 | 27                                        | «Capítol 27»                              | Sílvia Quer                               | Josep Maria Benet i Jornet & Enric Gomà    | 9 de juny de 1998                         |                                           |
| La Gemma decideix posar fi a la seva relació amb el Guillem: es casarà amb el Salvador. El Guillem és qui pren la iniciativa en el problema de l'Alfred. Els Caravaca continuen amb el seu pla per acostar-se als Aymerich. |                                           |                                           |                                           |                                            |                                           |                                           |
| 28 | 28                                        | «Capítol 28»                              | Sílvia Quer                               | Josep Maria Benet i Jornet & Enric Gomà    | 10 de juny de 1998                        |                                           |
| Segueix la tensió al "burguer" entre l'Aurora i l'Eloi. La Mireia, destrossada pel que li han dit del Guillem, rep el setge del Tentacle. A can Pedrós es descobreix que l'Esteve no ha acceptat la feina d'ALA. A ca la senyora Cèlia la tensió augmenta. |                                           |                                           |                                           |                                            |                                           |                                           |
| 29 | 29                                        | «Capítol 29»                              | Sílvia Quer                               | Josep Maria Benet i Jornet & Enric Gomà    | 11 de juny de 1998                        |                                           |
| La relació entre la senyora Cèlia i el seu fill agafa una nova dimensió. El Guillem i la Gemma queden per sopar. Els Caravaca voldran treure'n profit. La Mireia es presenta al restaurant. |                                           |                                           |                                           |                                            |                                           |                                           |
| 30 | 30                                        | «Capítol 30»                              | Sílvia Quer                               | Josep Maria Benet i Jornet & Enric Gomà    | 12 de juny de 1998                        |                                           |
| La Mireia ha caigut en braços del Tentacle. L'Esteve torna a beure i l'Alfred ho veu. Els fills de la senyora Cèlia estan decidits a emprendre mesures dràstiques. Al sopar de la Gemma i en Guillem encara han de passar moltes coses, a les quals no serà aliè en Salvador.                                                                                  |                                           |                                           |                                           |                                            |                                           |                                           |
| 31 | 31                                        | «Capítol 31»                              | Esteve Rovira                             | Josep Maria Benet i Jornet & Enric Gomà    | 15 de juny de 1998                        |                                           |
| En Salvador marxa irritat després de descobrir la Gemma amb en Guillem. Mala maror a can Pedrós: l'alcoholisme de l'Esteve no ajuda gens l'Alfred. A ca la senyora Cèlia, tothom ensenya les cartes. |                                           |                                           |                                           |                                            |                                           |                                           |
| 32 | 32                                        | «Capítol 32»                              | Esteve Rovira                             | Josep Maria Benet i Jornet & Enric Gomà    | 16 de juny de 1998                        |                                           |
| Buscant l'Alfred, el Guillem té el seu primer enfrontament amb el Tronera. El Capità Tentacle continua el setge sobre la Mireia. El Guillem ho sabrà. El Valentí Godall, que no afluixa, anirà a dinar amb la Gemma amb la intenció de comprar l'empresa. |                                           |                                           |                                           |                                            |                                           |                                           |
| 33 | 33                                        | «Capítol 33»                              | Esteve Rovira                             | Josep Maria Benet i Jornet & Enric Gomà    | 17 de juny de 1998                        |                                           |
| El Valentí Godall no aconsegueix que la Gemma cedeixi. El Salvador es presenta per sorpresa al restaurant i fa una proposició a la Gemma. El Guillem i la Mireia s'enfronten agrament. |                                           |                                           |                                           |                                            |                                           |                                           |
| 34 | 34                                        | «Capítol 34»                              | Esteve Rovira                             | Josep Maria Benet i Jornet & Enric Gomà    | 18 de juny de 1998                        |                                           |
| Els Caravaca, de bòlit per fer anar el Guillem i la Mireia al concurs. El Cesc no explicarà res a la Gemma, però, regirant fotografies, ella descobreix la Isabel Riubó… |                                           |                                           |                                           |                                            |                                           |                                           |
| 35 | 35                                        | «Capítol 35»                              | Esteve Rovira                             | Josep Maria Benet i Jornet & Enric Gomà    | 19 de juny de 1998                        |                                           |
| L'Aurora, doblement assetjada per l'Eloi: ara, a més, hi ha el robatori de l'Alfred: rebrà una oferta d'ajuda inesperada. La Ció, decidida que el Cesc i la Gemma no es tornin a veure. La Gemma segueix la pista de la Isabel Riubó. Comença el concurs "Pagui penyora" amb una sorpresa majúscula.                                                           |                                           |                                           |                                           |                                            |                                           |                                           |
| 36 | 36                                        | «Capítol 36»                              | Xavier Berraondo                          | Josep Maria Benet i Jornet & Enric Gomà    | 22 de juny de 1998                        |                                           |
| La marxa del concurs se segueix des de tot arreu. Les reaccions de tothom són ben diferents. Mentrestant, l'Alfred es fica en un embolic seriós i l'Aurora rep un ajut inesperat. |                                           |                                           |                                           |                                            |                                           |                                           |
| 37 | 37                                        | «Capítol 37»                              | Xavier Berraondo                          | Josep Maria Benet i Jornet & Enric Gomà    | 23 de juny de 1998                        |                                           |
| El concurs posarà de manifest nous secrets del Guillem i la Mireia. L'Alfred decideix no tornar a casa. El Sergi Roquer té por per l'estat del seu pare per mor del xantatge a què l'estan sotmetent. |                                           |                                           |                                           |                                            |                                           |                                           |
| 38 | 38                                        | «Capítol 38»                              | Xavier Berraondo                          | Josep Maria Benet i Jornet & Enric Gomà    | 24 de juny de 1998                        |                                           |
| L'Aurora, novament assetjada per l'Eloi, descobreix que té un aliat. El Sergi és conscient del perill del xantatge del Valentí Godall. Els Caravaca s'exculpen pel contingut de les proves a què sotmeten el Guillem i la Mireia. L'Alfred fuig de casa. |                                           |                                           |                                           |                                            |                                           |                                           |
| 39 | 39                                        | «Capítol 39»                              | Xavier Berraondo                          | Josep Maria Benet i Jornet & Enric Gomà    | 25 de juny de 1998                        |                                           |
| Continua el concurs. Les coses s'emboliquen. A can Pedrós són conscients del drama de l'Alfred. La Gemma vol ajudar el Guillem sense que aquest ho sàpiga. La Gemma, el Sergi i el Cesc van a muntar a cavall. La tragèdia els ronda… |                                           |                                           |                                           |                                            |                                           |                                           |
| 40 | 40                                        | «Capítol 40»                              | Xavier Berraondo                          | Josep Maria Benet i Jornet & Enric Gomà    | 26 de juny de 1998                        |                                           |
| El Cesc, a punt de ser envestit per un cavall. A can Pedrós es fan esforços per solucionar la por de volar de l'Esteve. El concurs arriba al seu punt culminant: el Guillem s'ha de rebaixar molt si vol guanyar… |                                           |                                           |                                           |                                            |                                           |                                           |
| 41 | 41                                        | «Capítol 41»                              | Xavier Berraondo & Francesc Llobet        | Josep Maria Benet i Jornet & Enric Gomà    | 29 de juny de 1998                        |                                           |
| En Guillem ha de prendre una decisió que pot canviar moltes coses. Tothom l'observa. Apareix un cadàver a l'hípica on el Cesc va estar a punt de morir. |                                           |                                           |                                           |                                            |                                           |                                           |
| 42 | 42                                        | «Capítol 42»                              | Francesc Llobet                           | Josep Maria Benet i Jornet & Enric Gomà    | 30 de juny de 1998                        |                                           |
| El Sergi lliga caps i se sent acorralat pel Valentí Godall. La Mireia comença a ficar-se en un mon perillós. A ca la Cèlia estan passant coses molt estranyes. L'Esteve comença el seu tractament hipnòtic, però… |                                           |                                           |                                           |                                            |                                           |                                           |
| 43 | 43                                        | «Capítol 43»                              | Francesc Llobet & Esteve Rovira           | Josep Maria Benet i Jornet & Enric Gomà    | 1 de juliol de 1998                       |                                           |
| La Cèlia confirma les seves sospites. Ara sap que el seu fill és el seu enemic. L'Esteve dubta de seguir amb el tractament després dels primers resultats. El Cesc ha de ser rescatat d'un bon perill després d'una enrabiada. |                                           |                                           |                                           |                                            |                                           |                                           |
| 44 | 44                                        | «Capítol 44»                              | Francesc Llobet                           | Josep Maria Benet i Jornet & Enric Gomà    | 2 de juliol de 1998                       |                                           |
| La Mercè s'endurà un gran ensurt en anar a casa de la senyora Cèlia. Al Guillem el seleccionen per anar a un càsting. Els Caravaca, disposats a tot perquè el Ramon entri a treballar a ALA. L'Alfred s'endinsa més al pou… |                                           |                                           |                                           |                                            |                                           |                                           |
| 45 | 45                                        | «Capítol 45»                              | Francesc Llobet                           | Josep Maria Benet i Jornet & Enric Gomà    | 3 de juliol de 1998                       |                                           |
| Els Pedrós sospiten del fill de la Cèlia. L'Alfred necessita diners. La seva mare té un anell, suposadament molt valuós… El Guillem es presenta al càsting i… L'Alba i el Quim fan d'alcavots. |                                           |                                           |                                           |                                            |                                           |                                           |
| 46 | 46                                        | «Capítol 46»                              | Sílvia Quer                               | Josep Maria Benet i Jornet & Enric Gomà    | 6 de juliol de 1998                       |                                           |
| Alguna cosa ha passat a ca n'Aymerich: la Ció ha marxat de casa. L'Alfred pren consciència del perill que corre. La Gemma i el Salvador fan un descobriment inesperat. |                                           |                                           |                                           |                                            |                                           |                                           |
| 47 | 47                                        | «Capítol 47»                              | Sílvia Quer                               | Josep Maria Benet i Jornet & Enric Gomà    | 7 de juliol de 1998                       |                                           |
| L'Alfred, desesperat per recuperar l'anell, es confia al Guillem. La Gemma està decidida a acarar-se amb la Mati. Ella fuig. |                                           |                                           |                                           |                                            |                                           |                                           |
| 48 | 48                                        | «Capítol 48»                              | Sílvia Quer                               | Josep Maria Benet i Jornet & Enric Gomà    | 8 de juliol de 1998                       |                                           |
| La Gemma aconsegueix relacionar la Mati amb la finca de can Bocabrut. El Víctor es posa en marxa per trobar diners per a l'Alfred. |                                           |                                           |                                           |                                            |                                           |                                           |
| 49 | 49                                        | «Capítol 49»                              | Sílvia Quer                               | Josep Maria Benet i Jornet & Enric Gomà    | 9 de juliol de 1998                       |                                           |
| L'Aurora dubta dels seus sentiments cap al David. La Gemma fa nous descobriments que relacionen la Mati amb tot el seu passat. El Guillem té els diners per a l'Alfred, però les desgràcies encara no han acabat per als Pedrós. |                                           |                                           |                                           |                                            |                                           |                                           |
| 50 | 50                                        | «Capítol 50»                              | Sílvia Quer                               | Josep Maria Benet i Jornet & Enric Gomà    | 10 de juliol de 1998                      |                                           |
| L'Alfred s'ha d'amagar però el Tronera sabrà com trobar-lo. La Mati, en una fugida endavant, presenta la dimissió a la Gemma. Arriba una notícia fatal que posarà al descobert sentiments que feia temps que estaven amagats. |                                           |                                           |                                           |                                            |                                           |                                           |
| 51 | 51                                        | «Capítol 51»                              | Esteve Rovira                             | Josep Maria Benet i Jornet & Enric Gomà    | 11 de juliol de 1998                      |                                           |
| La Gemma ha de triar entre el Salvador i el Guillem. Avui pren la decisió. Els Pedrós troben l'Alfred. Es descobreix el joc de la Mati. La Gemma es dirigeix a can Bocabrut i allà… I mentrestant, a ALA es palpa la tragèdia. |                                           |                                           |                                           |                                            |                                           |                                           |

## Segona temporada
| Episodis de la segona temporada (52 - 260) | Episodis de la segona temporada (52 - 260) | Episodis de la segona temporada (52 - 260) | Episodis de la segona temporada (52 - 260) | Episodis de la segona temporada (52 - 260) | Episodis de la segona temporada (52 - 260) | Episodis de la segona temporada (52 - 260) |
| Núm. | #                                          |                                            | Director                                   | Guionista                                  | Data d'emissió                             |                                            |
| --- | ------------------------------------------ | ------------------------------------------ | ------------------------------------------ | ------------------------------------------ | ------------------------------------------ | ------------------------------------------ |
| 52 | 1                                          | «Capítol 52»                               | Xavier Berraondo                           | Josep Maria Benet i Jornet & Enric Gomà    | 14 de setembre de 1998                     |                                            |
| La Gemma s'ha retrobat amb la seva mare, però ara no és el moment de parlar: arriben notícies de l'accident del Cesc i el Salvador. El Guillem, assabentat del que va passar amb l'Alfred, desafiarà el Tronera. |                                            |                                            |                                            |                                            |                                            |                                            |
| 53 | 2                                          | «Capítol 53»                               | Xavier Berraondo                           | Josep Maria Benet i Jornet & Enric Gomà    | 15 de setembre de 1998                     |                                            |
| La Gemma està més confusa que mai. La policia sospita que hi ha una relació amb els fets que acaben d'ocórrer. El Tronera torna a can Pedrós. La doctora Monjo rep una notícia inesperada. |                                            |                                            |                                            |                                            |                                            |                                            |
| 54 | 3                                          | «Capítol 54»                               | Sílvia Quer                                | Josep Maria Benet i Jornet & Enric Gomà    | 16 de setembre de 1998                     |                                            |
| Mare i filla es retroben. Avui sabrem tot el que va passar fa 16 anys. Tot? |                                            |                                            |                                            |                                            |                                            |                                            |
| 55 | 4                                          | «Capítol 55»                               | Xavier Berraondo                           | Josep Maria Benet i Jornet & Enric Gomà    | 17 de setembre de 1998                     |                                            |
| Han passat dos mesos. La nova vida dels nostres personatges. Per a alguns ha canviat poc, però per a altres… |                                            |                                            |                                            |                                            |                                            |                                            |
| 56 | 5                                          | «Capítol 56»                               | Xavier Berraondo                           | Josep Maria Benet i Jornet & Enric Gomà    | 18 de setembre de 1998                     |                                            |
| La Gemma es debat entre la passió i la compassió. A l'estudi del Tentacle les coses comencen a estar ben clares. El Guillem és actor. Sorpresa majúscula a can Pedrós. |                                            |                                            |                                            |                                            |                                            |                                            |
| 57 | 6                                          | «Capítol 57»                               | Francesc Llobet                            | Josep Maria Benet i Jornet & Enric Gomà    | 21 de setembre de 1998                     |                                            |
| El retorn de la senyora Cèlia. Noves habilitats del tiet Víctor. El David tindrà un ensurt a la feina. |                                            |                                            |                                            |                                            |                                            |                                            |
| 58 | 7                                          | «Capítol 58»                               | Francesc Llobet                            | Josep Maria Benet i Jornet & Enric Gomà    | 22 de setembre de 1998                     |                                            |
| Confessions entre mare i filla a can Aymerich. De moment, la Raquel no ho explica tot. El comissari se sent fortament atret cap a la Raquel. El triangle Gemma-Salvador-Guillem es va complicant. |                                            |                                            |                                            |                                            |                                            |                                            |
| 59 | 8                                          | «Capítol 59»                               | Francesc Llobet                            | Josep Maria Benet i Jornet & Enric Gomà    | 23 de setembre de 1998                     |                                            |
| L'Aurora, enmig del patiment que sent pel David, ha decidit acceptar la proposta del Sr. Miramon. El Sergi confessa a la seva dona què passa amb el xantatge. |                                            |                                            |                                            |                                            |                                            |                                            |
| 60 | 9                                          | «Capítol 60»                               | Francesc Llobet                            | Josep Maria Benet i Jornet & Enric Gomà    | 24 de setembre de 1998                     |                                            |
| El David rep una forta pressió psicològica per part de l'atracador. El Lluc Palou no vol saber res de la Raquel. El Sergi sembla acorralat per en Godall. |                                            |                                            |                                            |                                            |                                            |                                            |
| 61 | 10                                         | «Capítol 61»                               | Francesc Llobet                            | Josep Maria Benet i Jornet & Enric Gomà    | 25 de setembre de 1998                     |                                            |
| El Sergi és detingut. Això portarà problemes als Caravaca. L'Ernest aconsegueix arribar fins a la senyora Cèlia, però ella té temps de deixar un missatge en clau… El periodista Xavier Botella es presenta davant de la Gemma amb una greu acusació. |                                            |                                            |                                            |                                            |                                            |                                            |
| 62 | 11                                         | «Capítol 62»                               | Ildefons Duran                             | Josep Maria Benet i Jornet                 | 28 de setembre de 1998                     |                                            |
| La Gemma, després del que acaba de saber, es posa a investigar pel seu compte. Les coses no milloren per al Sergi perquè apareix una prova que l'inculpa. Els Pedrós, darrere la pista de la Cèlia. El David, pressionat per l'atracador. |                                            |                                            |                                            |                                            |                                            |                                            |
| 63 | 12                                         | «Capítol 63»                               | Ildefons Duran                             | Josep Maria Benet i Jornet & Enric Gomà    | 29 de setembre de 1998                     |                                            |
| El comissari Aguiló extreu conclusions definitives sobre la mort de Benjamí. La tensió creix entre la Mireia i el Tentacle. L'assumpte del Sergi es va aclarint. |                                            |                                            |                                            |                                            |                                            |                                            |
| 64 | 13                                         | «Capítol 64»                               | Ildefons Duran                             | Josep Maria Benet i Jornet & Enric Gomà    | 30 de setembre de 1998                     |                                            |
| La Gemma i el Salvador, en guàrdia contra l'Aguiló. Mare i filla parlen d'amors i desamors. Situació límit a l'estudi del Tentacle. Els Pedrós assaltaran el pis de la Cèlia. El David comença a embogir per culpa de l'atracador. |                                            |                                            |                                            |                                            |                                            |                                            |
| 65 | 14                                         | «Capítol 65»                               | Ildefons Duran                             | Josep Maria Benet i Jornet & Enric Gomà    | 1 d'octubre de 1998                        |                                            |
| L'Aguiló segueix pressionant els Aymerich. Els Caravaca posen en marxa el seu pla per aconseguir feina per al Ramon, però… L'Eloi sap que hi ha alguna cosa entre l'Aurora i el Miquel: es palpa la tragèdia… |                                            |                                            |                                            |                                            |                                            |                                            |
| 66 | 15                                         | «Capítol 66»                               | Ildefons Duran                             | Josep Maria Benet i Jornet & Enric Gomà    | 2 d'octubre de 1998                        |                                            |
| El Salvador se'n va a una clínica suïssa. És la seva esperança… El David sabrà el que li ha passat a l'Aurora. Farà les seves deduccions i provocarà un nou drama. |                                            |                                            |                                            |                                            |                                            |                                            |
| 67 | 16                                         | «Capítol 67»                               | Esteve Rovira                              | Josep Maria Benet i Jornet & Enric Gomà    | 5 d'octubre de 1998                        |                                            |
| Les conseqüències del tiroteig. No tot és com semblava… L'Alba i el periodista Botella, una amistat perillosa… Els Pedrós tornen al pis de la Cèlia. Novetats sobre la filla de Valentí Godall. |                                            |                                            |                                            |                                            |                                            |                                            |
| 68 | 17                                         | «Capítol 68»                               | Esteve Rovira                              | Josep Maria Benet i Jornet & Enric Gomà    | 6 d'octubre de 1998                        |                                            |
| Es descobreix qui va violar l'Aurora. L'Esteve ho sabrà. El Xavier Botella continua aprofitant-se de l'Alba. El Godall descobreix coses sobre el segrest de la seva filla. |                                            |                                            |                                            |                                            |                                            |                                            |
| 69 | 18                                         | «Capítol 69»                               | Esteve Rovira                              | Josep Maria Benet i Jornet & Enric Gomà    | 7 d'octubre de 1998                        |                                            |
| L'Esteve, a punt de matar l'Eloi. Valentí Godall descobreix a tots la veritat sobre en Sergi. |                                            |                                            |                                            |                                            |                                            |                                            |
| 70 | 19                                         | «Capítol 70»                               | Esteve Rovira                              | Josep Maria Benet i Jornet & Enric Gomà    | 8 d'octubre de 1998                        |                                            |
| Valentí Godall: la solució final. L'Esteve rebrà l'ajut de Víctor, ja que ha mentit a la família. Xavier Botella sembla haver trobat el que buscava… |                                            |                                            |                                            |                                            |                                            |                                            |
| 71 | 20                                         | «Capítol 71»                               | Esteve Rovira                              | Josep Maria Benet i Jornet & Enric Gomà    | 9 d'octubre de 1998                        |                                            |
| La Gemma es troba el Valentí. La Mireia ha desaparegut. La tornada del Salvador. Xavier Botella segueix fent progressos, avui troba una pista important… |                                            |                                            |                                            |                                            |                                            |                                            |
| 72 | 21                                         | «Capítol 72»                               | Sense anunciar                             | Sense anunciar                             | Sense anunciar                             |                                            |
| El Botella i l'Alba continuen fent deduccions. L'Alfred descobreix coses del passat de la Cèlia. Reapareix la doctora Monjo. El Guillem està fart de la situació en què viu amb la Gemma. |                                            |                                            |                                            |                                            |                                            |                                            |
| 73 | 22                                         | «Capítol 73»                               | Sense anunciar                             | Sense anunciar                             | Sense anunciar                             |                                            |
| Les mentides de l'Esteve surten a la llum, però… L'Alba segueix darrere de la pista de l'assassí. Sembla que s'hi acosta. El comissari Aguiló deixa clar el seu interès per la Raquel. |                                            |                                            |                                            |                                            |                                            |                                            |
| 74 | 23                                         | «Capítol 74»                               | Sense anunciar                             | Sense anunciar                             | Sense anunciar                             |                                            |
| L'Alba és descoberta pel Quim i la Gemma. Sospites de tots dos. Hi ha problemes entre la Raquel i la Isabel per culpa del Tomàs Aguiló. Seguim les tribulacions amoroses de l'Alfred. |                                            |                                            |                                            |                                            |                                            |                                            |
| 75 | 24                                         | «Capítol 75»                               | Sense anunciar                             | Sense anunciar                             | Sense anunciar                             |                                            |
| La Gemma ha descobert el secret de la seva mare. Reconciliació total entre el Quim i l'Alba. Ella es guarda el seu secret. L'Esteve rep una oferta en ferm de Viatges d'Acció i en Guillem també troba feina. |                                            |                                            |                                            |                                            |                                            |                                            |
| 76 | 25                                         | «Capítol 76»                               | Sense anunciar                             | Sense anunciar                             | Sense anunciar                             |                                            |
| En Salvador Borés i en Xavier Botella, cara a cara. El periodista pren la iniciativa… |                                            |                                            |                                            |                                            |                                            |                                            |
| 77 | 26                                         | «Capítol 77»                               | Sense anunciar                             | Sense anunciar                             | Sense anunciar                             |                                            |
| El Salvador s'ha de desfer d'un cadàver. I d'altres proves… L'Aguiló crea problemes entre la Raquel i la Isabel. La Mònica s'adona del que li cau a sobre amb l'Alfred. |                                            |                                            |                                            |                                            |                                            |                                            |
| 78 | 27                                         | «Capítol 78»                               | Sense anunciar                             | Sense anunciar                             | Sense anunciar                             |                                            |
| El Guillem explica a la Gemma el que ha vist. Ella no el creu. El Salvador prepara la seva coartada. Ara li toca al Guillem. Els Pedrós descobreixen el significat de l'enigma de la senyora Cèlia. |                                            |                                            |                                            |                                            |                                            |                                            |
| 79 | 28                                         | «Capítol 79»                               | Sense anunciar                             | Sense anunciar                             | Sense anunciar                             |                                            |
| El Víctor està a punt d'arribar al final, però… Violent enfrontament entre la Gemma i el Guillem. Ella ha pres partit. El Salvador consuma el seu engany però el Guillem anirà a veure l'Aguiló. |                                            |                                            |                                            |                                            |                                            |                                            |
| 80 | 29                                         | «Capítol 80»                               | Sense anunciar                             | Sense anunciar                             | Sense anunciar                             |                                            |
| Ara, l'Aguiló compta amb l'ajuda del Guillem. Però el Salvador es cobreix bé. Entre l'Aurora i el Miramon les coses es van aclarint. El Víctor s'empesca un altre pla per entrar al pis de la Cèlia. |                                            |                                            |                                            |                                            |                                            |                                            |
| 81 | 30                                         | «Capítol 81»                               | Sense anunciar                             | Sense anunciar                             | Sense anunciar                             |                                            |
| El Tomàs i l'Alícia, enfrontats per la investigació. És clar que ell es frena pel seu amor cap a la Raquel. Sembla clar que l'Alba no ha marxat per voluntat pròpia. Coneixerem noves dades sobre la personalitat del Salvador… |                                            |                                            |                                            |                                            |                                            |                                            |
| 82 | 31                                         | «Capítol 82»                               | Sense anunciar                             | Sense anunciar                             | Sense anunciar                             |                                            |
| El Guillem ha aconseguit fer dubtar el Quim. L'Esteve pot perdre la feina per l'acusació del Guillem. |                                            |                                            |                                            |                                            |                                            |                                            |
| 83 | 32                                         | «Capítol 83»                               | Sense anunciar                             | Sense anunciar                             | Sense anunciar                             |                                            |
| El Guillem i el Quim prepararan una trampa al Salvador… El Cesc farà un descobriment angoixant que implica la Raquel. El Víctor passa a l'acció; vol recuperar el quadre. |                                            |                                            |                                            |                                            |                                            |                                            |
| 84 | 33                                         | «Capítol 84»                               | Sense anunciar                             | Sense anunciar                             | Sense anunciar                             |                                            |
| El Salvador està a punt de caure en el parany. El David està convençut que l'Aurora l'enganya. L'Alfred s'empesca un truc per despistar el seu amor per la Mònica. |                                            |                                            |                                            |                                            |                                            |                                            |
| 85 | 34                                         | «Capítol 85»                               | Sense anunciar                             | Sense anunciar                             | Sense anunciar                             |                                            |
| Reapareix la Ció. Tensions entre el Guillem i l'Esteve per la denúncia. Els Pedrós es presenten a la subhasta. Volen comprar el quadre, però… |                                            |                                            |                                            |                                            |                                            |                                            |
| 86 | 35                                         | «Capítol 86»                               | Sense anunciar                             | Sense anunciar                             | Sense anunciar                             |                                            |
| Sembla que l'Ernest ha enganyat els Pedrós amb el quadre, però el Víctor no es rendeix mai. Violent enfrontament entre el Guillem i el Salvador. L'Aguiló pren mesures dràstiques contra el Salvador. |                                            |                                            |                                            |                                            |                                            |                                            |
| 87 | 36                                         | «Capítol 87»                               | Sense anunciar                             | Sense anunciar                             | Sense anunciar                             |                                            |
| El Salvador està detingut. La Mati porta la defensa i alguna cosa més… L'Aguiló comença la seva pressió. Màxima tensió a can Pedrós. Els nens, decidits a trobar el cadàver de la Gina. |                                            |                                            |                                            |                                            |                                            |                                            |
| 88 | 37                                         | «Capítol 88»                               | Sense anunciar                             | Sense anunciar                             | Sense anunciar                             |                                            |
| Sembla que la pressió de l'Aguiló està a punt de donar resultats. El Salvador es va ensorrant… El Guillem ha marxat de casa i l'han de trobar: comença el rodatge. El David i l'Aurora segueixen tenint problemes de confiança. |                                            |                                            |                                            |                                            |                                            |                                            |
| 89 | 38                                         | «Capítol 89»                               | Sense anunciar                             | Sense anunciar                             | Sense anunciar                             |                                            |
| L'Aurora troba el Guillem en un estat lamentable. La confessió del Salvador trasbalsa tothom, però ell juga la carta amagada. Una coincidència ens farà descobrir coses de la senyora Cèlia. |                                            |                                            |                                            |                                            |                                            |                                            |
| 90 | 39                                         | «Capítol 90»                               | Sense anunciar                             | Sense anunciar                             | Sense anunciar                             |                                            |
| La senyora Cèlia s'empesca la manera de sortir-se'n. Ara serà el Tomàs Aguiló el perseguit: és un torturador. Es compliquen les coses entre la Raquel, la Isabel i el Tomàs. Comença el rodatge de la pel·lícula del Guillem. La Gemma i el Salvador tindran una trobada íntima a la presó. |                                            |                                            |                                            |                                            |                                            |                                            |
| 91 | 40                                         | «Capítol 91»                               | Sense anunciar                             | Sense anunciar                             | Sense anunciar                             |                                            |
| Al rodatge de la pel·lícula esclata tot: el Guillem sabrà per què és allà… Trobada fatal amb la Gemma. Els nens arriben a la bòvila d'en Puig… han trobat el cadàver. La senyora Cèlia aconsegueix contactar amb els Pedrós. |                                            |                                            |                                            |                                            |                                            |                                            |
| 92 | 41                                         | «Capítol 92»                               | Sense anunciar                             | Sense anunciar                             | Sense anunciar                             |                                            |
| La Gemma i el Guillem, després de fer l'amor… Els Pedrós llegeixen la carta de la Sra. Cèlia demanant auxili. Però l'Ernest ja ha pres mesures. Ara, el perseguit és l'Aguiló. L'apartaran del cas. |                                            |                                            |                                            |                                            |                                            |                                            |
| 93 | 42                                         | «Capítol 93»                               | Sense anunciar                             | Sense anunciar                             | Sense anunciar                             |                                            |
| El David continua consumint-se de gelosia. Els Pedrós, contra rellotge, decidits a rescatar la senyora Cèlia. Ara serà l'Alícia qui investigarà la Raquel… Tot i la suspensió del Tomàs i la presencia de l'Alícia, el Guillem no es fa enrere. El Salvador ensenya una altra carta amagada… |                                            |                                            |                                            |                                            |                                            |                                            |
| 94 | 43                                         | «Capítol 94»                               | Sense anunciar                             | Sense anunciar                             | Sense anunciar                             |                                            |
| El Salvador se'n surt una vegada més: això destrossarà el Quim. La Raquel està a punt de descobrir el passaport de la Gina. L'Esteve ha agafat la feina, però, per la seva por de volar, li farà més mal que bé. |                                            |                                            |                                            |                                            |                                            |                                            |
| 95 | 44                                         | «Capítol 95»                               | Sense anunciar                             | Sense anunciar                             | Sense anunciar                             |                                            |
| La Mati fa un descobriment important sobre el Salvador. El Sr. Miramon ha convençut el David. Ara queda convèncer l'Aurora. De què? L'Ernest vol matar la seva mare. Però l'Helena s'espanta… Novetats en el cas Salvador Borés… |                                            |                                            |                                            |                                            |                                            |                                            |
| 96 | 45                                         | «Capítol 96»                               | Sense anunciar                             | Sense anunciar                             | Sense anunciar                             |                                            |
| L'Ernest, a punt de matar la Cèlia… El Salvador torna a casa. Encara hi ha qui dubta… La casualitat fa que es trobi amb els nanos, que estan jugant amb el passaport de la Gina… Mentre el Guillem, destrossat, és consolat per l'Aurora, tenim notícies de la Mireia… |                                            |                                            |                                            |                                            |                                            |                                            |
| 97 | 46                                         | «Capítol 97»                               | Sense anunciar                             | Sense anunciar                             | Sense anunciar                             |                                            |
| La Mireia explicarà tot el que ha passat durant el temps que ha passat amb el Tentacle. Ara ha fugit, però el Tentacle no es donarà per vençut. La noia s'instal·la amb l'Aurora i el David. La trobada entre Frederic Roquer i Esteve Pedrós porta records misteriosos al primer. Això angoixarà encara més l'Esteve, que provocarà una segona trobada fatal. El Salvador ha d'explicar a la Mati per què ha amagat que el seu pare és viu. Parlant amb el seu pare, el Salvador ens descobrirà els seus plans. |                                            |                                            |                                            |                                            |                                            |                                            |
| 98 | 47                                         | «Capítol 98»                               | Sense anunciar                             | Sense anunciar                             | Sense anunciar                             |                                            |
| Després de la mort del Frederic, queda clar que a l'Esteve li han estat amagant moltes coses. El Lluc Palou és inquiet… Al funeral, apareix una dada que encara atabala més l'Esteve. Comencen els preparatius per a la boda de la Gemma i el Salvador. Hi ha una certa rivalitat entre la Ció i la Raquel per fer de mare. |                                            |                                            |                                            |                                            |                                            |                                            |
| 99 | 48                                         | «Capítol 99»                               | Sense anunciar                             | Sense anunciar                             | Sense anunciar                             |                                            |
| L'Esteve es proposa de parlar amb el Lluc Palou. L'Alfred continua fent creure a tothom que té una nòvia que es diu Míriam, però la senyora Cèlia és molt llarga. El Salvador agafa l'Aguiló en falta i ho jugarà a favor seu. Però l'Aguiló escorcolla l'habitació del Salvador i hi trobarà una cosa que deixarà gelada la Raquel. |                                            |                                            |                                            |                                            |                                            |                                            |
| 100 | 49                                         | «Capítol 100»                              | Francesc Llobet                            | Josep Maria Benet i Jornet & Enric Gomà    | 19 de novembre de 1998                     |                                            |
| Amb la descoberta del passaport a l'habitació del Salvador, la Raquel se sent atrapada: torna a necessitar la Isabel. Han d'anar a la bòbila a veure què ha passat, però la policia les segueix. Els nens han trobat la pistola del Tomàs. Es prepara una nova tragèdia. |                                            |                                            |                                            |                                            |                                            |                                            |
| 101 | 50                                         | «Capítol 101»                              | Sense anunciar                             | Sense anunciar                             | Sense anunciar                             |                                            |
| La Gemma ha estat ferida. Lleu. Al Tomàs l'espera un bon correctiu. Durant la cura, la Gemma rep una notícia que de moment calla però que coneixerem al final del capítol. El Víctor continua extorsionant el senyor Bofarull. L'Esteve provoca un altercat al Calypso i l'Asensi ho veu. La Sol descobrirà què és el que passa i voldrà jugar-ho a favor del Ramon. |                                            |                                            |                                            |                                            |                                            |                                            |
| 102 | 51                                         | «Capítol 102»                              | Sense anunciar                             | Sense anunciar                             | Sense anunciar                             |                                            |
| La Mati explica a la Gemma que la va veure amb el Guillem. De qui és el fill de la Gemma? La Sol, decidida que el Ramon delati l'Elies Bofarull. Això complicarà la vida a l'Esteve. El Tomàs, suspès, decideix continuar investigant pel seu compte el cas del passaport aparegut en mans de Salvador. La Raquel està molt espantada i li deixa clar a la Gemma que aquest casament no li fa gens de gràcia. La Gemma fa costat al Salvador incondicionalment.                                                  |                                            |                                            |                                            |                                            |                                            |                                            |
| 103 | 52                                         | «Capítol 103»                              | Sense anunciar                             | Sense anunciar                             | Sense anunciar                             |                                            |
| A ALA dedueixen que, a més de l'Elies, hi ha d'haver un altre talp de la Wheeler. Tot apunta que seria Esteve. El Quim té un pla. Paral·lelament, l'Esteve continua intentant localitzar el Lluc Palou. El Salvador té una nova conversa reveladora amb el seu pare. La Gemma i el Salvador han anat al notari a fer poders matrimonials. La Mati posa en marxa un pla per evitar el casament. |                                            |                                            |                                            |                                            |                                            |                                            |
| 104 | 53                                         | «Capítol 104»                              | Sense anunciar                             | Sense anunciar                             | Sense anunciar                             |                                            |
| La feina d'Esteve, en perill. A ALA té detractors i un sorprenent aliat. Tentacle continua amb l'assetjament, de moment, telefònic. Esteve no té cap més solució: anirà al casament per trobar-se amb Lluc. Salvador, decidit a matar Gemma. |                                            |                                            |                                            |                                            |                                            |                                            |
| 105 | 54                                         | «Capítol 105»                              | Sense anunciar                             | Sense anunciar                             | Sense anunciar                             |                                            |
| El Guillem ha rebut l'anònim escrit per la Mati i corre a can Pedrós per parlar amb la Gemma. El dia del casament, el Salvador es troba una convidada sorpresa i l'Aguiló fa un descobriment desesperant per a ell. |                                            |                                            |                                            |                                            |                                            |                                            |
| 106 | 55                                         | «Capítol 106»                              | Sense anunciar                             | Sense anunciar                             | Sense anunciar                             |                                            |
| El Salvador rebrà el xantatge de l'Esther Ramos. L'Esteve es troba amb el Lluc i aquest li fa una revelació increïble. Nou enfrontament entre el Lluc i la Raquel. El Salvador, a punt de posar-se en evidència davant del Cesc. Se celebra el casament. A la nit, el Salvador proposa a la Gemma brindar amb el vi que ha emmetzinat, però… |                                            |                                            |                                            |                                            |                                            |                                            |
| 107 | 56                                         | «Capítol 107»                              | Sense anunciar                             | Sense anunciar                             | Sense anunciar                             |                                            |
| La notícia que la Gemma espera un fill seu fa canviar els plans del Salvador: ha de salvar la Gemma com sigui. Però necessita matar. El Tentacle ha localitzat la Mireia. El Guillem, desesperat, revela a l'Aguiló que el fill pot ser seu. Amb el que ara sap l'Esteve, la tensió a casa és insuportable. |                                            |                                            |                                            |                                            |                                            |                                            |
| 108 | 57                                         | «Capítol 108»                              | Sense anunciar                             | Sense anunciar                             | Sense anunciar                             |                                            |
| Han passat unes quantes setmanes i la Gemma i el Salvador tornen del viatge de nuvis. L'Esteve rep el cop de gràcia: haurà d'anar al vol inaugural de Viatges d'Acció. La Raquel vol aturar el Guillem i la Mati. Ha descobert d'on va sortir l'anònim i s'enfrontarà amb ella. L'Esteve, completament begut, provoca una escena de violència de la qual es penedirà… |                                            |                                            |                                            |                                            |                                            |                                            |
| 109 | 58                                         | «Capítol 109»                              | Sense anunciar                             | Sense anunciar                             | Sense anunciar                             |                                            |
| La Mercè ha marxat de casa. La família pren posicions. El Tomàs encobreix la Raquel davant de l'Alícia. El pare de l'Alba està convençut que el Salvador té alguna cosa a veure amb la desaparició de la noia. Al Salvador se li obre un nou front. L'Alícia es decideix a interrogar la Raquel i la Gemma sobre la Gina i Can Bocabrut… |                                            |                                            |                                            |                                            |                                            |                                            |
| 110 | 59                                         | «Capítol 110»                              | Esteve Rovira                              | Josep Maria Benet i Jornet & Enric Gomà    | 3 de desembre de 1998                      |                                            |
| Escorcoll policial a Can Bocabrut. Continuen els estira-i-arronsa per la situació de l'Esteve i la Mercè, però ella està ben decidida. L'Alícia interroga el Salvador i aquest lliga caps: ara ja ho sap pràcticament tot, de la Raquel. Ara s'empescarà un pla per saber d'on va sortir el passaport. La Mireia intenta treballar, però la por… |                                            |                                            |                                            |                                            |                                            |                                            |
| 111 | 60                                         | «Capítol 111»                              | Sense anunciar                             | Sense anunciar                             | Sense anunciar                             |                                            |
| Pensant en el seu pare, l'Alfred torna a veure la Mònica. La Sol conspira per aparellar el Quim amb la Mireia. L'Alfred, per ajudar l'Esteve, demana a ALA que no el facin volar. El pare de l'Alba s'enfronta directament amb el Salvador. La Mireia creu haver trobat feina, però el Tentacle continua rondant. La Mati guarda el secret de la Gemma i el Guillem des de fa massa temps i li crema a dins. |                                            |                                            |                                            |                                            |                                            |                                            |
| 112 | 61                                         | «Capítol 112»                              | Sense anunciar                             | Sense anunciar                             | Sense anunciar                             |                                            |
| La revelació de la Mati deixa glaçat el Salvador. Comença un nou pla. La Mati agafa esperances. La Mònica dedueix que la Míriam és un invent de l'Alfred. Comença a haver-hi molt interès per anar al vol inaugural: el Cesc també s'hi vol apuntar. L'Alfred s'enfada amb el seu pare i se'n va de casa. Només li queda un lloc… Durant una visita al ginecòleg, el Salvador se les arregla per saber si el nen és fill seu.                                                                                    |                                            |                                            |                                            |                                            |                                            |                                            |
| 113 | 62                                         | «Capítol 113»                              | Sense anunciar                             | Sense anunciar                             | Sense anunciar                             |                                            |
| L'Alfred i la Mònica són parella. L'Esteve continua prometent que deixarà la beguda, però no pot. La Sol, aclaparada pel Quim, segueix amb el seu pla d'aparellar-lo amb la Mireia. Envia la noia a ALA, però el Tentacle la segueix… i la troba. Malentesos dels Pedrós sobre la xicota de l'Alfred. El noi descobrirà la malaltia de la Mònica. |                                            |                                            |                                            |                                            |                                            |                                            |
| 114 | 63                                         | «Capítol 114»                              | Sense anunciar                             | Sense anunciar                             | Sense anunciar                             |                                            |
| La maduresa desconeguda de l'Alfred. Baralla a ALA entre la Mireia, el Tentacle i el Quim. El Salvador obté el resultat de la prova de paternitat. El Guillem ho pateix amb l'Aurora. L'estat de l'Esteve empitjora per moments. L'Alfred serà el seu millor aliat. |                                            |                                            |                                            |                                            |                                            |                                            |
| 115 | 64                                         | «Capítol 115»                              | Sense anunciar                             | Sense anunciar                             | Sense anunciar                             |                                            |
| El Salvador ja sap que el fill no és seu. Res no li priva de matar la Gemma. Però… Comença, de debò, l'enrenou pel viatge inaugural. La senyora Cèlia hi vol anar. L'Andreu Menestral sent el cognom Pedrós: hi haurà més informació per a l'Esteve. La Raquel lliga caps amb l'estranya prova que li van fer a la Gemma. |                                            |                                            |                                            |                                            |                                            |                                            |
| 116 | 65                                         | «Capítol 116»                              | Sense anunciar                             | Sense anunciar                             | Sense anunciar                             |                                            |
| L'Esteve sap, per l'Andreu, el que va passar entre els Palou i els Pedrós. Ara necessita, més que mai, enfrontar-se amb el Lluc. Només té una opció: el vol inaugural. La Raquel, a punt d'ensorrar-se pel tema de la Gina. Parla amb el Tomàs. El Salvador pren un sobtat interès en el viatge. Coneixerem el seu pla. Paral·lelament envia un anònim a l'Alícia, amb intenció de desfer-se de la Raquel. L'Alfred té una idea descabellada pel que ha passat amb l'Abelard. Trobarà el Tronera.                |                                            |                                            |                                            |                                            |                                            |                                            |
| 117 | 66                                         | «Capítol 117»                              | Sense anunciar                             | Sense anunciar                             | Sense anunciar                             |                                            |
| L'Alfred tira endavant el seu pla amb el Tronera. L'Alícia amaga al Tomàs que escorcollaran la bòbila. Continuen els preparatius pel viatge. També els del Salvador. L'Alfred ha vist son pare begut i està a punt de caure en la temptació de la droga. L'Esteve, begut, té un accident amb el David. |                                            |                                            |                                            |                                            |                                            |                                            |
| 118 | 67                                         | «Capítol 118»                              | Sense anunciar                             | Sense anunciar                             | Sense anunciar                             |                                            |
| Els nens, decidits a tot per anar al viatge inaugural. El Tomàs ha descobert el que li amagava l'Alícia. Pren partit per la Raquel. A conseqüència de l'accident, les coses empitjoren per a l'Esteve. Ara només li queda trobar el Lluc. Josep Martorell, l'examor de la senyora Cèlia, que l'Aurora i l'Alfred cercaven, ha aparegut. Comença l'escorcoll de la bòbila. |                                            |                                            |                                            |                                            |                                            |                                            |
| 119 | 68                                         | «Capítol 119»                              | Esteve Rovira                              | Josep Maria Benet i Jornet & Enric Gomà    | 16 de desembre de 1998                     |                                            |
| El resultat de l'escorcoll. La mà generosa de la Isabel? Del Tomàs? Fatal reacció de la Cèlia davant del Josep. El Salvador ha de recollir un paquet… Demà és el gran dia. |                                            |                                            |                                            |                                            |                                            |                                            |
| 120 | 69                                         | «Capítol 120»                              | Sense anunciar                             | Sense anunciar                             | Sense anunciar                             |                                            |
| El Salvador ha posat la bomba a l'avió. Però ha deixat una pista… Els nens tiren endavant el seu pla, però… El Ramon havia mentit a la Sol i ara es fa el malalt. Ella vol anar al viatge… I hi va! Tothom puja a l'avió. L'Esteve s'enfronta amb el Lluc, que va armat. I si encara no n'hi hagués prou, es descobreix que hi ha una bomba a bord. |                                            |                                            |                                            |                                            |                                            |                                            |
| 121 | 70                                         | «Capítol 121»                              | Sense anunciar                             | Sense anunciar                             | Sense anunciar                             |                                            |
| Angoixa a terra. Pànic a bord. La Marina, que finalment no ha pogut pujar a l'avió, té un atac diabètic. S'ha de desactivar la bomba. El Sergi està ferit. Hi ha un incendi a bord. La Gemma fa una troballa reveladora i, alhora, aterridora. Finalment, es perd la comunicació… i l'esperança… |                                            |                                            |                                            |                                            |                                            |                                            |
| 122 | 71                                         | «Capítol 122»                              | Sense anunciar                             | Sense anunciar                             | Sense anunciar                             |                                            |
| Arriben les primeres notícies de l'avió. L'espera és insuportable. Tindrem notícies del Lluc, la Sol, la Patrícia, el Cesc i de l'Esteve. La Marina està ingressada a l'hospital. Els metges parlen amb la Magnòlia. Davant l'absència de notícies, la Raquel i la Mati decideixen anar cap a Tunis. El Salvador serà conscient que ha deixat una pista a l'avió sinistrat. |                                            |                                            |                                            |                                            |                                            |                                            |
| 123 | 72                                         | «Capítol 123»                              | Sense anunciar                             | Sense anunciar                             | Sense anunciar                             |                                            |
| Sense notícies de la Gemma i el Sergi. La notícia de la tornada de l'Esteve fa reaccionar la senyora Cèlia, que tem quedar-se sola. El Guillem, que sospita Salvador, es trobarà amb el Tomàs. El Salvador explica els seus sentiments al seu pare. Dues repatriacions: la Patrícia i l'Esteve. |                                            |                                            |                                            |                                            |                                            |                                            |
| 124 | 73                                         | «Capítol 124»                              | Sense anunciar                             | Sense anunciar                             | Sense anunciar                             |                                            |
| L'Esteve i la Mercè s'han de replantejar les seves vides. Notícies del Sergi. La Mati ha tornat amb el Cesc. La Raquel, encara no. El Josep Martorell perd l'esperança amb la Cèlia. La Marina torna a casa. |                                            |                                            |                                            |                                            |                                            |                                            |
| 125 | 74                                         | «Capítol 125»                              | Ildefons Duran & Pere Puig                 | Josep Maria Benet i Jornet & Enric Gomà    | 31 de desembre de 1998                     |                                            |
| La Patrícia anirà a parlar del Lluc amb l'Esteve. La Marina ha d'aprendre a conviure amb la diabetis. No és fàcil. Hi ha la previsió de tancar Viatges d'Acció. L'Esteve, preocupat per la feina. Comiat del Sergi Roquer. El David es troba sobtadament malament. Ho relaciona amb l'Esteve. El Salvador, en tornar la Raquel, té una reacció sorprenent. La Gemma és donada per morta. |                                            |                                            |                                            |                                            |                                            |                                            |
| 126 | 75                                         | «Capítol 126»                              | Sense anunciar                             | Sense anunciar                             | Sense anunciar                             |                                            |
| El Guillem sabrà, pel seu pare, que el Salvador es va aixecar. El Cesc explicarà que no és el primer cop que el Salvador s'aixeca. El Tomàs intenta que el Guillem s'oblidi de tot. L'Aurora coneix l'abast de la malaltia del David. Ho amagarà: pel David i per l'Esteve. Nit de Cap d'Any. Tothom ho celebra com pot. El Salvador treu a passejar el seu pare. |                                            |                                            |                                            |                                            |                                            |                                            |
| 127 | 76                                         | «Capítol 127»                              | Sense anunciar                             | Sense anunciar                             | Sense anunciar                             |                                            |
| El Salvador explica a la Mati el que va passar entre el Benjamí i el seu pare. El Tomàs confirma "oficialment" que la Gemma és morta. L'Aurora confia al senyor Miramon el que pensa fer a partir d'ara. Després hi haurà notícia "bomba" a can Pedrós. Els progressos del Salvador comencen a ser espectaculars. La Raquel escriu una carta a la Isabel. |                                            |                                            |                                            |                                            |                                            |                                            |
| 128 | 77                                         | «Capítol 128»                              | Sense anunciar                             | Sense anunciar                             | Sense anunciar                             |                                            |
| L'Aurora es confessa "a mitges" amb la Mercè. Enterrament del Lluc… i de la Gemma. El pare de l'Alba vol ajustar comptes amb el Salvador. Les preocupacions de l'Aurora perquè el David no faci esforços. Retrobament de la Raquel i la Isabel. |                                            |                                            |                                            |                                            |                                            |                                            |
| 129 | 78                                         | «Capítol 129»                              | Sense anunciar                             | Sense anunciar                             | Sense anunciar                             |                                            |
| La Mati ha rebut el tret. És traslladada a l'hospital. El Tomàs comença a fer el possible perquè la Raquel abandoni Can Aymerich. La Mati es fa il·lusions amb el Salvador. La Raquel descobrirà, pel Ferran Recasens, que el seu pare tenia problemes. I ara són seus… |                                            |                                            |                                            |                                            |                                            |                                            |
| 130 | 79                                         | «Capítol 130»                              | Pere Puig                                  | Josep Maria Benet i Jornet & Enric Gomà    | 7 de gener de 1999                         |                                            |
| El senyor Miramon sabrà que l'Aurora i el David es casen. La Raquel vol fer-se càrrec de Viatges d'Acció i així ho fa saber al Salvador. El Ferran vol ajudar la Raquel amb el tema del deute. L'Esteve comença el procés de desintoxicació. La Mercè descobrirà la veritat sobre la malaltia del David. El Quim s'endurà una sorpresa brutal. |                                            |                                            |                                            |                                            |                                            |                                            |
| 131 | 80                                         | «Capítol 131»                              | Sense anunciar                             | Sense anunciar                             | Sense anunciar                             |                                            |
| El Quim descarta la possibilitat de ser el pare de l'Oriol, però ha de trobar la seva mare. S'ha perdut el gos del Lluís. Ell és el que va portar aquell dit. Es posa en marxa un pla per trobar-lo, però el Salvador també hi participa. El Guillem, decidit a anar a Tunis, a acomiadar-se de la Gemma. La Mati s'instal·larà a can Aymerich. A la Ció no li fa cap gràcia. |                                            |                                            |                                            |                                            |                                            |                                            |
| 132 | 81                                         | «Capítol 132»                              | Sense anunciar                             | Sense anunciar                             | Sense anunciar                             |                                            |
| El Salvador ha rebut un ensurt terrible. No serà l'últim… L'Alfred continua amb el seu pla contra el Tronera. L'Aurora continua patint pel David, però rebrà ajuda… El Salvador tindrà clar que el seu amagatall està en perill… ha de fer alguna cosa: el gos del Lluís ha trobat una cosa que el pot comprometre. |                                            |                                            |                                            |                                            |                                            |                                            |
| 133 | 82                                         | «Capítol 133»                              | Sense anunciar                             | Sense anunciar                             | Sense anunciar                             |                                            |
| El Salvador permet al Cesc quedar-se amb el gos, però… Els nens descobreixen que el seu amagatall ha estat regirat. El Quim es farà la prova de paternitat. Descobrim el joc del Ferran Recasens. |                                            |                                            |                                            |                                            |                                            |                                            |
| 134 | 83                                         | «Capítol 134»                              | Sense anunciar                             | Sense anunciar                             | Sense anunciar                             |                                            |
| El Cesc ja està clarament contra el Salvador. És la guerra. El Salvador intentarà guanyar-se'l. Impliquen el Salvador amb la qüestió del deute de la Raquel. El Ferran acabarà comptant amb l'agraïment de la Raquel i entrarà a treballar a Viatges d'Acció. L'Alfred descobrirà els sentiments de la senyora Cèlia envers el Martorell. El Tronera donarà una sorpresa a l'Alfred i la Mònica. |                                            |                                            |                                            |                                            |                                            |                                            |
| 135 | 84                                         | «Capítol 135»                              | Sense anunciar                             | Sense anunciar                             | Sense anunciar                             |                                            |
| Segueix la guerra entre la Ció i la Mati. L'Alfred vol treure partit de la situació del Tronera. El Salvador té una altra visió i creu que s'està tornant boig. El Guillem torna de Tunísia. |                                            |                                            |                                            |                                            |                                            |                                            |
| 136 | 85                                         | «Capítol 136»                              | Sense anunciar                             | Sense anunciar                             | Sense anunciar                             |                                            |
| La Gemma és viva. El Salvador continua rebent ensurts. Retrobament entre la senyora Cèlia i Martorell. Continua l'actitud violenta d'ella. El Quim prendrà partit per l'Oriol en conèixer el seu "pare adoptiu". Descobrim el joc de la Gemma i del seu "còmplice". |                                            |                                            |                                            |                                            |                                            |                                            |
| 137 | 86                                         | «Capítol 137»                              | Sense anunciar                             | Sense anunciar                             | Sense anunciar                             |                                            |
| El Martorell perd la paciència i l'esperança amb la Cèlia. La Mercè també s'hi empipa. La Carme ve a trobar el Quim i a endur-se l'Oriol. La Gemma i el Tomàs ens descobreixen el seu pla. El Cesc, molest per l'actitud de la Mati amb el Salvador. Al nano, ningú no li fa cas. El Quim rep el resultat de les proves de paternitat. |                                            |                                            |                                            |                                            |                                            |                                            |
| 138 | 87                                         | «Capítol 138»                              | Sense anunciar                             | Sense anunciar                             | Sense anunciar                             |                                            |
| El Ferran aconsegueix lligar caps. Descobrirà com fer xantatge a la Gemma… El Tronera confia a l'Alfred un paquet de droga. Problemes a la vista. Els nanos ja tenen clar que el Salvador no és aigua clara. |                                            |                                            |                                            |                                            |                                            |                                            |
| 139 | 88                                         | «Capítol 139»                              | Sense anunciar                             | Sense anunciar                             | Sense anunciar                             |                                            |
| El Ferran confirma les seves sospites… Preparatius pel casament de l'Aurora i el David. El Quim s'implica amb l'Oriol. Massa? El Tomàs creu que la Gemma és imprudent. Avui, el Guillem anirà a l'àtic… |                                            |                                            |                                            |                                            |                                            |                                            |
| 140 | 89                                         | «Capítol 140»                              | Sense anunciar                             | Sense anunciar                             | Sense anunciar                             |                                            |
| Retrobament de la Gemma i el Guillem. El dia del casament, l'Alfred ha de fer una feina. Necessita excuses… Trobada entre la Raquel i el Guillem. Ell ha de callar el que sap. Volen aconseguir que la senyora Cèlia vagi al casament, però és difícil… La Gemma veu el Salvador amb el Ferran. Nous perills. |                                            |                                            |                                            |                                            |                                            |                                            |
| 141 | 90                                         | «Capítol 141»                              | Sense anunciar                             | Sense anunciar                             | Sense anunciar                             |                                            |
| El senyor Miramon fa un regal inesperat als nuvis. La Gemma rep el descarat xantatge del Ferran. El clima agredolç previ al casament es convertirà en tràgic "gràcies" a l'Alfred i la Cèlia. |                                            |                                            |                                            |                                            |                                            |                                            |
| 142 | 91                                         | «Capítol 142»                              | Sense anunciar                             | Sense anunciar                             | Sense anunciar                             |                                            |
| La Mercè anirà a la presó. Indignació contra l'Alfred. La senyora Cèlia continua ferida al seu pis, sola… El Tomàs està preocupat per les imprudències de la Gemma. El Ferran és un problema afegit. El Salvador està decidit a recuperar el rellotge de l'Alba. |                                            |                                            |                                            |                                            |                                            |                                            |
| 143 | 92                                         | «Capítol 143»                              | Sense anunciar                             | Sense anunciar                             | Sense anunciar                             |                                            |
| El Quim vol posar un professor particular a l'Oriol. La senyora Cèlia continua sense rebre ajuda. Posicions enfrontades respecte a l'Alfred. La Mònica, patint per l'Alfred, es veu amb el Tronera. Les coses no poden anar bé… |                                            |                                            |                                            |                                            |                                            |                                            |
| 144 | 93                                         | «Capítol 144»                              | Sense anunciar                             | Sense anunciar                             | Sense anunciar                             |                                            |
| El Tronera manté "segrestada" la Mònica. A la presó, la Mercè farà amistat amb una immigrant marroquina, la Fàtima. L'Esteve anirà a casa de la Cèlia. El Tomàs i la Gemma preparen l'acció final contra el Salvador. El Guillem no hi està d'acord. Violenta trobada del Salvador amb el Guillem. |                                            |                                            |                                            |                                            |                                            |                                            |
| 145 | 94                                         | «Capítol 145»                              | Sense anunciar                             | Sense anunciar                             | Sense anunciar                             |                                            |
| La Mati ha pagat els plats trencats amb el Salvador. Torna l'Alfred i explica el que ha fet. Ara s'obre la porta per a l'alliberament de la Mercè, però el Tronera encara reté la Mònica. A l'Oriol li cau bé la seva "professora particular". La Ció s'interposa entre la Mati i el Salvador. L'Esteve s'enfronta amb l'Alfred. El noi anirà a casa de la Mònica sense saber el que s'hi trobarà. |                                            |                                            |                                            |                                            |                                            |                                            |
| 146 | 95                                         | «Capítol 146»                              | Sense anunciar                             | Sense anunciar                             | Sense anunciar                             |                                            |
| Baralla entre l'Alfred i el Tronera. El Cesc vol recuperar el rellotge que li ha pres el Salvador. En una conversa entre pare i fill, a l'Alfred se li escapa que viu amb la Mònica. El setge al Tronera s'estreny. Hi haurà una tragèdia. Jugada definitiva contra el Salvador. |                                            |                                            |                                            |                                            |                                            |                                            |
| 147 | 96                                         | «Capítol 147»                              | Sense anunciar                             | Sense anunciar                             | Sense anunciar                             |                                            |
| El Salvador ha descobert el joc. Ara té la paella pel mànec. Però la Gemma, el Guillem i l'Aguiló no ho saben. Conseqüències del tiroteig: morts i ferits. L'Alfred, la Mercè i l'Esteve parlen de la Mònica. La Mercè reacciona molt malament. Ara és el Salvador qui pren la iniciativa. |                                            |                                            |                                            |                                            |                                            |                                            |
| 148 | 97                                         | «Capítol 148»                              | Sense anunciar                             | Sense anunciar                             | Sense anunciar                             |                                            |
| El Ferran descobreix la Raquel i la Isabel i pensa la manera de treure'n partit. La Mercè s'enfronta amb la Mònica. La Mireia rep una citació per a un acarament amb el Tentacle. El Salvador segueix "controlant" la Gemma. La Mònica decideix acabar la relació amb l'Alfred. Ha arribat el moment que la Raquel sàpiga que la Gemma és viva. |                                            |                                            |                                            |                                            |                                            |                                            |
| 149 | 98                                         | «Capítol 149»                              | Sense anunciar                             | Sense anunciar                             | Sense anunciar                             |                                            |
| La Gemma vol tirar endavant el pla contra el Salvador. No tots hi estan d'acord. La Mercè surt de la presó. El Ferran ha trobat la carta que la Raquel va enviar a la Isabel. L'Alfred està desesperat pel trencament i en responsabilitza la Mercè. Se'n va de casa. |                                            |                                            |                                            |                                            |                                            |                                            |
| 150 | 99                                         | «Capítol 150»                              | Xavier Berraondo                           | Josep Maria Benet i Jornet & Enric Gomà    | 4 de febrer de 1999                        |                                            |
| El Quim vol convèncer la Mireia que es presenti a l'acarament amb el Tentacle i que el denunciï, però no és tan senzill. El Lluís descobrirà, per casualitat, de qui era el rellotge que va dur el gos. Anirà al pla de can Creuet… El Salvador, també… Retrobament entre la Mònica i la Mercè. |                                            |                                            |                                            |                                            |                                            |                                            |
| 151 | 100                                        | «Capítol 151»                              | Sense anunciar                             | Sense anunciar                             | Sense anunciar                             |                                            |
| El Cesc i la Marina continuen esperant el Lluís… El xantatge del Ferran és conegut per la Gemma. Retrobament entre la Cèlia i la Mercè amb el Martorell com a tema. La senyora Cèlia té un pla. El Tomàs no entén per què el Ferran continua treballant amb la Raquel. Ella ha de callar coses… El Salvador veu la Gemma i el Guillen i s'infla de ràbia. |                                            |                                            |                                            |                                            |                                            |                                            |
| 152 | 101                                        | «Capítol 152»                              | Sense anunciar                             | Sense anunciar                             | Sense anunciar                             |                                            |
| El Cesc està convençut de la culpabilitat del Salvador. El xantatge del Ferran a la Raquel es fa cada cop més gros. El Salvador posa en marxa el seu pla de venjança. La Cèlia i el Martorell estan a punt de trobar-se, però… |                                            |                                            |                                            |                                            |                                            |                                            |
| 153 | 102                                        | «Capítol 153»                              | Sense anunciar                             | Sense anunciar                             | Sense anunciar                             |                                            |
| El Martorell coneixerà la veritat sobre la "mort" de la Cèlia. El Cesc, que continua aterrit pel Salvador, marxa de casa. L'Oriol continua donant maldecaps al Quim. |                                            |                                            |                                            |                                            |                                            |                                            |
| 154 | 103                                        | «Capítol 154»                              | Sense anunciar                             | Sense anunciar                             | Sense anunciar                             |                                            |
| La Mercè coneix l'Aixa, la germana de la Fàtima. La Raquel, acorralada pel Ferran. El Burguer està en venda. El Salvador, a la recerca del Cesc. |                                            |                                            |                                            |                                            |                                            |                                            |
| 155 | 104                                        | «Capítol 155»                              | Sense anunciar                             | Sense anunciar                             | Sense anunciar                             |                                            |
| El Guillem té el seu propi pla per fer confessar el Salvador, però… El Tentacle torna a posar-se en contacte amb la Mireia. La Ció sap com descobrir on és el Cesc. |                                            |                                            |                                            |                                            |                                            |                                            |
| 156 | 105                                        | «Capítol 156»                              | Sense anunciar                             | Sense anunciar                             | Sense anunciar                             |                                            |
| La Mireia resultarà providencial per al Guillem. La Gemma agafa la pistola i surt a buscar el Salvador. El Guillem i la Ció, per diferents raons, també van a Can Aymerich. Ara, el Salvador ja coneix el "joc" de la Gemma, però ella no ho sap. |                                            |                                            |                                            |                                            |                                            |                                            |
| 157 | 106                                        | «Capítol 157»                              | Sense anunciar                             | Sense anunciar                             | Sense anunciar                             |                                            |
| Ni la Gemma ni el Salvador s'han sortit amb la seva. El problema continua… La Mireia no es deixa ajudar pel Quim en l'afer «Tentacle». La Ció assisteix atònita al relat de la peripècia de la Gemma. No sap qui creure. El Salvador se cita amb l'Esther Ramos. Vol resoldre aquest problema. L'Oriol agafa la moto, desobeint el Quim. |                                            |                                            |                                            |                                            |                                            |                                            |
| 158 | 107                                        | «Capítol 158»                              | Sense anunciar                             | Sense anunciar                             | Sense anunciar                             |                                            |
| El Salvador cometrà una imprudència a Ala. Es destapa el fet que la Gemma és viva. Commoció a Ala. La Gemma decidida a despatxar el Salvador, però no tothom hi està d'acord. La Cèlia ha perdut les ganes de viure. |                                            |                                            |                                            |                                            |                                            |                                            |
| 159 | 108                                        | «Capítol 159»                              | Sense anunciar                             | Sense anunciar                             | Sense anunciar                             |                                            |
| La Gemma proposa al Guillem de viure plegats. El David, molest amb l'Aurora perquè no vol que trobi feina. L'Aixa podria entrar a treballar al Burguer, però necessita documents. Enfrontament entre la Gemma i la Mati pel Salvador. L'Esteve serà conscient de la malaltia del David i de la causa. A Ala es decideix el futur: la Gemma o el Salvador. |                                            |                                            |                                            |                                            |                                            |                                            |
| 160 | 109                                        | «Capítol 160»                              | Sense anunciar                             | Sense anunciar                             | Sense anunciar                             |                                            |
| A Ala, el Quim ha fet decantar la balança. L'Oriol, astut, es vol fer perdonar pel Quim, però aquest descobrirà la veritat de l'accident de moto. L'Esteve està esfondrat pel que acaba de saber. El Cesc i la Marina descobreixen que han esborrat la cinta on sortia l'Alba. La Mireia es retroba amb el Tentacle. |                                            |                                            |                                            |                                            |                                            |                                            |
| 161 | 110                                        | «Capítol 161»                              | Sense anunciar                             | Sense anunciar                             | Sense anunciar                             |                                            |
| Continuen els problemes amb l'Aixa. La Mercè decideix acollir-la. La Cinta, que havia treballat a ca la Cèlia, li explicarà què va passar amb el Martorell. El Cesc i la Marina es colen al despatx del Salvador. Saben la combinació de la caixa… Descobrirem la realitat de l'Oriol. El Quim farà un descobriment important a Ala… |                                            |                                            |                                            |                                            |                                            |                                            |
| 162 | 111                                        | «Capítol 162»                              | Sense anunciar                             | Sense anunciar                             | Sense anunciar                             |                                            |
| Encara que no n'hi hagi proves, el Quim ja sap qui és el Salvador. Hi haurà una nova junta d'accionistes. El Julià fa plans per robar al Quim amb l'ajuda de l'Oriol, però aquest no ho veu tan clar. L'Alfred creu que punxant-se recuperarà la Mònica. Només la Mati creu el Salvador. |                                            |                                            |                                            |                                            |                                            |                                            |
| 163 | 112                                        | «Capítol 163»                              | Sense anunciar                             | Sense anunciar                             | Sense anunciar                             |                                            |
| La Marina ha decidit que la seva mare fa menester un xicot. La Ció arriba a la conclusió que cal allunyar el Cesc del Salvador. Anirà a trobar la Mati per prevenir-la. Macabre descobriment a la piscina de can Aymerich. |                                            |                                            |                                            |                                            |                                            |                                            |
| 164 | 113                                        | «Capítol 164»                              | Sense anunciar                             | Sense anunciar                             | Sense anunciar                             |                                            |
| Ha quedat clar que el Salvador és molt perillós. La Gemma fa menester protecció especial. El Tentacle torna a atacar la Mireia. L'Oriol s'hi ha interposat… Continua l'ofensiva per allunyar el Cesc del Salvador. La Mati s'hi oposarà… La Ció, en el fons, es resisteix a creure en la maldat del Salvador. El Tomàs comenta amb la Gemma la identitat de l'última dona desapareguda: l'Esther Ramos. |                                            |                                            |                                            |                                            |                                            |                                            |
| 165 | 114                                        | «Capítol 165»                              | Sense anunciar                             | Sense anunciar                             | Sense anunciar                             |                                            |
| Continua el suport dels Pedrós a la Fàtima i a l'Aixa. Es planteja la possibilitat d'allunyar la Mati d'ALA. La Raquel pateix tota la ràbia del Ferran. El nou guardaespatlles de la Gemma. La Magnòlia s'enfronta amb el nòvio que li han buscat el Cesc i la Marina. L'Alfred necessita diners per punxar-se. La Cèlia en té… El Salvador segueix endavant amb el seu pla de venjança. |                                            |                                            |                                            |                                            |                                            |                                            |
| 166 | 115                                        | «Capítol 166»                              | Ildefons Duran                             | Josep Maria Benet i Jornet & Enric Gomà    | 26 de febrer de 1999                       |                                            |
| Enfrontament entre el Quim i el Tentacle. La Gemma vol saber qui és el pare del seu fill. El David i l'Aurora, pendents de rebre el crèdit per comprar el burguer. El Víctor fa una aposta amb el Ramon. La Mati i el Salvador es retroben… |                                            |                                            |                                            |                                            |                                            |                                            |
| 167 | 116                                        | «Capítol 167»                              | Sense anunciar                             | Sense anunciar                             | Sense anunciar                             |                                            |
| El Cesc pressiona la Mati perquè deixi de veure's amb el Salvador. La Ció encara no està del tot segura de la maldat del Salvador. La Raquel confia el seu problema a la Gemma. L'Alfred necessita droga desesperadament. |                                            |                                            |                                            |                                            |                                            |                                            |
| 168 | 117                                        | «Capítol 168»                              | Sense anunciar                             | Sense anunciar                             | Sense anunciar                             |                                            |
| Problemes econòmics al "burger". Apareix informació sobre l'artificier que va fabricar la bomba per al Salvador. L'Alfred, buscat per dos goril·les del clan que va estafar. De primer es topen amb el Peris… El Víctor està decidit a guanyar l'aposta que va fer: s'ha de lligar la Magnòlia. El doble joc de la Mati: a ALA i amb el Salvador. |                                            |                                            |                                            |                                            |                                            |                                            |
| 169 | 118                                        | «Capítol 169»                              | Xavier Berraondo                           | Josep Maria Benet i Jornet & Enric Gomà    | 3 de març de 1999                          |                                            |
| Els Pedrós continuen volent ajudar l'Aixa, però tot és massa complicat. El Salvador descobreix que hi ha pistes de l'artificier. La Cèlia ajudarà l'Alfred a amagar-se dels Murado. El Cesc marxa a Disneyworld amb la germana de la Mati. La Mati li promet que no es veurà amb el Salvador. Aquest en prepara una de nova per al nano. Preocupació davant de l'evidència que el pare del Salvador no és mort.                                                                                                  |                                            |                                            |                                            |                                            |                                            |                                            |
| 170 | 119                                        | «Capítol 170»                              | Sense anunciar                             | Sense anunciar                             | Sense anunciar                             |                                            |
| Arriba el Teo a can Pedrós: més problemes per a l'Aixa. El Víctor continua rondant la Magnòlia. El Salvador es posa en contacte amb l'artificier. El Salvador vol "acompanyar" el Cesc a l'aeroport. L'Aixa i l'Esteve, sols a casa. Ella trenca aigües. |                                            |                                            |                                            |                                            |                                            |                                            |
| 171 | 120                                        | «Capítol 171»                              | Sense anunciar                             | Sense anunciar                             | Sense anunciar                             |                                            |
| L'Esteve ha d'ajudar en el part. El Salvador ha fallat amb el Cesc. La Mati és el seu suport. L'Aguiló ha lligat caps. Ja sap qui és l'artificier. Mentrestant, el Salvador envia dues cartes bomba. |                                            |                                            |                                            |                                            |                                            |                                            |
| 172 | 121                                        | «Capítol 172»                              | Francesc Llobet                            | Josep Maria Benet i Jornet & Enric Gomà    | 8 de març de 1999                          |                                            |
| El Salvador ha tingut un èxit i un fracàs. La recerca continua. L'Aurora i el Miramon es fan més confidències. Mentrestant, al "burguer" hi ve "gent estranya". La Ció vol parlar amb el Salvador. La Mati comença el seu estrany doble joc. Sembla que ara, la clau, és el passat de l'Emili Borés. Però el Salvador és ràpid de reflexos. |                                            |                                            |                                            |                                            |                                            |                                            |
| 173 | 122                                        | «Capítol 173»                              | Sense anunciar                             | Sense anunciar                             | Sense anunciar                             |                                            |
| L'Alfred s'amaga a casa de la Cèlia, però el "mono" és massa fort. L'Oriol descobrirà on Quim té guardat el diner negre. El Julià el pressiona. L'Esteve comença a sentir-se incòmode davant la presència de l'Aixa. El doble joc de la Mati dona resultats. La Cèlia és bastant conscient del que passa amb l'Alfred. |                                            |                                            |                                            |                                            |                                            |                                            |
| 174 | 123                                        | «Capítol 174»                              | Sense anunciar                             | Sense anunciar                             | Sense anunciar                             |                                            |
| Noves estratègies del Víctor per lligar-se la Magnòlia. La sort s'aliarà amb ell. El Salvador entén que l'obstacle que cal salvar és el Gerard. La Cèlia i el Martorell, per separat, tenen la mateixa idea. |                                            |                                            |                                            |                                            |                                            |                                            |
| 175 | 124                                        | «Capítol 175»                              | Sense anunciar                             | Sense anunciar                             | Sense anunciar                             |                                            |
| La Raquel no es veu amb cor de treure's la pressió del Ferran. L'Oriol ja no està d'acord amb el Julià. Ell no pensa col·laborar. La Cèlia i el Martorell coincideixen al cinema. Els Murado continuen esperant l'Alfred al búrguer. |                                            |                                            |                                            |                                            |                                            |                                            |
| 176 | 125                                        | «Capítol 176»                              | Sense anunciar                             | Sense anunciar                             | Sense anunciar                             |                                            |
| La trobada de la Cèlia i el Martorell té conseqüències… El Salvador obté hora amb el Gerard. Comença la pressió. L'Esteve continua incòmode amb l'Aixa. Cada cop més. La Raquel ha arribat a un límit insuportable de desesperació. Els Murado passen a l'acció. Al búrguer es palpa la tragèdia. De sobte, arriba l'Alfred… |                                            |                                            |                                            |                                            |                                            |                                            |
| 177 | 126                                        | «Capítol 177»                              | Sense anunciar                             | Sense anunciar                             | Sense anunciar                             |                                            |
| La baralla. L'Aurora ha parlat massa. El Miramon és apallissat. El David veu coses estranyes… El Ferran espera la Raquel amb impaciència. Però la Raquel no arriba… Plans de la Cèlia i el Martorell. Novetats sobre la malaltia del David. La Isabel sabrà, per fi, que el Ferran feia xantatge a la Raquel. |                                            |                                            |                                            |                                            |                                            |                                            |
| 178 | 127                                        | «Capítol 178»                              | Sense anunciar                             | Sense anunciar                             | Sense anunciar                             |                                            |
| Reapareix el pare de l'Alba, més violent que mai. El David comença a veure les coses una mica més estranyes. El Miramon els torna a deixar diners. Si la Cèlia i el Martorell es casen, l'Alfred haurà de trobar un altre lloc per viure. La Raquel i la Isabel van a la cita amb el Ferran. |                                            |                                            |                                            |                                            |                                            |                                            |
| 179 | 128                                        | «Capítol 179»                              | Sense anunciar                             | Sense anunciar                             | Sense anunciar                             |                                            |
| La Raquel s'ha desfet del Ferran. Ella i la Isabel es reconcilien. El Quim anirà al cinema amb la Mireia. El Julià ho aprofitarà. Estira-i-arronsa en els plans immediats de la Cèlia i el Martorell. El David pressiona per saber la veritat. |                                            |                                            |                                            |                                            |                                            |                                            |
| 180 | 129                                        | «Capítol 180»                              | Sense anunciar                             | Sense anunciar                             | Sense anunciar                             |                                            |
| El Quim, estomacat i robat. Comença a quedar clar que l'Esteve s'enamora de l'Aixa. El Gerard comença a suportar malament la pressió del Salvador. Al Quim no li entusiasma la idea de tornar-se a enamorar. El David és molt a prop de la veritat. El pare de l'Alba aconsegueix arribar al pis de la Mati. |                                            |                                            |                                            |                                            |                                            |                                            |
| 181 | 130                                        | «Capítol 181»                              | Sense anunciar                             | Sense anunciar                             | Sense anunciar                             |                                            |
| Davant de l'evidència, el David se'n va de casa. El Sebastià Pagès té segrestada la Mati. Vol que avisi el Salvador. L'Alfred ha d'amagar la Mònica que es torna a punxar. Però no podrà. El Salvador, que ja té ben lligat el Gerard, arriba a casa de la Mati… Trets. |                                            |                                            |                                            |                                            |                                            |                                            |
| 182 | 131                                        | «Capítol 182»                              | Sense anunciar                             | Sense anunciar                             | Sense anunciar                             |                                            |
| A ca la Mònica lluiten contra rellotge per salvar l'Alfred. A ca la Mati s'ha de fer desaparèixer un cadàver. El Salvador es guardarà una carta. L'Oriol i el Quim es retroben. El noi s'assabenta del que va passar al pis. El Cesc torna del viatge. |                                            |                                            |                                            |                                            |                                            |                                            |
| 183 | 132                                        | «Capítol 183»                              | Sense anunciar                             | Sense anunciar                             | Sense anunciar                             |                                            |
| L'Alfred explica a la seva mare on anirà a viure. Es comença a notar que el Gerard està neguitós. El Salvador el té ben collat. El Cesc porta regals per a la Gemma i la Marina. L'Oriol està a punt de confessar-ho tot al Quim. |                                            |                                            |                                            |                                            |                                            |                                            |
| 184 | 133                                        | «Capítol 184»                              | Sense anunciar                             | Sense anunciar                             | Sense anunciar                             |                                            |
| L'Esteve segueix embadalit amb l'Aixa. El Quim ha descobert el secret de l'Oriol. Tot està a punt per al casament de la Cèlia. El Salvador es posa en moviment. |                                            |                                            |                                            |                                            |                                            |                                            |
| 185 | 134                                        | «Capítol 185»                              | Sense anunciar                             | Sense anunciar                             | Sense anunciar                             |                                            |
| El dia del casament de la Cèlia: alegria i drames per a tothom. La tornada a casa de la Gemma i el Guillem es convertirà en un malson. |                                            |                                            |                                            |                                            |                                            |                                            |
| 186 | 135                                        | «Capítol 186»                              | Sense anunciar                             | Sense anunciar                             | Sense anunciar                             |                                            |
| Al garatge de can Aymerich sembla haver-se perdut tota esperança. |                                            |                                            |                                            |                                            |                                            |                                            |
| 187 | 136                                        | «Capítol 187»                              | Sense anunciar                             | Sense anunciar                             | Sense anunciar                             |                                            |
| La Gemma està a punt de disparar al Salvador. L'Aurora i el Miramon, davant de la gran decisió. La nit de noces del Martorell i la Cèlia. El Tentacle torna a rondar la Mireia. |                                            |                                            |                                            |                                            |                                            |                                            |
| 188 | 137                                        | «Capítol 188»                              | Sense anunciar                             | Sense anunciar                             | Sense anunciar                             |                                            |
| Ara ja sabem on és la Gemma. Però cap prova no inculpa el Salvador… Té una bona coartada. L'Alfred té nous motius per tirar endavant i superar la seva addició. L'Aixa, després del que ha passat amb l'Esteve, vol marxar de casa. La sortida serà tràgica. Desolació a Can Aymerich per la desaparició de la Gemma. Arribada de la Rita, neboda de la Ció. |                                            |                                            |                                            |                                            |                                            |                                            |
| 189 | 138                                        | «Capítol 189»                              | Sense anunciar                             | Sense anunciar                             | Sense anunciar                             |                                            |
| Sense notícies de la Gemma. Tothom contra la Mati, pel seu suport al Salvador. L'Esteve, ensorrat pel que ha passat amb l'Aixa. La Mercè vol fer-se càrrec del nen. L'Aurora ha de parlar amb la Mercè de la seva situació. Es descobreix que l'Alfred es torna a punxar. La Ció es troba amb el Salvador. Vol saber què ha passat amb la Gemma. Fatal trobada entre la Mireia i el Tentacle. |                                            |                                            |                                            |                                            |                                            |                                            |
| 190 | 139                                        | «Capítol 190»                              | Sense anunciar                             | Sense anunciar                             | Sense anunciar                             |                                            |
| S'ha de protegir la Mireia, però no serà senzill… La Ció no té cap possibilitat d'ajudar la Gemma. A més, haurà de callar. Però el Cesc no es rendirà pas. La idea de la Mercè de quedar-se amb el nen de l'Aixa topa amb una dificultat no esperada. |                                            |                                            |                                            |                                            |                                            |                                            |
| 191 | 140                                        | «Capítol 191»                              | Francesc Llobet                            | Josep Maria Benet i Jornet & Joan Marimón  | 6 d'abril de 1999                          |                                            |
| Els Pedrós han d'acceptar la situació. No es poden quedar amb la criatura. La Rita és introduïda a l'entorn de la Raquel. El Cesc i la Ció, darrere de la pista de la Gemma. |                                            |                                            |                                            |                                            |                                            |                                            |
| 192 | 141                                        | «Capítol 192»                              | Sense anunciar                             | Sense anunciar                             | Sense anunciar                             |                                            |
| Ala i Wheeler, a punt de fusionar-se. Noves i desagradables sorpreses a la vista. El Salvador hi està implicat. El Quim, al costat de la Mireia. La Rita fa una proposta per ajudar el Guillem. |                                            |                                            |                                            |                                            |                                            |                                            |
| 193 | 142                                        | «Capítol 193»                              | Sense anunciar                             | Sense anunciar                             | Sense anunciar                             |                                            |
| El Quim encara no havia dit l'última paraula sobre la fusió. El Salvador es passeja amb el senyal de la Gemma. De moment, ningú no ho veu. El Quim ha cercat una advocada per a la Mireia, però el Tentacle reacciona. El Guillem, al teatre, descobreix com podria acabar amb el Salvador. La Cèlia i el Martorell, a punt de marxar de viatge. El Jofre s'enamora de la Rita. |                                            |                                            |                                            |                                            |                                            |                                            |
| 194 | 143                                        | «Capítol 194»                              | Sense anunciar                             | Sense anunciar                             | Sense anunciar                             |                                            |
| Definitivament, hauran d'acceptar el Recasens a Ala. A Can Pedrós pateixen pel nen de l'Aixa. El Guillem es troba amb el Salvador. Ha decidit matar-lo. Però el Salvador també vol liquidar el Guillem. Problemes per a la Mireia. Arriba una vella coneguda del Miramon. |                                            |                                            |                                            |                                            |                                            |                                            |
| 195 | 144                                        | «Capítol 195»                              | Sense anunciar                             | Sense anunciar                             | Sense anunciar                             |                                            |
| El Guillem està a punt de matar el Salvador. El Miramon ha tingut un fort impacte amb la visita de la Núria. La Raquel es retroba amb el Ferran Recasens. Notícies del Yussuf, el nen de l'Aixa. |                                            |                                            |                                            |                                            |                                            |                                            |
| 196 | 145                                        | «Capítol 196»                              | Sense anunciar                             | Sense anunciar                             | Sense anunciar                             |                                            |
| El Tentacle pren la iniciativa davant de l'imminent judici a la Mireia. El Guillem té tancat el Salvador. El temps passa… la Gemma està sola al cau. La presència de la Núria porta problemes a l'Aurora i al Miramon. Els Pedrós, darrere de la pista del nen de l'Aixa. |                                            |                                            |                                            |                                            |                                            |                                            |
| 197 | 146                                        | «Capítol 197»                              | Sense anunciar                             | Sense anunciar                             | Sense anunciar                             |                                            |
| La Rita, que més o menys surt amb el Jofre, ha enlluernat l'Aguiló. La Gemma està a punt de parir. Mentrestant, l'Aguiló esbronca el Guillem per haver retingut el Salvador. L'Alfred, desesperat per l'estat de la Mònica. La Rita coneix la Isabel. |                                            |                                            |                                            |                                            |                                            |                                            |
| 198 | 147                                        | «Capítol 198»                              | Sense anunciar                             | Sense anunciar                             | Sense anunciar                             |                                            |
| El Salvador és alliberat. La Gemma ha de pensar com protegir la seva filla. La Patricia crea problemes a Viatges d'Acció. Sembla que li surt un aliat. La Mercè descobreix que l'adopció del Yussuf amaga molts interrogants. |                                            |                                            |                                            |                                            |                                            |                                            |
| 199 | 148                                        | «Capítol 199»                              | Esteve Rovira                              | Josep Maria Benet i Jornet & Joan Marimón  | 16 d'abril de 1999                         |                                            |
| La Núria i el Miramon es tornen a veure. La Ció no pot més i explica al Guillem el xantatge del Salvador. La Rita comença a ser conscient del seu poder. El Salvador descobreix la nena de la Gemma. |                                            |                                            |                                            |                                            |                                            |                                            |
| 200 | 149                                        | «Capítol 200»                              | Ildefons Duran                             | Josep Maria Benet i Jornet & Joan Marimón  | 19 d'abril de 1999                         |                                            |
| La Gemma fuig amb la criatura. El Salvador la segueix. Sembla que les coses es posen bé de cara al judici a la Mireia. El Guillem es desespera cada cop més. |                                            |                                            |                                            |                                            |                                            |                                            |
| 201 | 150                                        | «Capítol 201»                              | Sense anunciar                             | Sense anunciar                             | Sense anunciar                             |                                            |
| La Gemma no sap què creure del que li ha dit el Salvador. És morta, l'Estel? Els Pedrós troben la pista dels Gimeno. La Patrícia continua complicant-se la vida i complicant la de Viatges d'Acció. Trobada entre el David i la Núria. La Isabel ajuda la Rita amb la seva novel·la. |                                            |                                            |                                            |                                            |                                            |                                            |
| 202 | 151                                        | «Capítol 202»                              | Sense anunciar                             | Sense anunciar                             | Sense anunciar                             |                                            |
| El Cesc se'n va d'excursió amb l'escola i descobreix coses que l'angoixen. Té una bona pista. El Víctor pren la iniciativa en el tema del nen. La Mireia intercedeix per l'Oriol davant del Quim. El Salvador troba el rodamón a qui la Gemma va donar l'Estel. |                                            |                                            |                                            |                                            |                                            |                                            |
| 203 | 152                                        | «Capítol 203»                              | Sense anunciar                             | Sense anunciar                             | Sense anunciar                             |                                            |
| El Salvador promet a la Gemma que no la deixarà morir. Els Pedrós tenen el Yussuf… I ara què? El Ferran s'està sortint amb la seva. El Cesc es proposa salvar la Gemma tot sol. |                                            |                                            |                                            |                                            |                                            |                                            |
| 204 | 153                                        | «Capítol 204»                              | Sense anunciar                             | Sense anunciar                             | Sense anunciar                             |                                            |
| La Rita desvela el seu joc. La Mati descobreix el perill que corre el Cesc i surt corrents a buscar-lo. Però el Cesc ja ha arribat a l'amagatall. |                                            |                                            |                                            |                                            |                                            |                                            |
| 205 | 154                                        | «Capítol 205»                              | Sense anunciar                             | Sense anunciar                             | Sense anunciar                             |                                            |
| Alta tensió al cau: la Gemma, el Cesc, el Salvador i la Mati, que busca el seu fill. La Ció i el Guillem parlaran amb la policia. |                                            |                                            |                                            |                                            |                                            |                                            |
| 206 | 155                                        | «Capítol 206»                              | Sense anunciar                             | Sense anunciar                             | Sense anunciar                             |                                            |
| El Salvador està a punt de rematar la feina. Els dubtes de l'Aurora creixen. L'estat de la Gemma obliga el Salvador a cercar solucions. El Ferran segueix amb el seu pla per ensorrar Viatges d'Acció. |                                            |                                            |                                            |                                            |                                            |                                            |
| 207 | 156                                        | «Capítol 207»                              | Sense anunciar                             | Sense anunciar                             | Sense anunciar                             |                                            |
| La Raquel coneix el que la Ció i el Guillem sabien de la Gemma. L'estat de la Mati i el Cesc no permet ser gens optimista. Segueixen els problemes amb el fill de l'Aixa. El Tomàs es declara a la Rita. El Salvador vol rematar la Mati. |                                            |                                            |                                            |                                            |                                            |                                            |
| 208 | 157                                        | «Capítol 208»                              | Sense anunciar                             | Sense anunciar                             | Sense anunciar                             |                                            |
| El Ferran ho té tot a punt. La Patrícia, sense voler, l'hi ha posat molt fàcil. El Salvador té el rodamón que es va endur la nena de la Gemma. Paral·lelament pressionarà el ginecòleg de la Gemma. Té un pla. |                                            |                                            |                                            |                                            |                                            |                                            |
| 209 | 158                                        | «Capítol 209»                              | Xavier Berraondo & Pere Puig               | Josep Maria Benet i Jornet & Joan Marimón  | 30 d'abril de 1999                         |                                            |
| Trobada especial entre la Rita i la Isabel. Es compliquen les coses per al judici de la Mireia. La Cèlia i el Martorell tornen de viatge i es troben un intrús a casa. El Salvador es presenta a Can Aymerich. La Ció està sola. El Quim ha d'anar a comissaria a declarar. No es pot ni imaginar la sorpresa que l'hi espera. |                                            |                                            |                                            |                                            |                                            |                                            |
| 210 | 159                                        | «Capítol 210»                              | Francesc Llobet                            | Josep Maria Benet i Jornet & Joan Marimón  | 3 de maig de 1999                          |                                            |
| El Quim passa de la sorpresa a l'angoixa. La Isabel es vol disculpar amb la Rita. La Cèlia i el Martorell tornen i es troben amb la sorpresa del nen. Apareix una nota de la Ció dient que passarà uns dies fora. Mentrestant, descobrim què li ha passat. |                                            |                                            |                                            |                                            |                                            |                                            |
| 211 | 160                                        | «Capítol 211»                              | Sense anunciar                             | Sense anunciar                             | Sense anunciar                             |                                            |
| Dins del cau, la tensió augmenta. Fora, les investigacions no avancen. L'Alba no recorda res; el Cesc i la Mati no estan en condicions de parlar. Comença el judici de la Mireia. |                                            |                                            |                                            |                                            |                                            |                                            |
| 212 | 161                                        | «Capítol 212»                              | Sense anunciar                             | Sense anunciar                             | Sense anunciar                             |                                            |
| El Salvador, la Ció i la Gemma s'han quedat tancats al cau. Al judici, les coses es posen en contra de la Mireia. L'Aurora és conscient del problema que té amb el Miramon. |                                            |                                            |                                            |                                            |                                            |                                            |
| 213 | 162                                        | «Capítol 213»                              | Sense anunciar                             | Sense anunciar                             | Sense anunciar                             |                                            |
| L'Alfred malinterpreta una trobada entre la Mònica i el Joplin. El cas de la Mireia queda vist per a sentència. La Núria vol marxar, però el problema ja està creat. I és greu. |                                            |                                            |                                            |                                            |                                            |                                            |
| 214 | 163                                        | «Capítol 214»                              | Sense anunciar                             | Sense anunciar                             | Sense anunciar                             |                                            |
| La policia troba el cadàver del Sebastià Pagès, el del ginecòleg, i es fa ressò d'una altra desaparició. El Cesc entra a la sala d'operacions. Continua la tensió al cau. El Quim i el Guillem tenen la intenció de fer recordar l'Alba. Es coneix la sentència del judici de la Mireia. |                                            |                                            |                                            |                                            |                                            |                                            |
| 215 | 164                                        | «Capítol 215»                              | Sense anunciar                             | Sense anunciar                             | Sense anunciar                             |                                            |
| La Mireia ha d'ingressar a la presó. La Raquel descobrirà la Rita amb l'Aguiló. La Mati surt del coma i l'Alba té una primera reacció. Al cau s'acaba l'aigua. El Salvador ha decidit que la Ció els fa nosa. |                                            |                                            |                                            |                                            |                                            |                                            |
| 216 | 165                                        | «Capítol 216»                              | Sense anunciar                             | Sense anunciar                             | Sense anunciar                             |                                            |
| La Gemma ha d'impedir que el Salvador mati la Ció. L'Alba explica el que va passar el dia que va desaparèixer. Al cau, reneix l'esperança de fugir. |                                            |                                            |                                            |                                            |                                            |                                            |
| 217 | 166                                        | «Capítol 217»                              | Sense anunciar                             | Sense anunciar                             | Sense anunciar                             |                                            |
| L'Alba durà la policia a Can Creuet. El Teo ha descobert on s'amaga el Yussuf. La Mireia, que és a la presó, no vol veure el Quim. El nou error de la Patrícia a Viatges d'Acció ja no es pot passar per alt. El Salvador frena el pla de la Gemma per fugir. Amenaça amb "la solució final". |                                            |                                            |                                            |                                            |                                            |                                            |
| 218 | 167                                        | «Capítol 218»                              | Sense anunciar                             | Sense anunciar                             | Sense anunciar                             |                                            |
| El Cesc es desperta. Retrobament del Quim i l'Oriol. La Rita passa a l'acció amb el Tomàs. Al cau, els fets es precipiten. La Gemma aconsegueix trucar. |                                            |                                            |                                            |                                            |                                            |                                            |
| 219 | 168                                        | «Capítol 219»                              | Sense anunciar                             | Sense anunciar                             | Sense anunciar                             |                                            |
| La Gemma ha trucat al Tomàs, però el Salvador li pren el mòbil i fa una altra trucada. A ALA descobreixen la jugada del Ferran. Els Pedrós, per protegir el nen, el duran a la Direcció General d'Atenció a la Infància. El Tomàs parla amb el Cesc i dedueix on ha de cercar. La Rita no s'atura davant de res ni de ningú. La Isabel és el seu objectiu. Algú arriba al cau. |                                            |                                            |                                            |                                            |                                            |                                            |
| 220 | 169                                        | «Capítol 220»                              | Sense anunciar                             | Sense anunciar                             | Sense anunciar                             |                                            |
| L'Esteve confessa a la Mercè el que li va passar amb l'Aixa. La policia arriba al cau. El Salvador té la intenció de matar la Ció i fugir amb la Gemma. L'Alfred veu coses estranyes entre la Mònica i el Joplin. |                                            |                                            |                                            |                                            |                                            |                                            |
| 221 | 170                                        | «Capítol 221»                              | Sense anunciar                             | Sense anunciar                             | Sense anunciar                             |                                            |
| El Salvador, que té segrestat el rodamón, s'ho fa venir bé per trobar-se amb la Mati. La Gemma, alliberada, amaga algunes coses del segrest al Guillem. El Quim i la Carme es posen d'acord pel que fa a l'Oriol. |                                            |                                            |                                            |                                            |                                            |                                            |
| 222 | 171                                        | «Capítol 222»                              | Sense anunciar                             | Sense anunciar                             | Sense anunciar                             |                                            |
| El Guillem continua amoïnat pel que calla la Gemma. El missatge del Salvador a la Mati és inquietant. Es repeteix en una carta que li ha donat per a la Gemma. Sense notícies de l'Estel. La Isabel demana a la Raquel que torni amb ella. La Raquel no pot acabar amb el Recasens. |                                            |                                            |                                            |                                            |                                            |                                            |
| 223 | 172                                        | «Capítol 223»                              | Sense anunciar                             | Sense anunciar                             | Sense anunciar                             |                                            |
| Tothom vol ajudar l'Alba, però serà difícil. La Ció descobreix que la Rita ha tret diners de la seva llibreta. Nova baralla entre l'Aurora i el Miramon per culpa de la Núria. El Salvador engega definitivament el seu nou pla. |                                            |                                            |                                            |                                            |                                            |                                            |
| 224 | 173                                        | «Capítol 224»                              | Sense anunciar                             | Sense anunciar                             | Sense anunciar                             |                                            |
| El Tomàs no acaba de veure clar que el Salvador sigui mort i encarrega unes proves d'ADN. El Ferran creu que té la clau per ensorrar definitivament Viatges d'Acció. La malaltia de la Mònica avança inexorablement. La Rita es presenta a casa de la Isabel. |                                            |                                            |                                            |                                            |                                            |                                            |
| 225 | 174                                        | «Capítol 225»                              | Sense anunciar                             | Sense anunciar                             | Sense anunciar                             |                                            |
| L'Alba torna a treballar a ALA. La Gemma sospita que podria estar embarassada del Salvador. La Isabel té un dilema terrible. El Ferran és cridat a Direcció. Se sent triomfador. Surten els resultats de les proves d'ADN: el Salvador és declarat mort. |                                            |                                            |                                            |                                            |                                            |                                            |
| 226 | 175                                        | «Capítol 226»                              | Sense anunciar                             | Sense anunciar                             | Sense anunciar                             |                                            |
| La Cèlia vol organitzar una festa pel 75è aniversari del Martorell. La Mati passa pàgina per oblidar el passat. El Miramon pateix per tot el que s'ha deixat perdre. "Enterrament" del Salvador. |                                            |                                            |                                            |                                            |                                            |                                            |
| 227 | 176                                        | «Capítol 227»                              | Sense anunciar                             | Sense anunciar                             | Sense anunciar                             |                                            |
| Comença a ser evident que l'embolic de l'Aurora, el Miramon i el David té difícil solució. El Tomàs té la necessitat de "parlar" amb l'Emili Borés. Li ha notat una reacció estranya. |                                            |                                            |                                            |                                            |                                            |                                            |
| 228 | 177                                        | «Capítol 228»                              | Sense anunciar                             | Sense anunciar                             | Sense anunciar                             |                                            |
| Enfrontament de la Raquel amb la Isabel per culpa de la Rita. L'Alfred no pot suportar tot el que li cau al damunt. Sopar a can Aymerich. La gelosia del Guillem ho espatlla tot. La Gemma haurà de fer el cor fort i explicar-l'hi tot. L'estat emocional de l'Alba no convida a cap tipus d'optimisme. |                                            |                                            |                                            |                                            |                                            |                                            |
| 229 | 178                                        | «Capítol 229»                              | Sense anunciar                             | Sense anunciar                             | Sense anunciar                             |                                            |
| Després de l'explicació de la Gemma, el Guillem demostra a la noia qui és. La Rita vol donar explicacions a la Raquel, però aquesta li ha descobert el joc: la Isabel i… el Tomàs! Se celebra el judici de la Fàtima. La Gemma rep el resultat de les proves d'embaràs. La Mati rep una notícia que la deixa molt esverada. El Ferran rep una misteriosa trucada. |                                            |                                            |                                            |                                            |                                            |                                            |
| 230 | 179                                        | «Capítol 230»                              | Francesc Llobet                            | Josep Maria Benet i Jornet & Joan Marimón  | 31 de maig de 1999                         |                                            |
| El Salvador, que ha canviat d'identitat, proposa una aliança al Ferran. La Rita ha estat descoberta. Sembla que se li acaben els recursos. La Gemma i el Guillem prenen una decisió positiva, enmig del seu neguit per la nena desapareguda. Plans per recuperar el Yussuf per a la Fàtima. La Isabel explica els seus sentiments a la Raquel. El Guillem farà una pel·lícula amb una actriu… especial. |                                            |                                            |                                            |                                            |                                            |                                            |
| 231 | 180                                        | «Capítol 231»                              | Sense anunciar                             | Sense anunciar                             | Sense anunciar                             |                                            |
| La Gemma, desesperada per l'Estel, consultarà una vident. El Ferran comença atreballar seriosament per al Salvador. Segueix l'embolic de l'Aurora. |                                            |                                            |                                            |                                            |                                            |                                            |
| 232 | 181                                        | «Capítol 232»                              | Sense anunciar                             | Sense anunciar                             | Sense anunciar                             |                                            |
| El Guillem no veu gens clar el tema de la vident. En parla amb el Víctor. L'Alfred no es vol presentar a la prova amb la Simfònica. Joplin l'hi obligarà. Avui mateix se sabran els resultats. El Ferran entra en contacte amb la Irina. |                                            |                                            |                                            |                                            |                                            |                                            |
| 233 | 182                                        | «Capítol 233»                              | Francesc Llobet                            | Josep Maria Benet i Jornet & Joan Marimón  | 3 de juny de 1999                          |                                            |
| Es busca marit per a la Fàtima. El Víctor pren la iniciativa. Dinar dels Pedrós amb la Gemma. Els Caravaca fiquen la pota. La Núria se'n va definitivament. L'Oriol ha fet una festa a casa amb els seus amics. |                                            |                                            |                                            |                                            |                                            |                                            |
| 234 | 183                                        | «Capítol 234»                              | Sense anunciar                             | Sense anunciar                             | Sense anunciar                             |                                            |
| El Víctor s'ho fa venir bé per coincidir amb la vident. La Rita continua jugant a dues bandes, però la Isabel la troba amb el Tomàs. La Irina, contractada ara pel Ferran, comença el setge sobre el Guillem. Mentrestant, el Salvador exigeix resultats al Ferran. |                                            |                                            |                                            |                                            |                                            |                                            |
| 235 | 184                                        | «Capítol 235»                              | Sense anunciar                             | Sense anunciar                             | Sense anunciar                             |                                            |
| El Guillem, després de la sorpresa, aclareix la qüestió amb la Irina. La Rita ha estat descoberta per tothom. Caldrà veure si li queda algun recurs. Mentrestant, el Víctor tira endavant la decisió de casar-se amb la Fàtima. L'Aurora ha de firmar els papers de la separació. |                                            |                                            |                                            |                                            |                                            |                                            |
| 236 | 185                                        | «Capítol 236»                              | Francesc Llobet & Esteve Rovira            | Josep Maria Benet i Jornet & Joan Marimón  | 8 de juny de 1999                          |                                            |
| La Mònica veu molt a prop el final. La Irina, pressionada pel Ferran, continua assetjant el Guillem. Els nens es fiquen pel mig i fan una fotografia. L'Aguiló continua obsessionat amb el Salvador, un cop "mort" aquest. |                                            |                                            |                                            |                                            |                                            |                                            |
| 237 | 186                                        | «Capítol 237»                              | Sense anunciar                             | Sense anunciar                             | Sense anunciar                             |                                            |
| L'equip de la pel·lícula fa una festa a Can Aymerich. Hi serà la Irina. El Guillem es proposa evitar la separació de l'Aurora i el David. L'Alfred explica el seu drama als seus pares. |                                            |                                            |                                            |                                            |                                            |                                            |
| 238 | 187                                        | «Capítol 238»                              | Sense anunciar                             | Sense anunciar                             | Sense anunciar                             |                                            |
| A cal Quim es parla de dones. La Ció, que està al corrent de tot el que passa amb la Rita, s'enfronta a la seva neboda. La festa sorpresa al Martorell té un desenllaç inesperat. La Irina, farta, vol plegar, però… hi ha massa en joc. |                                            |                                            |                                            |                                            |                                            |                                            |
| 239 | 188                                        | «Capítol 239»                              | Esteve Rovira                              | Josep Maria Benet i Jornet & Joan Marimón  | 11 de juny de 1999                         |                                            |
| El Martorell és mort. El Guillem parla amb la Irina sobre l'estranya pressió a què el sotmet la noia. La Isabel afronta la seva nova situació. El Salvador, rabiós, ha gosat sortir de l'amagatall. Anirà a Ca n'Aymerich… |                                            |                                            |                                            |                                            |                                            |                                            |
| 240 | 189                                        | «Capítol 241»                              | Sense anunciar                             | Sense anunciar                             | Sense anunciar                             |                                            |
| L'Alba i el Salvador s'han vist. L'Aurora i el David s'han reconciliat, però l'ombra del Miramon queda present. La Rita no està disposada a rendir-se. |                                            |                                            |                                            |                                            |                                            |                                            |
| 241 | 190                                        | «Capítol 241»                              | Sense anunciar                             | Sense anunciar                             | Sense anunciar                             |                                            |
| La Cèlia fa un regal a l'Aurora i el David. El Ferran ha d'esbrinar fins a quin punt la policia ha cregut el que explica l'Alba. Enterrament del Martorell. L'Alfred i la Mònica es confessen les seves pors davant de la idea de la mort. |                                            |                                            |                                            |                                            |                                            |                                            |
| 242 | 191                                        | «Capítol 242»                              | Sense anunciar                             | Sense anunciar                             | Sense anunciar                             |                                            |
| Comença a sortir a la llum que l'Alba va veure algú a can Aymerich. Però qui? La Irina, pressionada, torna a atacar el Guillem. Ara, ell, es proposa d'arrencar-li la veritat. El David i l'Aurora marxen cap a Salzburg. |                                            |                                            |                                            |                                            |                                            |                                            |
| 243 | 192                                        | «Capítol 243»                              | Sense anunciar                             | Sense anunciar                             | Sense anunciar                             |                                            |
| La Cèlia sembla haver perdut les ganes de viure. La Irina demana al Ferran el seu número de telèfon. El Salvador es preocupa. A la Rita no se li han acabat els recursos. |                                            |                                            |                                            |                                            |                                            |                                            |
| 244 | 193                                        | «Capítol 244»                              | Ildefons Duran                             | Josep Maria Benet i Jornet & Joan Marimón  | 18 de juny de 1999                         |                                            |
| Sembla que la Rita s'ha tornat a sortir amb la seva. El Víctor obté dades importants sobre el Teo. La Irina, pressionada per totes bandes, rep una trucada que podria ser fatal. |                                            |                                            |                                            |                                            |                                            |                                            |
| 245 | 194                                        | «Capítol 245»                              | Sense anunciar                             | Sense anunciar                             | Sense anunciar                             |                                            |
| La Rita, malalta, es queda a casa de la Isabel. El Guillem creu que obtindrà informació de la Irina, però la noia ha desaparegut. Ningú no aconsegueix fer reaccionar la Cèlia. A can Aymerich reben una cinta de vídeo. Una foto que va fer la Marina posa en evidència el Recasens. |                                            |                                            |                                            |                                            |                                            |                                            |
| 246 | 195                                        | «Capítol 246»                              | Sense anunciar                             | Sense anunciar                             | Sense anunciar                             |                                            |
| La conclusió de la policia és que el Ferran és l'home que va veure l'Alba. Els preparatius per al casament del Víctor i la Fàtima només fan gràcia a una persona. El Víctor passa a l'acció definitiva contra el Teo. Trobada macabra entre el Ferran i el Salvador. |                                            |                                            |                                            |                                            |                                            |                                            |
| 247 | 196                                        | «Capítol 247»                              | Sense anunciar                             | Sense anunciar                             | Sense anunciar                             |                                            |
| El Salvador ha decidit solucionar els seus problemes per la via ràpida. Aires de comiat entre l'Alfred i la Mònica. La Isabel es posa en evidència per culpa de la Rita, que segueix el seu pla. Trucades angoixants a can Aymerich. |                                            |                                            |                                            |                                            |                                            |                                            |
| 248 | 197                                        | «Capítol 248»                              | Sense anunciar                             | Sense anunciar                             | Sense anunciar                             |                                            |
| El casament del Víctor i la Fàtima està a punt, més o menys. La Mercè compren què li ha passat al Víctor. El Tomàs i la Mati es fan confidències. El Víctor està a punt de desemmascarar el Teo. A can Aymerich es rep una trucada oferint informació sobre l'Estel. |                                            |                                            |                                            |                                            |                                            |                                            |
| 249 | 198                                        | «Capítol 249»                              | Sense anunciar                             | Sense anunciar                             | Sense anunciar                             |                                            |
| El pla del Salvador funciona. La Gemma i el Guillem estan en perill. La Rita continua enganyant la Isabel. Aquesta, estranyament, ho encaixa. |                                            |                                            |                                            |                                            |                                            |                                            |
| 250 | 199                                        | «Capítol 250»                              | Sense anunciar                             | Sense anunciar                             | Sense anunciar                             |                                            |
| El Salvador apunta en Guillem amb el fusell. El Víctor s'ha de confessar amb la Fàtima. Sembla que l'Oriol s'ha enamorat. El Quim pateix. El Ferran es vol deslligar del Salvador. |                                            |                                            |                                            |                                            |                                            |                                            |
| 251 | 200                                        | «Capítol 251»                              | Sense anunciar                             | Sense anunciar                             | Sense anunciar                             |                                            |
| El Guillem està convençut que el Ferran és al darrere de tot. L'Alba, però, té una altra teoria. L'Alfred es farà càrrec de la Mònica fins al final. La Rita continua seduint el president del jurat del premi literari. |                                            |                                            |                                            |                                            |                                            |                                            |
| 252 | 201                                        | «Capítol 252»                              | Sense anunciar                             | Sense anunciar                             | Sense anunciar                             |                                            |
| Tot a punt per a la sentència sobre la custòdia del Yussuf. La Rita sembla tenir-ho tot molt ben lligat. Tornen el David i l'Aurora. Les preocupacions d'ella segueixen vives. L'Alba reconeix el Ferran i es proposa seguir-lo. |                                            |                                            |                                            |                                            |                                            |                                            |
| 253 | 202                                        | «Capítol 253»                              | Sense anunciar                             | Sense anunciar                             | Sense anunciar                             |                                            |
| L'Alba queda astorada en veure junts el Ferran i el Salvador. Esglai del Quim per les relacions amoroses de l'Oriol. S'acosta el debut de l'Alfred amb la Simfònica i la Mònica empitjora. Últim encàrrec del Salvador al Ferran. |                                            |                                            |                                            |                                            |                                            |                                            |
| 254 | 203                                        | «Capítol 254»                              | Sense anunciar                             | Sense anunciar                             | Sense anunciar                             |                                            |
| L'Alfred debuta avui amb la Simfònica del Vallès. La Mònica ho veurà per televisió. |                                            |                                            |                                            |                                            |                                            |                                            |
| 255 | 204                                        | «Capítol 255»                              | Sense anunciar                             | Sense anunciar                             | Sense anunciar                             |                                            |
| Després de l'èxit del concert, l'Alfred arriba a casa de la Mònica. El David comprèn que l'Aurora no ha oblidat el Miramon. La Mati entrega al Tomàs documents sobre els Borés i el Benjamí a la República Dominicana. Investigaran. L'Alfred i la Cèlia proven de consolar-se mútuament. El Salvador prepara la seva fugida. |                                            |                                            |                                            |                                            |                                            |                                            |
| 256 | 205                                        | «Capítol 256»                              | Sense anunciar                             | Sense anunciar                             | Sense anunciar                             |                                            |
| Hi ha un obstacle amb què no comptava la Rita. El Ferran juga perillosament amb el Salvador. La Mònica i el Josep són morts… el futur s'obre per a l'Alfred i la Cèlia. |                                            |                                            |                                            |                                            |                                            |                                            |
| 257 | 206                                        | «Capítol 257»                              | Sense anunciar                             | Sense anunciar                             | Sense anunciar                             |                                            |
| La Rita se sent segura de guanyar el premi si el Tomàs i la Isabel l'ajuden… Avui es lliura el premi. L'Oriol troba una pista que podria ajudar la Mireia. |                                            |                                            |                                            |                                            |                                            |                                            |
| 258 | 207                                        | «Capítol 258»                              | Sense anunciar                             | Sense anunciar                             | Sense anunciar                             |                                            |
| La Rita ha estat desemmascarada, però la Isabel no n'ha sortit gaire millor. L'Aurora va a veure el Miramon. Es tem la reacció del David. |                                            |                                            |                                            |                                            |                                            |                                            |
| 259 | 208                                        | «Capítol 259»                              | Sense anunciar                             | Sense anunciar                             | Sense anunciar                             |                                            |
| L'Aurora i el David tenen cura del Miramon. La Mercè i la Fàtima marxen cap al Marroc. S'han descobert dos cossos cosits a trets a la República Dominicana. El Guillem, aliat de l'Alba, vol saber pel seu compte què passa exactament. Seguirà el Ferran fins al pis del Salvador. Allà, el Salvador descobreix dos enganys. |                                            |                                            |                                            |                                            |                                            |                                            |
| 260 | 209                                        | «Capítol 260»                              | Ildefons Duran                             | Josep Maria Benet i Jornet                 | 11 de juliol de 1999                       |                                            |
| Mentre el Guillem investiga, el Ferran s'està dessagnant. El Salvador, que ha descobert els secrets del seu passat, clama venjança contra el seu pare i està decidit a explicar-ho a la Gemma abans de fugir amb ella. La policia i el Guillem, seguint els seus passos, arriben a can Aymerich. El Salvador, embogit, amenaça amb una tragèdia… El cercle s'ha tancat. |                                            |                                            |                                            |                                            |                                            |                                            |

## Tercera temporada
| Episodis de la tercera temporada (261 - 469) | Episodis de la tercera temporada (261 - 469) | Episodis de la tercera temporada (261 - 469) | Episodis de la tercera temporada (261 - 469) | Episodis de la tercera temporada (261 - 469)    | Episodis de la tercera temporada (261 - 469) | Episodis de la tercera temporada (261 - 469) |
| Núm. | #                                            |                                              | Director                                     | Guionista                                       | Data d'emissió                               |                                              |
| --- | -------------------------------------------- | -------------------------------------------- | -------------------------------------------- | ----------------------------------------------- | -------------------------------------------- | -------------------------------------------- |
| 261 | 1                                            | «Capítol 261»                                | Xavier Berraondo & Dani Ventura              | Josep Maria Benet i Jornet                      | 13 de setembre de 1999                       |                                              |
| Al darrer capítol hi va haver un tiroteig. Ara en sabrem les conseqüències… |                                              |                                              |                                              |                                                 |                                              |                                              |
| 262 | 2                                            | «Capítol 262»                                | Sense anunciar                               | Sense anunciar                                  | Sense anunciar                               |                                              |
| El Guillem és a l'hospital. El Salvador està detingut. Comencen les investigacions. La Raquel i la Isabel prendran decisions sobre el futur de la seva relació. La Rosa i el Quim assetgen el porter de la finca per tal que variï la seva declaració sobre la Mireia. L'Esteve, abatut per tot el que li cau al damunt. |                                              |                                              |                                              |                                                 |                                              |                                              |
| 263 | 3                                            | «Capítol 263»                                | Sense anunciar                               | Sense anunciar                                  | Sense anunciar                               |                                              |
| Interrogatori del Recasens. Tem que el Salvador el faci entrar en la mort de la Irina. L'interrogatori del Salvador li crea noves angoixes… Es posa en contacte amb un advocat: el Roger Duran. Les investigacions avancen: identificat el rodamón que es va quedar la filla de la Gemma. La Mati es confessa amb la Gemma. |                                              |                                              |                                              |                                                 |                                              |                                              |
| 264 | 4                                            | «Capítol 264»                                | Sense anunciar                               | Sense anunciar                                  | Sense anunciar                               |                                              |
| Ara que ha confessat el seu secret, la Mati està feta un mar de dubtes. L'Aurora podria estar embarassada. El Tomàs vol treure informació sobre l'Estel, però el Salvador exigeix parlar-ne només amb la Gemma. Però, lluny d'allà, l'espectador rebrà noves pistes… |                                              |                                              |                                              |                                                 |                                              |                                              |
| 265 | 5                                            | «Capítol 265»                                | Sense anunciar                               | Sense anunciar                                  | Sense anunciar                               |                                              |
| L'Aurora es fa la prova de l'embaràs. El Tomàs vol evitar que el Salvador pugui ser declarat boig. El Salvador fa arribar un missatge al Recasens. Continuen els dubtes del Quim entre la Mireia i l'Alba. El Tentacle reapareix en escena. La Gemma s'entrevista amb el Salvador. Ell té un pla… |                                              |                                              |                                              |                                                 |                                              |                                              |
| 266 | 6                                            | «Capítol 266»                                | Sense anunciar                               | Sense anunciar                                  | Sense anunciar                               |                                              |
| El Tomàs ha de fer ingressar el Salvador en un hospital. L'Alfred enyora la Mònica. Se li obre la possibilitat d'un llarg viatge. El Salvador i el Duran no enfoquen la línia de defensa de la mateixa manera. El Recasens llegeix la carta del Salvador… |                                              |                                              |                                              |                                                 |                                              |                                              |
| 267 | 7                                            | «Capítol 267»                                | Sense anunciar                               | Sense anunciar                                  | Sense anunciar                               |                                              |
| El Recasens decideix ajudar el Salvador. L'Alba es retroba amb l'Aldo, el gurú de la secta. Comencen a passar coses estranyes. Al Cesc li agradaria la idea que la Mati s'entengués bé amb el Tomàs. |                                              |                                              |                                              |                                                 |                                              |                                              |
| 268 | 8                                            | «Capítol 268»                                | Sense anunciar                               | Sense anunciar                                  | Sense anunciar                               |                                              |
| Els nens preparen un pla per acostar la Mati i el Tomàs. L'Aurora i el Miramon aclareixen el seu futur. Al Guillem li surt una oportunitat professional espectacular. No sap què fer. El Quim i la Rosa, preocupats pel cas de la Mireia… i pels fills. Noves pistes sobre la nena de la Gemma i el Guillem… però només per a l'espectador. |                                              |                                              |                                              |                                                 |                                              |                                              |
| 269 | 9                                            | «Capítol 269»                                | Sense anunciar                               | Sense anunciar                                  | Sense anunciar                               |                                              |
| El Salvador posa en marxa el seu pla de fuga. El Tomàs anirà a trobar-lo… |                                              |                                              |                                              |                                                 |                                              |                                              |
| 270 | 10                                           | «Capítol 270»                                | Sense anunciar                               | Sense anunciar                                  | Sense anunciar                               |                                              |
| La Cèlia encara el seu futur. L'Alfred pren la seva decisió respecte a anar al Japó. L'Aurora té un vessament. L'han d'ingressar. El Salvador sembla que fugirà amb el Tomàs com a ostatge. L'Alícia els segueix, disposada a impedir-ho com sigui. |                                              |                                              |                                              |                                                 |                                              |                                              |
| 271 | 11                                           | «Capítol 271»                                | Sense anunciar                               | Sense anunciar                                  | Sense anunciar                               |                                              |
| L'Alícia s'enduu la pitjor part en el tiroteig. L'Oriol i la Judith fan l'amor per primera vegada. Continua el patiment per l'estat de l'Aurora. Males notícies per a la noia. |                                              |                                              |                                              |                                                 |                                              |                                              |
| 272 | 12                                           | «Capítol 272»                                | Sense anunciar                               | Sense anunciar                                  | Sense anunciar                               |                                              |
| Els problemes de la Mercè: ella creu que ningú no l'h de menester. L'Aurora no ha superat el trauma que li va crear la seva esterilitat. La relació a distància de la Gemma i el Guillem. El Salvador i el Duran preparen la defensa, però… descobrim la decisió que va prendre la Mati… |                                              |                                              |                                              |                                                 |                                              |                                              |
| 273 | 13                                           | «Capítol 273»                                | Sense anunciar                               | Sense anunciar                                  | Sense anunciar                               |                                              |
| Retrobament de la Mati i el Tomàs. Dubtes: d'ells… i del Cesc. La Rosa, que continua assetjant el porter perquè declari contra el Tentacle, fa un descobriment interessant. L'acusació particular contra el Salvador. La Mati té una actitud estranya… Una dama misteriosa passeja per Sabadell. |                                              |                                              |                                              |                                                 |                                              |                                              |
| 274 | 14                                           | «Capítol 274»                                | Sense anunciar                               | Sense anunciar                                  | Sense anunciar                               |                                              |
| Tota la pressió sobre la Mati. Ha de parlar amb el Tomàs i amb el Cesc. La Mercè rep una oferta de feina. La dama misteriosa «investiga». S'obre una llum d'esperança per a la Mireia. |                                              |                                              |                                              |                                                 |                                              |                                              |
| 275 | 15                                           | «Capítol 275»                                | Sense anunciar                               | Sense anunciar                                  | Sense anunciar                               |                                              |
| L'Esperança, la dama misteriosa, ha localitzat els Pedrós. L'Aurora continua sense sobreposar-se. Problemes entre la Mercè i l'Esteve per la feina d'ella. El Salvador, que continua rebutjant la tàctica del Duran, sabrà que la Mati no formarà part de l'acusació particular. |                                              |                                              |                                              |                                                 |                                              |                                              |
| 276 | 16                                           | «Capítol 276»                                | Ildefons Duran                               | Josep Maria Benet i Jornet                      | 4 d'octubre de 1999                          |                                              |
| L'Esperança està a punt de dir a l'Esteve qui és… Les disculpes de la Rita a la Ció. La Sol intenta "escalar" a Ala. Els problemes de l'Aurora s'agreugen. L'Alba rep una trucada misteriosa. |                                              |                                              |                                              |                                                 |                                              |                                              |
| 277 | 17                                           | «Capítol 277»                                | Francesc Llobet                              | Josep Maria Benet i Jornet                      | 5 d'octubre de 1999                          |                                              |
| Coneixem la filla i el gendre de l'Esperança. Semblen preocupats per la mare. La Mati, decidida a enfrontar la veritat amb el Cesc, però el Tomàs s'avançarà. Contraatac del Tentacle. |                                              |                                              |                                              |                                                 |                                              |                                              |
| 278 | 18                                           | «Capítol 278»                                | Sense anunciar                               | Sense anunciar                                  | Sense anunciar                               |                                              |
| Noves preocupacions. Ara han enganyat el Cesc. El David vol adoptar una criatura, però no sap com proposar-ho a l'Aurora. L'Esteve i la Mercè continuen picats. Veiem que el Jacques es comporta d'una manera diferent a l'Agnès amb la mare… El Salvador rep una visita sorpresa. |                                              |                                              |                                              |                                                 |                                              |                                              |
| 279 | 19                                           | «Capítol 279»                                | Sense anunciar                               | Sense anunciar                                  | Sense anunciar                               |                                              |
| Sembla que les coses milloren per al David i l'Aurora. L'embolic de la Mati és cada cop més gran. Descobrim les intencions de la Rita, les del Duran i les del Salvador… El Jacques es posa cada vegada més impertinent. |                                              |                                              |                                              |                                                 |                                              |                                              |
| 280 | 20                                           | «Capítol 280»                                | Sense anunciar                               | Sense anunciar                                  | Sense anunciar                               |                                              |
| La Rita torna a can Aymerich, però no hi serà ben rebuda. El Quim torna de Madrid i es troba una nova inquilina a casa. La Rosa l'adverteix que la Mireia ha canviat molt. La Rita demana ajuda al Tomàs. El comissari té un pla. El Salvador troba nous recursos per bellugar-se amb avantatge. Assistim a una conversa del Tentacle amb la seva exdona. L'Esperança ha de parlar seriosament amb la seva filla.                                                                                    |                                              |                                              |                                              |                                                 |                                              |                                              |
| 281 | 21                                           | «Capítol 281»                                | Sense anunciar                               | Sense anunciar                                  | Sense anunciar                               |                                              |
| El Salvador comença a acostar-se al guàrdia. El Jacques té por de perdre l'herència de l'Esperança. Es troba amb el Menestral. La Rita i el Salvador continuen col·laborant. |                                              |                                              |                                              |                                                 |                                              |                                              |
| 282 | 22                                           | «Capítol 282»                                | Sense anunciar                               | Sense anunciar                                  | Sense anunciar                               |                                              |
| L'Aurora, decidida a adoptar una criatura. La Rita pretén que la Gemma col·labori en el seu llibre. El Jacques, decidit a conèixer els Pedrós i les seves intencions. |                                              |                                              |                                              |                                                 |                                              |                                              |
| 283 | 23                                           | «Capítol 283»                                | Sense anunciar                               | Sense anunciar                                  | Sense anunciar                               |                                              |
| L'Agnès i el Jacques, enfrontats per la tàctica d'ell. Però és urgent vendre l'hotel de Cotlliure. La Mireia ha estat absolta. Avui torna a casa. El retrobament amb el Quim. |                                              |                                              |                                              |                                                 |                                              |                                              |
| 284 | 24                                           | «Capítol 284»                                | Sense anunciar                               | Sense anunciar                                  | Sense anunciar                               |                                              |
| El Menestral proposa a l'Esperança que conegui el seu fill. La Mireia es retroba amb els amics. El Salvador fa noves revelacions a la Rita. L'Esteve i la Mercè s'enfrontaran per la feina d'ella. |                                              |                                              |                                              |                                                 |                                              |                                              |
| 285 | 25                                           | «Capítol 285»                                | Sense anunciar                               | Sense anunciar                                  | Sense anunciar                               |                                              |
| La Cèlia intervé en el contenciós entre l'Esteve i la Mercè. Noves revelacions sobre l'Esperança. Resulta evident que l'Alba fa coses estranyes. L'exdona del Tentacle fa una visita inesperada a la Mireia. |                                              |                                              |                                              |                                                 |                                              |                                              |
| 286 | 26                                           | «Capítol 286»                                | Sense anunciar                               | Sense anunciar                                  | Sense anunciar                               |                                              |
| La reacció de l'Esteve en saber que la seva mare és viva. El Quim comprova fins a quin punt ha canviat la Mireia. La Mercè s'ha de plantejar si accepta la feina o no. |                                              |                                              |                                              |                                                 |                                              |                                              |
| 287 | 27                                           | «Capítol 287»                                | Sense anunciar                               | Sense anunciar                                  | Sense anunciar                               |                                              |
| L'Esteve ha perdut l'oportunitat de retrobar-se amb la seva mare i retreu al Menestral que l'hagi tingut enganyat. L'advocat Duran vol aclarir coses del passat del Salvador, a través de la Rita. El Salvador ho descobrirà i reaccionarà malament. Ara és el Salvador que fa un encàrrec a la Rita. |                                              |                                              |                                              |                                                 |                                              |                                              |
| 288 | 28                                           | «Capítol 288»                                | Sense anunciar                               | Sense anunciar                                  | Sense anunciar                               |                                              |
| L'Esteve té prou pistes per continuar cercant la seva mare. El Tomàs continua introduint-se en el món de la Mati i el Cesc. L'Andreu Menestral fa arribar una carta a l'Esteve i desapareix. El Quim constata que hi ha hagut un robatori a Ala. |                                              |                                              |                                              |                                                 |                                              |                                              |
| 289 | 29                                           | «Capítol 289»                                | Sense anunciar                               | Sense anunciar                                  | Sense anunciar                               |                                              |
| Violenta reacció de l'Esteve en llegir la carta del Menestral. El Quim sospita de la Sol i, de retruc, fa sospitar el Ramon. La Mati accepta l'amor del Tomàs, però el Salvador no ha dit l'última paraula. |                                              |                                              |                                              |                                                 |                                              |                                              |
| 290 | 30                                           | «Capítol 290»                                | Sense anunciar                               | Sense anunciar                                  | Sense anunciar                               |                                              |
| L'Esteve, decidit a viatjar a Cotlliure. Sembla que la Mireia ha trobat feina. Arriba la notícia de l'accident del Menestral. L'Aurora i el David tenen hora a la Direcció General d'Atenció a la Infància. La Mati rep la carta del Salvador. |                                              |                                              |                                              |                                                 |                                              |                                              |
| 291 | 31                                           | «Capítol 291»                                | Sense anunciar                               | Sense anunciar                                  | Sense anunciar                               |                                              |
| Retrobament entre l'Esteve i l'Esperança. El Tomàs nota que la Mati està estranya. No sap que ella ha anat a veure el Salvador. L'Aurora i el David no saben què fer amb el tema de l'adopció. La Gemma es planteja anar-se'n amb el Guillem. |                                              |                                              |                                              |                                                 |                                              |                                              |
| 292 | 32                                           | «Capítol 292»                                | Sense anunciar                               | Sense anunciar                                  | Sense anunciar                               |                                              |
| Collada pel Salvador, la Mati no pot explicar res al Tomàs. La relació del Sellarès amb la seva dona explica algunes coses… L'Esteve descobreix que té una germana… i moltes coses més del seu passat familiar. El Salvador també s'ha apoderat de Toni Puig, el seu carceller. |                                              |                                              |                                              |                                                 |                                              |                                              |
| 293 | 33                                           | «Capítol 293»                                | Esteve Rovira                                | Josep Maria Benet i Jornet                      | 27 d'octubre de 1999                         |                                              |
| L'Esperança va a veure el Menestral, però no aconsegueix que l'Esteve faci el mateix. El Ramon segueix "mosca" amb la Sol. El Quim també. L'Esperança coneix la família de l'Esteve. El Víctor coneix una dona. |                                              |                                              |                                              |                                                 |                                              |                                              |
| 294 | 34                                           | «Capítol 294»                                | Sense anunciar                               | Sense anunciar                                  | Sense anunciar                               |                                              |
| Acarament entre el Quim, la Sol i el Ramon. La Mati es veu obligada a confessar-se amb la seva germana. El Víctor inicia una relació "pintoresca". Sembla clar el distanciament del Quim i la Mireia. El David i l'Aurora, davant de la gran decisió. La Mati, pressionada de nou pel Salvador. |                                              |                                              |                                              |                                                 |                                              |                                              |
| 295 | 35                                           | «Capítol 295»                                | Sense anunciar                               | Sense anunciar                                  | Sense anunciar                               |                                              |
| L'Esperança segueix intentant convèncer l'Esteve perquè vagi a veure el Menestral. Trobada entre l'Esperança i la Gemma, que és neta de Lluc Palou… L'afer del Víctor es complica… El Jacques i l'Agnès es posen en evidència davant dels Pedrós… Arriba la notícia que el Salvador ha despatxat el seu advocat: preocupació per saber qui serà el nou advocat… |                                              |                                              |                                              |                                                 |                                              |                                              |
| 296 | 36                                           | «Capítol 296»                                | Sense anunciar                               | Sense anunciar                                  | Sense anunciar                               |                                              |
| El Menestral ha mort en presència de l'Esteve. El Jacques intentarà donar explicacions a l'Esteve. Situació límit entre el Tomàs i la Mati. La Rita aconsegueix la col·laboració de la Sol. |                                              |                                              |                                              |                                                 |                                              |                                              |
| 297 | 37                                           | «Capítol 297»                                | Sense anunciar                               | Sense anunciar                                  | Sense anunciar                               |                                              |
| El Cesc no entén ni accepta la decisió de la seva mare. Han tornat a desaparèixer diners d'Ala. El Quim contracta un detectiu i aquest descobreix el culpable. El Víctor es complica més amb la seva misteriosa dama. El Tomàs descobreix per què la Mati no es vol casar. L'Esteve i l'Agnès: dos germans que s'acaben de conèixer. |                                              |                                              |                                              |                                                 |                                              |                                              |
| 298 | 38                                           | «Capítol 298»                                | Sense anunciar                               | Sense anunciar                                  | Sense anunciar                               |                                              |
| La Mati dimiteix d'Ala. Ningú no entén res. La Rosa Roig s'interessa pel cas del Salvador. L'Aurora i el David il·lusionats i espantats pel que els ve al damunt. |                                              |                                              |                                              |                                                 |                                              |                                              |
| 299 | 39                                           | «Capítol 299»                                | Ildefons Duran                               | Josep Maria Benet i Jornet                      | 4 de novembre de 1999                        |                                              |
| El Sellarés proposa a la Mercè quedar-se a treballar fins tard. L'Alba continua rebent trucades estranyes. El Quim ha d'afrontar la realitat. El Víctor i el Ramon investiguen l'Adela. La Sol, gairebé per casualitat, resulta de gran ajuda a la Rita. |                                              |                                              |                                              |                                                 |                                              |                                              |
| 300 | 40                                           | «Capítol 300»                                | Sense anunciar                               | Sense anunciar                                  | Sense anunciar                               |                                              |
| El descobriment del Quim: l'Alba és el lladre. Però no recorda res. L'Agnès marxa cap a Cotlliure. La Rosa Roig coneix el Salvador Borés. El Salvador no acaba d'entendre el missatge que hi ha en el paper que li ha dut la Rita. Els donen la nena a l'Aurora i el David. |                                              |                                              |                                              |                                                 |                                              |                                              |
| 301 | 41                                           | «Capítol 301»                                | Sense anunciar                               | Sense anunciar                                  | Sense anunciar                               |                                              |
| La Gemma té la nena a coll… L'Alba segueix desconcertant la Sol i el Quim. El Salvador continua obsessionat pel "Laberint". |                                              |                                              |                                              |                                                 |                                              |                                              |
| 302 | 42                                           | «Capítol 302»                                | Sense anunciar                               | Sense anunciar                                  | Sense anunciar                               |                                              |
| La Mireia comença a trobar estrany l'interès del Quim pel cas de l'Alba. Es fa públic que la Rosa Roig serà la defensora del Salvador. Problemes a la vista, perquè això destapa la situació de la Mati. La Raquel ajuda una noia accidentada. |                                              |                                              |                                              |                                                 |                                              |                                              |
| 303 | 43                                           | «Capítol 303»                                | Sense anunciar                               | Sense anunciar                                  | Sense anunciar                               |                                              |
| L'Esteve, cada cop més gelós del Sellarès. Problemes entre la Mati i el Cesc: el Salvador s'hi torna a interposar. El Salvador idea un nou pla de fuga. La Raquel sabrà més coses de la Trini. |                                              |                                              |                                              |                                                 |                                              |                                              |
| 304 | 44                                           | «Capítol 304»                                | Dani Ventura                                 | Josep Maria Benet i Jornet                      | 11 de novembre de 1999                       |                                              |
| L'Aurora i el David reben la Marta en adopció. El Víctor, cada cop més atrapat en la trampa que ell havia preparat a l'Adela. La Raquel descobreix coses inquietants sobre la Trini. Baralla entre el Cesc i la Mati. |                                              |                                              |                                              |                                                 |                                              |                                              |
| 305 | 45                                           | «Capítol 305»                                | Sense anunciar                               | Sense anunciar                                  | Sense anunciar                               |                                              |
| L'Aurora ha vist la taca de la Marta… N'ha de parlar amb algú. El Salvador colla el Toni Puig: el dia de la "reconstrucció" ha de ser el de la seva fuga. El Cesc odia la seva mare. Les coses, entre el Quim i la Mireia, fan un pas endavant… estrany. |                                              |                                              |                                              |                                                 |                                              |                                              |
| 306 | 46                                           | «Capítol 306»                                | Sense anunciar                               | Sense anunciar                                  | Sense anunciar                               |                                              |
| El Quim, astorat davant de la proposta de matrimoni de la Mireia. La Mati s'ha de plantejar viure allunyada del Cesc. L'Aurora parla amb el David de la Marta. La Trini se'n va de Ca n'Aymerich. |                                              |                                              |                                              |                                                 |                                              |                                              |
| 307 | 47                                           | «Capítol 307»                                | Sense anunciar                               | Sense anunciar                                  | Sense anunciar                               |                                              |
| L'Aurora i el David no saben si han de parlar amb la Gemma. L'Esperança pren part en la decisió. La Cèlia, desconcertada pel que sent pel Joplin, sobretot quan aquest fa una nova amistat. El Jacques continua defensant els seus interessos contra l'Esteve. |                                              |                                              |                                              |                                                 |                                              |                                              |
| 308 | 48                                           | «Capítol 308»                                | Sense anunciar                               | Sense anunciar                                  | Sense anunciar                               |                                              |
| El Víctor necessita una mansió per dur-hi a sopar l'Adela… La Mireia, cada cop més amoïnada amb el Quim i l'Alba. El Quim ha de reaccionar. La Rosa Roig i la Mati preparen la reconstrucció dels fets de ca n'Aymerich. L'Esperança i el Jacques parlen de la venda de l'hotel: sorpreses. |                                              |                                              |                                              |                                                 |                                              |                                              |
| 309 | 49                                           | «Capítol 309»                                | Sense anunciar                               | Sense anunciar                                  | Sense anunciar                               |                                              |
| L'Esteve es posa seriós amb la Mercè per l'assumpte del Sellarès. La Rita està preocupada pel que pugui pretendre el Salvador en la reconstrucció de demà. El Cesc comença a estar preocupat: no li agrada el que fa la seva mare, però tampoc no li agrada que la critiquin. |                                              |                                              |                                              |                                                 |                                              |                                              |
| 310 | 50                                           | «Capítol 310»                                | Sense anunciar                               | Sense anunciar                                  | Sense anunciar                               |                                              |
| Avui és el dia de la reconstrucció. El Salvador ha mogut els seus fils… La Mercè reacciona davant de la declaració del Sellarès. El Jacques és posat en evidència. L'Aurora segueix feta un mar de dubtes amb la criatura… |                                              |                                              |                                              |                                                 |                                              |                                              |
| 311 | 51                                           | «Capítol 311»                                | Sense anunciar                               | Sense anunciar                                  | Sense anunciar                               |                                              |
| El Tomàs explica l'episodi de l'intent de fuga del Salvador. Arriba la notícia que han ingressat la nena de l'Aurora. Agre enfrontament entre l'Agnès i el Jacques pel comportament d'aquest amb l'Esteve. La Rosa Roig convenç la Rita perquè li entregui les cintes del Salvador. L'Esperança té una recaiguda en presència del Jacques. |                                              |                                              |                                              |                                                 |                                              |                                              |
| 312 | 52                                           | «Capítol 312»                                | Sense anunciar                               | Sense anunciar                                  | Sense anunciar                               |                                              |
| En ple atac de l'Esperança, arriba l'Agnès. La Marina ha trobat un gatet, però la Magnòlia no el vol… Postoperatori de la Marta. |                                              |                                              |                                              |                                                 |                                              |                                              |
| 313 | 53                                           | «Capítol 313»                                | Sense anunciar                               | Sense anunciar                                  | Sense anunciar                               |                                              |
| La Marina s'ha quedat atrapada. La Mati s'ofereix a col·laborar. El Cesc pren la iniciativa. La Mireia continua gelosa per les atencions del Quim a l'Alba… |                                              |                                              |                                              |                                                 |                                              |                                              |
| 314 | 54                                           | «Capítol 314»                                | Sense anunciar                               | Sense anunciar                                  | Sense anunciar                               |                                              |
| El Cesc ha rescatat la Marina. Ara enyora la Mati… La Marina explica com ha sobreviscut. El Joplin té una oferta. Avui ha de sopar amb el productor. El Salvador encarrega a la Rita que esbrini què vol dir «Laberint d'ombres». |                                              |                                              |                                              |                                                 |                                              |                                              |
| 315 | 55                                           | «Capítol 315»                                | Sense anunciar                               | Sense anunciar                                  | Sense anunciar                               |                                              |
| Apareix cremat el cotxe de la Rosa Roig. La Mireia sospita del Tentacle. La Rita segueix la pista del «Laberint». Les coses entre el Joplin i la Berta es compliquen. Retrobament de la Mati i el Cesc. |                                              |                                              |                                              |                                                 |                                              |                                              |
| 316 | 56                                           | «Capítol 316»                                | Sense anunciar                               | Sense anunciar                                  | Sense anunciar                               |                                              |
| La Rosa considera que és fonamental per a la defensa saber què feia el Benjamí a Santo Domingo. Creix el neguit de l'Aurora per la taca que té la seva filla. |                                              |                                              |                                              |                                                 |                                              |                                              |
| 317 | 57                                           | «Capítol 317»                                | Sense anunciar                               | Sense anunciar                                  | Sense anunciar                               |                                              |
| El Cesc vol reconciliar la Mati i el Tomàs. La Rita no troba cap exemplar de «Laberint d'ombres». La Mercè, decidida a deixar la feina. El David i l'Aurora arriben a la conclusió que només hi ha un camí: les proves d'ADN. |                                              |                                              |                                              |                                                 |                                              |                                              |
| 318 | 58                                           | «Capítol 318»                                | Sense anunciar                               | Sense anunciar                                  | Sense anunciar                               |                                              |
| El Quim continua estant més per l'Alba que per la Mireia. L'Adela colla el Víctor d'una manera espectacular. El Quim arriba al fons del problema de l'Alba, però és més greu del que ell creu. Les cintes de la Rita fan anar de corcoll el Tomàs. |                                              |                                              |                                              |                                                 |                                              |                                              |
| 319 | 59                                           | «Capítol 319»                                | Sense anunciar                               | Sense anunciar                                  | Sense anunciar                               |                                              |
| La Cèlia no veu de gaire bon ull la relació entre la Berta i el Joplin. El Cesc continua cridant l'atenció per fer que la Mati parli amb el Tomàs. La psiquiatra de l'Alba fa unes revelacions inquietants. Retrobament entre la Mercè i el Sellarès. |                                              |                                              |                                              |                                                 |                                              |                                              |
| 320 | 60                                           | «Capítol 320»                                | Ildefons Duran                               | Josep Maria Benet i Jornet                      | 3 de desembre de 1999                        |                                              |
| L'Esperança demana veure la Marta. L'àvia es queda sola amb la neta. Tensa trobada entre la Mati i el Tomàs. La Rita ha trobat un exemplar de "Laberint d'ombres". El durà al Salvador. |                                              |                                              |                                              |                                                 |                                              |                                              |
| 321 | 61                                           | «Capítol 321»                                | Sense anunciar                               | Sense anunciar                                  | Sense anunciar                               |                                              |
| El Salvador llegeix "Laberint d'ombres". Enterrament de l'Esperança. El Quim i la Mireia fixen la data del casament, però l'Alba és molt present en la vida de tots dos… |                                              |                                              |                                              |                                                 |                                              |                                              |
| 322 | 62                                           | «Capítol 322»                                | Sense anunciar                               | Sense anunciar                                  | Sense anunciar                               |                                              |
| El David i l'Aurora tiraran endavant les proves d'ADN. La Cèlia desconfia de la Berta i de les propostes de la productora al Joplin. El Salvador descobreix coses en el llibre que li ha dut la Rita. |                                              |                                              |                                              |                                                 |                                              |                                              |
| 323 | 63                                           | «Capítol 323»                                | Sense anunciar                               | Sense anunciar                                  | Sense anunciar                               |                                              |
| La Cèlia descobreix l'engany de què ha estat objecte el Joplin. No sembla haver-hi manera de contrarestar l'estat d'hipnosi de l'Alba. L'Oriol i la Judit estan de viatge… es rep una trucada de la Guàrdia Civil. |                                              |                                              |                                              |                                                 |                                              |                                              |
| 324 | 64                                           | «Capítol 324»                                | Sense anunciar                               | Sense anunciar                                  | Sense anunciar                               |                                              |
| La Mireia avisa que l'Oriol i la Judit han tingut un accident. La Rita ha de buscar un nou "Laberint d'ombres". Últims preparatius per al judici. |                                              |                                              |                                              |                                                 |                                              |                                              |
| 325 | 65                                           | «Capítol 325»                                | Sense anunciar                               | Sense anunciar                                  | Sense anunciar                               |                                              |
| La tornada de l'Oriol i la Judit deixa en mala posició la Mireia: el Tentacle s'està sortint amb la seva. El Víctor, ensarronat definitivament per l'Adela. El Joplin s'enfronta amb la Berta. Notícies d'un nou testimoni per a la defensa del Salvador. La policia té una bona pista de l'Aldo. |                                              |                                              |                                              |                                                 |                                              |                                              |
| 326 | 66                                           | «Capítol 326»                                | Sense anunciar                               | Sense anunciar                                  | Sense anunciar                               |                                              |
| Desenllaç sorprenent de l'intent de captura de l'Aldo. El Víctor va a veure el Tomàs amb la cua entre les cames. La psiquiatra de l'Alba no veu gaire clar el futur. |                                              |                                              |                                              |                                                 |                                              |                                              |
| 327 | 67                                           | «Capítol 327»                                | Sense anunciar                               | Sense anunciar                                  | Sense anunciar                               |                                              |
| Comença el judici del Salvador. La defensa parla de la possibilitat d'incloure un nou testimoni. La Isabel entendrà els sentiments de la Trini per la Raquel. |                                              |                                              |                                              |                                                 |                                              |                                              |
| 328 | 68                                           | «Capítol 328»                                | Sense anunciar                               | Sense anunciar                                  | Sense anunciar                               |                                              |
| Segueix el judici. La Rosa, sense cap mena d'escrúpols, mira de tombar els arguments de l'acusació. El Miramon ha vingut a dir adéu. Agre enfrontament entre el Tomàs i la Mati. El Tentacle continua assetjant la Mireia. I el Quim es queda sol amb l'Alba… |                                              |                                              |                                              |                                                 |                                              |                                              |
| 329 | 69                                           | «Capítol 329»                                | Sense anunciar                               | Sense anunciar                                  | Sense anunciar                               |                                              |
| Desconfiances entre el Quim i la Mireia pel Tentacle i per l'Alba. La Gemma testifica en el judici. La Cèlia comença a comprendre els sentiments del Joplin. La Rita troba el que buscava a can Aymerich. |                                              |                                              |                                              |                                                 |                                              |                                              |
| 330 | 70                                           | «Capítol 330»                                | Sense anunciar                               | Sense anunciar                                  | Sense anunciar                               |                                              |
| L'Aurora i el David s'enduen la Marta a casa. Declaració de la Rita. El "Tentacle" torna a fer "llum de gas" a la Mireia. |                                              |                                              |                                              |                                                 |                                              |                                              |
| 331 | 71                                           | «Capítol 331»                                | Sense anunciar                               | Sense anunciar                                  | Sense anunciar                               |                                              |
| El Guillem torna dels Estats Units. La Cèlia passa a l'acció: cal ajudar el Joplin. El Guillem declara en el judici. El Quim dona una notícia important a ALA. |                                              |                                              |                                              |                                                 |                                              |                                              |
| 332 | 72                                           | «Capítol 332»                                | Sense anunciar                               | Sense anunciar                                  | Sense anunciar                               |                                              |
| La Trini es confessarà amb la Raquel… Declaració del Cesc i de la Mati. |                                              |                                              |                                              |                                                 |                                              |                                              |
| 333 | 73                                           | «Capítol 333»                                | Sense anunciar                               | Sense anunciar                                  | Sense anunciar                               |                                              |
| La Raquel deixa les coses clares a la Trini. La Cèlia fa un regal al Joplin. Avui declara el testimoni sorpresa de la defensa del Salvador. |                                              |                                              |                                              |                                                 |                                              |                                              |
| 334 | 74                                           | «Capítol 334»                                | Sense anunciar                               | Sense anunciar                                  | Sense anunciar                               |                                              |
| Conclusions definitives en el judici. Retrobament de la Raquel i la Isabel. La Mireia cada cop se sent més atrapada pels seus fantasmes. El Tomàs té els resultats de les proves d'ADN de la Marta. El jurat llegeix el veredicte. |                                              |                                              |                                              |                                                 |                                              |                                              |
| 335 | 75                                           | «Capítol 335»                                | Sense anunciar                               | Sense anunciar                                  | Sense anunciar                               |                                              |
| Situació límit per a la Mireia. Se cita amb el "Tentacle"… Es fa pública la sentència del Salvador. La Rita vol donar-li el llibre que va trobar a can Aymerich. L'Aurora i el David davant de la gran decisió: la Marta és l'Estel… La Mati està a punt de tenir la criatura, sola… |                                              |                                              |                                              |                                                 |                                              |                                              |
| 336 | 76                                           | «Capítol 336»                                | Sense anunciar                               | Sense anunciar                                  | Sense anunciar                               |                                              |
| El final del mil·lenni: la Mireia és amb el Tentacle. I l'Alba està programada per suïcidar-se… I passaran set anys… |                                              |                                              |                                              |                                                 |                                              |                                              |
| 337 | 77                                           | «Capítol 337»                                | Sense anunciar                               | Sense anunciar                                  | Sense anunciar                               |                                              |
| Ja sabem com estan els personatges al cap de set anys. I s'acosten els Reis… |                                              |                                              |                                              |                                                 |                                              |                                              |
| 338 | 78                                           | «Capítol 338»                                | Sense anunciar                               | Sense anunciar                                  | Sense anunciar                               |                                              |
| El caràcter de la Ció s'ha tornat més agre. I la Rita continua tenint problemes. |                                              |                                              |                                              |                                                 |                                              |                                              |
| 339 | 79                                           | «Capítol 339»                                | Ildefons Duran                               | Josep Maria Benet i Jornet                      | 30 de desembre de 1999                       |                                              |
| Avui és el dia de Reis. Però potser no tots els regals seran encertats… La Mercè no es troba bé. |                                              |                                              |                                              |                                                 |                                              |                                              |
| 340 | 80                                           | «Capítol 340»                                | Ildefons Duran                               | Josep Maria Benet i Jornet                      | 31 de desembre de 1999                       |                                              |
| El Víctor troba feina. La "malaltia" de la Mercè Pedrós. |                                              |                                              |                                              |                                                 |                                              |                                              |
| 341 | 81                                           | «Capítol 341»                                | Dani Ventura                                 | Josep Maria Benet i Jornet                      | 10 de gener de 2000                          |                                              |
| Com es prendrà l'Aurora l'embaràs de la Mercè? La Rita pren una decisió definitiva. En Cesc continua tenint problemes amb els "buscabregues". La feina del tiet Víctor. La colla de l'institut va a trobar-se amb el seu líder. |                                              |                                              |                                              |                                                 |                                              |                                              |
| 342 | 82                                           | «Capítol 342»                                | Sense anunciar                               | Sense anunciar                                  | Sense anunciar                               |                                              |
| El David i l'Aurora enfrontats per la nova feina d'ell. El Víctor té una idea de les seves per fer diners. Com sempre, això vol dir problemes. La Isabel i la Raquel convidaran el germà de la Isabel a passar uns dies amb elles… i la Ció. A la redacció del diari es barreja la feina amb "altres coses". |                                              |                                              |                                              |                                                 |                                              |                                              |
| 343 | 83                                           | «Capítol 343»                                | Dani Ventura                                 | Josep Maria Benet i Jornet                      | 12 de gener de 2000                          |                                              |
| La Sol torna a ficar la pota a ALA. En Víctor, enfadadíssim amb l'Elisa. La Mercè explica a l'Esteve que està embarassada. La Rita es planteja si ha de dir adéu a en Salvador. |                                              |                                              |                                              |                                                 |                                              |                                              |
| 344 | 84                                           | «Capítol 344»                                | Sense anunciar                               | Sense anunciar                                  | Sense anunciar                               |                                              |
| La banda d'en Román: les jerarquies. La Mercè i l'Esteve expliquen a l'Aurora que la mare està embarassada… |                                              |                                              |                                              |                                                 |                                              |                                              |
| 345 | 85                                           | «Capítol 345»                                | Sense anunciar                               | Sense anunciar                                  | Sense anunciar                               |                                              |
| L'Aurora no és capaç de reaccionar. En Víctor té un nou pla. Arriba el germà de la Isabel a ca n'Aymerich. Tal com ens adonem pel creixent interès de la Carla pel llibre de la Rita, avui tindrem notícies d'un vell conegut… |                                              |                                              |                                              |                                                 |                                              |                                              |
| 346 | 86                                           | «Capítol 346»                                | Sense anunciar                               | Sense anunciar                                  | Sense anunciar                               |                                              |
| A ca n'Aymerich segueix la tibantor entre la Ció i Ximo. La Mercè està atabalada per la sobreprotecció a què la sotmet tothom. El Salvador Borés rep notícies de l'exterior. |                                              |                                              |                                              |                                                 |                                              |                                              |
| 347 | 87                                           | «Capítol 347»                                | Sense anunciar                               | Sense anunciar                                  | Sense anunciar                               |                                              |
| Es planteja seriosament la possibilitat que el Salvador estigui curat. La Sol té plans per "ascendir" dins de l'empresa. El Víctor necessita l'Esteve per al seu negoci… |                                              |                                              |                                              |                                                 |                                              |                                              |
| 348 | 88                                           | «Capítol 348»                                | Pere Puig                                    | Josep Maria Benet i Jornet                      | 19 de gener de 2000                          |                                              |
| L'Aurora segueix sense trobar el seu lloc. A l'institut continua la gresca, però apareix un nou professor. L'Esteve troba feina al David. El Salvador, a l'espera de la decisió judicial. La banda del Roman va a rebre algú que surt de la presó: una sorpresa desagradable… |                                              |                                              |                                              |                                                 |                                              |                                              |
| 349 | 89                                           | «Capítol 349»                                | Sense anunciar                               | Sense anunciar                                  | Sense anunciar                               |                                              |
| El retorn del Ferran Recasens. L'Aurora i el David, decidits a lluitar pel seu matrimoni, però… |                                              |                                              |                                              |                                                 |                                              |                                              |
| 350 | 90                                           | «Capítol 350»                                | Sense anunciar                               | Sense anunciar                                  | Sense anunciar                               |                                              |
| L'Esteve dona un cop de mà al Víctor, però encara li calen diners. Avui farà una societat "sorprenent". Arriba la resolució judicial del "cas Borés"… |                                              |                                              |                                              |                                                 |                                              |                                              |
| 351 | 91                                           | «Capítol 351»                                | Sense anunciar                               | Sense anunciar                                  | Sense anunciar                               |                                              |
| El Salvador surt al carrer. L'Iñaki i la Rosa li demanen que no s'acosti a Sabadell. L'Aurora continua prenent-se més atribucions del compte amb la Lara. |                                              |                                              |                                              |                                                 |                                              |                                              |
| 352 | 92                                           | «Capítol 352»                                | Esteve Rovira                                | Josep Maria Benet i Jornet                      | 25 de gener de 2000                          |                                              |
| El Salvador ha promès no anar a Sabadell, però vol conèixer el seu fill… La Cèlia i el Víctor posen en marxa la societat. El Roman explica la seva aventura amb el Recasens. |                                              |                                              |                                              |                                                 |                                              |                                              |
| 353 | 93                                           | «Capítol 353»                                | Sense anunciar                               | Sense anunciar                                  | Sense anunciar                               |                                              |
| La Mercè descobrirà on és el fill de la Cèlia. Les coses entre la Ció i el Ximo semblen millorar. El Salvador és a Sabadell… |                                              |                                              |                                              |                                                 |                                              |                                              |
| 354 | 94                                           | «Capítol 354»                                | Sense anunciar                               | Sense anunciar                                  | Sense anunciar                               |                                              |
| La Mati s'ha trobat el Salvador. La Cèlia no vol saber res de l'Ernest ni de la seva malaltia. El Tomàs i la Mati amaguen als nanos la notícia de la llibertat del Salvador. A la Marina li fa gràcia el nou professor de "mates". El Salvador es presenta a Ala… |                                              |                                              |                                              |                                                 |                                              |                                              |
| 355 | 95                                           | «Capítol 355»                                | Esteve Rovira                                | Josep Maria Benet i Jornet                      | 28 de gener de 2000                          |                                              |
| Reaccions a la notícia de l'alliberament del Salvador. L'Aurora es confessa amb el David. Aquest sembla més tolerant que la Mireia. L'Iñaki i la Rosa s'enfronten al Salvador per haver anat a Sabadell. L'Aurora i el David semblen reconciliar-se. Arriba un misteriós regal de Reis a ca la Mati. És per a l'Abel… |                                              |                                              |                                              |                                                 |                                              |                                              |
| 356 | 96                                           | «Capítol 356»                                | Sense anunciar                               | Sense anunciar                                  | Sense anunciar                               |                                              |
| La Mati obre el regal de l'Abel… La Cèlia parlarà amb el seu fill. La Mati i el Tomàs posen en marxa un pla per protegir els nanos. L'Aurora es planteja fer "dieta". Agre enfrontament entre la Rosa i el Quim pel Salvador. |                                              |                                              |                                              |                                                 |                                              |                                              |
| 357 | 97                                           | «Capítol 357»                                | Sense anunciar                               | Sense anunciar                                  | Sense anunciar                               |                                              |
| La Ció s'ha trobat el Salvador. La Sol veu una oportunitat d'"escalar" a Ala. La Raquel es queda la carta que el Salvador ha donat a la Ció. L'Aurora es torna a enfrontar amb la Mireia. |                                              |                                              |                                              |                                                 |                                              |                                              |
| 358 | 98                                           | «Capítol 358»                                | Sense anunciar                               | Sense anunciar                                  | Sense anunciar                               |                                              |
| La Rosa busca feina al Salvador. A la redacció del diari es preparen per informar de la sortida del Salvador. La Carla se'n farà càrrec. El Víctor i l'Esteve tornen de l'Índia. A l'institut segueixen passant coses "estranyes". |                                              |                                              |                                              |                                                 |                                              |                                              |
| 359 | 99                                           | «Capítol 359»                                | Sense anunciar                               | Sense anunciar                                  | Sense anunciar                               |                                              |
| El Salvador treballa a la cuina del Nou Casino. Problemes al diari per la diferència de criteris entre la Carla i el Bruno. L'Aurora organitza una festa infantil en contra del criteri de la Mireia. |                                              |                                              |                                              |                                                 |                                              |                                              |
| 360 | 100                                          | «Capítol 360»                                | Ildefons Duran                               | Josep Maria Benet i Jornet & Marina Peña        | 3 de febrer de 2000                          |                                              |
| La banda del Román entra al restaurant de l'Aurora: problemes. Sabrem qui és l'Òscar. La Mati i el Tomàs no deixen sortir els nanos sols de l'escola. Això durà problemes al Cesc. Però avui tindran un descuit… La Sol se'n va al Brasil amb el Telemann. |                                              |                                              |                                              |                                                 |                                              |                                              |
| 361 | 101                                          | «Capítol 361»                                | Sense anunciar                               | Sense anunciar                                  | Sense anunciar                               |                                              |
| El Tomàs arriba a l'escola. Els nanos estan bé, però el Cesc ha vist el Salvador. L'Asensi vol parlar amb el Quim dels problemes que li ocasiona l'Òscar. La Mireia vol fer les paus amb l'Aurora, però no és fàcil… El Tomàs, fora de si, va a veure l'Iñaki i la Rosa. |                                              |                                              |                                              |                                                 |                                              |                                              |
| 362 | 102                                          | «Capítol 362»                                | Dani Ventura                                 | Josep Maria Benet i Jornet & Marina Peña        | 8 de febrer de 2000                          |                                              |
| La Mati s'imagina on pot ser el Salvador… El Tomàs anirà a trobar-lo. La Cèlia i el Víctor ens ensenyen la botiga. Avui és la inauguració. Hi serà l'Elisa… El Cesc i la Marina parlen del Salvador. |                                              |                                              |                                              |                                                 |                                              |                                              |
| 363 | 103                                          | «Capítol 363»                                | Sense anunciar                               | Sense anunciar                                  | Sense anunciar                               |                                              |
| El Tomàs s'enfronta violentament amb el Salvador. El Quim té clar que la Mireia no vol tenir més fills. El Ximo és cada cop més "tolerat" per la Ció. Però se n'ha d'anar a Alcoi. El Cesc, fart de la sobreprotecció dels pares, sentirà on té un revòlver amagat el Tomàs. L'Aurora explica al Quim la possibilitat de la "mare de lloguer". |                                              |                                              |                                              |                                                 |                                              |                                              |
| 364 | 104                                          | «Capítol 364»                                | Sense anunciar                               | Sense anunciar                                  | Sense anunciar                               |                                              |
| La Marina pren consciència del que li passa amb el Carles. Al bar comencen a tenir problemes a causa del Salvador. L'Elisa continua interessant-se pel Víctor. La Mireia ha de marxar a Itàlia. Al Quim no li fa cap gràcia. |                                              |                                              |                                              |                                                 |                                              |                                              |
| 365 | 105                                          | «Capítol 365»                                | Sense anunciar                               | Sense anunciar                                  | Sense anunciar                               |                                              |
| El Bruno demana a la Carla que vagi al bar a investigar. Es trobarà amb el Salvador. El Víctor i la Cèlia tenen sistemes de venda "diferents". L'Aurora s'adona que està perdent el cap. La Mati va a buscar el Cesc. Els "companys" se'n riuen. El Román, sorprenentment, el defensa. És clar que el Cesc pensa fer alguna cosa… El Salvador rep un paquet "inquietant". |                                              |                                              |                                              |                                                 |                                              |                                              |
| 366 | 106                                          | «Capítol 366»                                | Sense anunciar                               | Sense anunciar                                  | Sense anunciar                               |                                              |
| El Salvador, en situació límit. El rebuig és total. L'Aurora, decidida a provar amb la mare de lloguer. El Cesc ha decidit agafar el revòlver del Tomàs… |                                              |                                              |                                              |                                                 |                                              |                                              |
| 367 | 107                                          | «Capítol 367»                                | Sense anunciar                               | Sense anunciar                                  | Sense anunciar                               |                                              |
| L'interès pel Salvador continua portant maldecaps a la Carla i el Bruno. La Cèlia i el Víctor han de decidir l'estratègia correcta per vendre. El Cesc no està disposat a esperar que el vagin a recollir a l'institut. |                                              |                                              |                                              |                                                 |                                              |                                              |
| 368 | 108                                          | «Capítol 368»                                | Sense anunciar                               | Sense anunciar                                  | Sense anunciar                               |                                              |
| L'Aurora explica a la Mercè que tindrà un fill amb una mare de lloguer. L'Òscar, per "ordre" del Román, roba les claus del cotxe de l'Assensi. Hi haurà problemes amb el Jofre. Comença a ser evident la incomoditat de l'Aurora i el Quim quan són a prop l'un de l'altre. |                                              |                                              |                                              |                                                 |                                              |                                              |
| 369 | 109                                          | «Capítol 369»                                | Sense anunciar                               | Sense anunciar                                  | Sense anunciar                               |                                              |
| A la botiga del Víctor i la Cèlia s'està acabant el gènere. El Víctor en porta alguna de cap. El Roman ha sabut el que va passar a ALA i decideix escarmentar el Jofre. El Salvador vol trobar-se amb la Raquel. |                                              |                                              |                                              |                                                 |                                              |                                              |
| 370 | 110                                          | «Capítol 370»                                | Sense anunciar                               | Sense anunciar                                  | Sense anunciar                               |                                              |
| El Jofre és mort. El Salvador en serà el primer sospitós. Més amenaces per al Florenci. El casino serà apedregat i el Salvador reconeix un dels agressors. |                                              |                                              |                                              |                                                 |                                              |                                              |
| 371 | 111                                          | «Capítol 371»                                | Sense anunciar                               | Sense anunciar                                  | Sense anunciar                               |                                              |
| El Salvador és detingut pel Tomàs. La banda del Román vol "acostar" el Cesc. |                                              |                                              |                                              |                                                 |                                              |                                              |
| 372 | 112                                          | «Capítol 372»                                | Sense anunciar                               | Sense anunciar                                  | Sense anunciar                               |                                              |
| El Salvador, en llibertat per falta de proves. L'Aurora, decidida a distanciar-se del Quim. Oferta de treball per al David. La situació al Casino és insostenible… Algú segueix el Salvador… |                                              |                                              |                                              |                                                 |                                              |                                              |
| 373 | 113                                          | «Capítol 373»                                | Sense anunciar                               | Sense anunciar                                  | Sense anunciar                               |                                              |
| El Salvador és apallissat. La Carla se'l troba… El Cesc segueix amb el revòlver a la motxilla. Avui el perdrà… |                                              |                                              |                                              |                                                 |                                              |                                              |
| 374 | 114                                          | «Capítol 374»                                | Sense anunciar                               | Sense anunciar                                  | Sense anunciar                               |                                              |
| El Cesc, convençut que la Vane té el seu revòlver… però està molt equivocat. La Sol torna del Brasil. Es veuen a venir problemes a "Exòtics" amb les falsificacions del Víctor… El Quim ajuda el David i l'Aurora amb els formularis per aconseguir una mare de lloguer. |                                              |                                              |                                              |                                                 |                                              |                                              |
| 375 | 115                                          | «Capítol 375»                                | Esteve Rovira                                | Josep Maria Benet i Jornet & Marina Peña        | 25 de febrer de 2000                         |                                              |
| Ara ja sabem qui té el revòlver. Però el Cesc segueix sospitant de la "banda". La Marina continua barrinant com es pot acostar al Carles. L'Iñaki sabrà que el Salvador ja no és amb la Carla. Però ella el buscarà… L'Aurora i el David troben una voluntària per fer de mare de lloguer. |                                              |                                              |                                              |                                                 |                                              |                                              |
| 376 | 116                                          | «Capítol 376»                                | Sense anunciar                               | Sense anunciar                                  | Sense anunciar                               |                                              |
| Reaccions a l'oferiment de la Fàtima… La Carla vol convèncer el Salvador que es quedi a casa seva. La banda rival de la del Roman llança una provocació. |                                              |                                              |                                              |                                                 |                                              |                                              |
| 377 | 117                                          | «Capítol 377»                                | Sense anunciar                               | Sense anunciar                                  | Sense anunciar                               |                                              |
| Problemes entre la Carla i el Bruno pel Salvador. Més punts de vista, davant l'oferiment de la Fàtima com a mare de lloguer. El Cesc segueix la pista "falsa" del revòlver i s'embolica en una baralla de bandes. El Víctor i el Robert Lamb segellen el seu tracte. |                                              |                                              |                                              |                                                 |                                              |                                              |
| 378 | 118                                          | «Capítol 378»                                | Esteve Rovira                                | Josep Maria Benet i Jornet & Marina Peña        | 1 de març de 2000                            |                                              |
| La Carla té un bon embolic. Ella i el Salvador es fan confessions. La Mercè i l'Esteve parlen amb la Fàtima. La baralla de bandes és inevitable. I el Cesc és al mig. |                                              |                                              |                                              |                                                 |                                              |                                              |
| 379 | 119                                          | «Capítol 379»                                | Sense anunciar                               | Sense anunciar                                  | Sense anunciar                               |                                              |
| Després de la baralla, el Cesc queda en deute amb el Román. Un cop a casa, ha de dissimular davant la Mati. La Sol és la nova secretària del Tellemann. Recuperem la pista del revòlver que ha perdut el Cesc: l'Abel s'ha disfressat de "cowboy". |                                              |                                              |                                              |                                                 |                                              |                                              |
| 380 | 120                                          | «Capítol 380»                                | Sense anunciar                               | Sense anunciar                                  | Sense anunciar                               |                                              |
| L'Abel, ferit. El Tomàs dedueix que el Salvador ha posat l'arma en mans de l'Abel… L'Aurora visita el Quim i la Lara. Situació tensa… El Cesc vol tornar a deixar el revòlver al seu lloc. |                                              |                                              |                                              |                                                 |                                              |                                              |
| 381 | 121                                          | «Capítol 381»                                | Sense anunciar                               | Sense anunciar                                  | Sense anunciar                               |                                              |
| L'Aurora i el Quim són plenament conscients del que els està passant. La Mercè i l'Esteve rumien noms per a la criatura. I padrins… El Tomàs visita la Carla i la deixa intranquil·la. La setmana que ve, l'Aurora i el David han de marxar a Califòrnia amb la Fàtima. |                                              |                                              |                                              |                                                 |                                              |                                              |
| 382 | 122                                          | «Capítol 382»                                | Sense anunciar                               | Sense anunciar                                  | Sense anunciar                               |                                              |
| Entre desconfiances amb la Carla, el Salvador s'assabenta de l'accident de l'Abel. El Tomàs i la Mati comencen a veure clar que alguna cosa no acaba de quadrar amb el Cesc. Els sentiments de la Marina… i els de la Bea. L'Iñaki regira els papers del Salvador. |                                              |                                              |                                              |                                                 |                                              |                                              |
| 383 | 123                                          | «Capítol 383»                                | Sense anunciar                               | Sense anunciar                                  | Sense anunciar                               |                                              |
| El Cesc, descobert, ha d'enfrontar-se a la Mati i el Tomàs. La Cèlia descobreix les trampes del Víctor. La Marina, preocupada pel tracte que veu entre el Cesc i el Román. El Salvador i l'Abel coincideixen. |                                              |                                              |                                              |                                                 |                                              |                                              |
| 384 | 124                                          | «Capítol 384»                                | Sense anunciar                               | Sense anunciar                                  | Sense anunciar                               |                                              |
| El Salvador explica a la Carla el seu malson. La Ció i el Ximo aniran a passar el dia a Figueres. La situació entre la Carla i el Bruno ja és massa tensa. La causa és el Salvador. La Lara té un accident. El Quim i l'Aurora tornen a coincidir. |                                              |                                              |                                              |                                                 |                                              |                                              |
| 385 | 125                                          | «Capítol 385»                                | Sense anunciar                               | Sense anunciar                                  | Sense anunciar                               |                                              |
| El Cesc ha de suportar la desconfiança de la Mati i el Tomàs, però avui descobrirà coses que el faran canviar molt. El Quim i l'Aurora han fet l'amor… La Mireia arriba per sorpresa. Torna el Víctor. La Cèlia l'espera amb ganes. La situació entre la Carla i el Bruno esclata de debò. |                                              |                                              |                                              |                                                 |                                              |                                              |
| 386 | 126                                          | «Capítol 386»                                | Sense anunciar                               | Sense anunciar                                  | Sense anunciar                               |                                              |
| El Cesc ha descobert el secret de l'Abel. Les coses estan a punt de canviar… Els problemes de l'Aurora s'acumulen. Avui marxa cap a Califòrnia. La Carla busca feina per al Salvador… al diari. |                                              |                                              |                                              |                                                 |                                              |                                              |
| 387 | 127                                          | «Capítol 387»                                | Sense anunciar                               | Sense anunciar                                  | Sense anunciar                               |                                              |
| El Salvador i l'Iñaki segueixen una teràpia inquietant. El Roman es retroba amb el Recasens. El Cesc vol entrar a la banda. El Bruno, rabiós amb el Salvador. La Carla hi pren partit. Per si les coses no anaven prou malament, la Mireia fa una confessió al Quim que encara les pot empitjorar. |                                              |                                              |                                              |                                                 |                                              |                                              |
| 388 | 128                                          | «Capítol 388»                                | Sense anunciar                               | Sense anunciar                                  | Sense anunciar                               |                                              |
| "Bronca" entre el Víctor i la Cèlia. Ella compromet el tracte amb el Robert Lamb. El Jordi deixa clar a la Carla tot el que fa el Bruno. Ella comença a veure les coses clares. |                                              |                                              |                                              |                                                 |                                              |                                              |
| 389 | 129                                          | «Capítol 389»                                | Sense anunciar                               | Sense anunciar                                  | Sense anunciar                               |                                              |
| Els problemes de la Mati i el Tomàs amb el Cesc no paren de créixer. Però el Cesc no explica el que ha descobert. La Sol pressiona el Tellemann per a l'ascens del Ramon, però té el pobre Ramon ben enganyat… La Marina aconsegueix una cita amb el Carles. El Cesc, embolicat en un robatori. |                                              |                                              |                                              |                                                 |                                              |                                              |
| 390 | 130                                          | «Capítol 390»                                | Sense anunciar                               | Sense anunciar                                  | Sense anunciar                               |                                              |
| El Salvador no ha aconseguit feina al diari. És cosa del Bruno. La Carla no està disposada a tolerar-ho. El Cesc ha estat detingut. Tindrà un fort enfrontament amb els seus pares. Algú entra a robar a ALA. És el Román. I queda clar que no ho fa tot sol… |                                              |                                              |                                              |                                                 |                                              |                                              |
| 391 | 131                                          | «Capítol 391»                                | Esteve Rovira                                | Josep Maria Benet i Jornet & Francesc Lucchetti | 20 de març de 2000                           |                                              |
| El Tomàs i la Mati no aconsegueixen saber què li passa al Cesc. Es descobreix el robatori. S'han endut ordinadors… S'instal·laran càmeres als despatxos. El Quim i la Mireia no reaccionen. El Jordi endevina que la Carla s'ha enamorat del Salvador. |                                              |                                              |                                              |                                                 |                                              |                                              |
| 392 | 132                                          | «Capítol 392»                                | Sense anunciar                               | Sense anunciar                                  | Sense anunciar                               |                                              |
| El Salvador explica a la Carla els seus malsons… Malsons? El Cesc se sent sol i creu que la seva única sortida és "la banda". La "cita" del Carles i la Marina… |                                              |                                              |                                              |                                                 |                                              |                                              |
| 393 | 133                                          | «Capítol 393»                                | Sense anunciar                               | Sense anunciar                                  | Sense anunciar                               |                                              |
| El desengany de la Marina. L'Iñaki comença a dubtar del Salvador… La Judith i l'Oriol s'adonen de la gravetat dels problemes de la Mireia. Reapareix el fill de la Cèlia. |                                              |                                              |                                              |                                                 |                                              |                                              |
| 394 | 134                                          | «Capítol 394»                                | Sense anunciar                               | Sense anunciar                                  | Sense anunciar                               |                                              |
| Han robat a ca la Cèlia. La Carla vol aconseguir l'amor del Salvador. El Ximo, enamorat, posarà a prova la Ció. El Recasens i el Roman passen comptes del robatori a ALA. El Ferran deixa clar qui mana. El Víctor fa un interessant descobriment a les talles que li va encarregar Robert Lamb. El Salvador enxamparà el Cesc amb el Román. |                                              |                                              |                                              |                                                 |                                              |                                              |
| 395 | 135                                          | «Capítol 395»                                | Sense anunciar                               | Sense anunciar                                  | Sense anunciar                               |                                              |
| El Salvador es proposa protegir el Cesc. El Quim sabrà que la setmana que ve fan la inseminació a la Fàtima. La Sol i el Telleman es troben a la sala de juntes. Cadascú té el seu objectiu. El Quim confessarà a la Mireia el que va passar amb l'Aurora i les conseqüències. El Salvador torna a anar a l'escola dels nois i s'endú una sorpresa que no es podia esperar pas. |                                              |                                              |                                              |                                                 |                                              |                                              |
| 396 | 136                                          | «Capítol 396»                                | Sense anunciar                               | Sense anunciar                                  | Sense anunciar                               |                                              |
| La tornada de la Gemma. La trobada de la Sol i el Telleman ha estat enregistrada. La Mireia és conscient que no hi ha sortida per a ella. El Salvador explica a la Carla que ha vist la Gemma i que necessita parlar amb ella. La Ció està realment enamorada del Ximo. |                                              |                                              |                                              |                                                 |                                              |                                              |
| 397 | 137                                          | «Capítol 397»                                | Sense anunciar                               | Sense anunciar                                  | Sense anunciar                               |                                              |
| Desconcert del Quim davant l'estrany comportament de la Mireia. El Víctor es posa en marxa. Se li acut una perillosa manera de fer diners. L'Elisa continua rondant-lo. L'Iñaki ajudarà el Salvador a reunir-se amb la Gemma. |                                              |                                              |                                              |                                                 |                                              |                                              |
| 398 | 138                                          | «Capítol 398»                                | Sense anunciar                               | Sense anunciar                                  | Sense anunciar                               |                                              |
| El Salvador segueix els passos del Cesc amb la banda: el noi ha de passar la "gran prova". Els empleats d'ALA reben la notícia de l'existència de les càmeres ocultes. La Sol se sent atrapada. La Mireia continua fent disbarats. |                                              |                                              |                                              |                                                 |                                              |                                              |
| 399 | 139                                          | «Capítol 399»                                | Sense anunciar                               | Sense anunciar                                  | Sense anunciar                               |                                              |
| Les coses empitjoren a cal Quim. La Mireia n'és plenament conscient. Tornen vells fantasmes. El Salvador vol prevenir la Mati del que espera al Cesc, si continua per aquest camí. I arriba el moment… |                                              |                                              |                                              |                                                 |                                              |                                              |
| 400 | 140                                          | «Capítol 400»                                | Ildefons Duran                               | Josep Maria Benet i Jornet & Marina Peña        | 31 de març de 2000                           |                                              |
| Al pont hi arriben el Salvador i la Mati. El Cesc està a punt de caure. L'Iñaki proposa a la Gemma una trobada amb el Salvador. La Mireia es troba amb l'Aurora, que acaba de tornar. Després marxa ambiguament. I el Quim i l'Aurora es retroben. |                                              |                                              |                                              |                                                 |                                              |                                              |
| 401 | 141                                          | «Capítol 401»                                | Sense anunciar                               | Sense anunciar                                  | Sense anunciar                               |                                              |
| El Quim i l'Aurora han fet l'amor i arriba la notícia de la mort de la Mireia. Després de l'episodi del pont amb el Cesc, les coses es compliquen més. El Salvador no podrà trobar-se amb la Gemma: l'Iñaki ha fracassat. I el Víctor comença a robar maragdes. |                                              |                                              |                                              |                                                 |                                              |                                              |
| 402 | 142                                          | «Capítol 402»                                | Sense anunciar                               | Sense anunciar                                  | Sense anunciar                               |                                              |
| El Quim i l'Aurora se senten culpables. Trencament del Cesc i la Marina. La Mati vol parlar amb l'Asensi dels fills. Torna el Ximo i demana a la Ció que es casi amb ell. El Salvador torna a veure la Mati. Li donarà un regal "especial". |                                              |                                              |                                              |                                                 |                                              |                                              |
| 403 | 143                                          | «Capítol 403»                                | Sense anunciar                               | Sense anunciar                                  | Sense anunciar                               |                                              |
| L'Elisa no està disposada a perdre el Víctor. El tiet ja està en ple "negoci" il·legal. L'obsessió del Salvador amb la Gemma obsessiona també la Carla. La Mati comença a preguntar-se si el Salvador no deu estar curat de debò. La Raquel interromprà violentament una sessió del Salvador i l'Iñaki. En una conversa amb la Lara, el Quim descobrirà que la mort de la Mireia no va ser accidental.                                                                                               |                                              |                                              |                                              |                                                 |                                              |                                              |
| 404 | 144                                          | «Capítol 404»                                | Sense anunciar                               | Sense anunciar                                  | Sense anunciar                               |                                              |
| La Mati va a trobar-se amb el Salvador. Trobada del Víctor amb el Robert Lamb. El Víctor es posa nerviós. El Salvador demana a la Mati que el deixi parlar amb l'Abel. |                                              |                                              |                                              |                                                 |                                              |                                              |
| 405 | 145                                          | «Capítol 405»                                | Sense anunciar                               | Sense anunciar                                  | Sense anunciar                               |                                              |
| La Ció i el Ximo tenen notícies. Però la Ció encara té barreres per trencar. El Telleman fa un nou assetjament a la Sol. El Salvador està rabiós amb la Raquel, a qui fa culpable de la impossibilitat de veure la Gemma. El Román i el Recasens planegen el nou robatori a ALA. Però no ho tenen tot previst. |                                              |                                              |                                              |                                                 |                                              |                                              |
| 406 | 146                                          | «Capítol 406»                                | Sense anunciar                               | Sense anunciar                                  | Sense anunciar                               |                                              |
| El David descobreix la Raquel ferida. Torna a començar la roda de sospitosos… i la Mati agafa l'arma del crim i va a veure el Salvador. El Román, passant comptes amb el Recasens, nega que en sigui l'autor. La Raquel assegura haver vist l'agressor. |                                              |                                              |                                              |                                                 |                                              |                                              |
| 407 | 147                                          | «Capítol 407»                                | Pere Puig                                    | Josep Maria Benet i Jornet & Marina Peña        | 11 d'abril de 2000                           |                                              |
| La Mati seguirà dubtant, després de parlar amb el Salvador. El Salvador és detingut i la Rosa reapareix. El Tomàs veu punts foscos en la declaració de la Raquel. El Carles i la Marina tornen a citar-se. La Vane comença a atabalar… Un cop fora, el Salvador va a buscar el Recasens. |                                              |                                              |                                              |                                                 |                                              |                                              |
| 408 | 148                                          | «Capítol 408»                                | Sense anunciar                               | Sense anunciar                                  | Sense anunciar                               |                                              |
| Les coses entre el Ximo i la Ció no avancen gaire. Ella li'n confessa les raons. Tots els dubtes de l'Iñaki respecte al Salvador surten a la llum després de l'episodi de l'apunyalament de la Raquel. El Román segueix esforçant-se per guanyar-se el Cesc. L'Òscar no ho entén. |                                              |                                              |                                              |                                                 |                                              |                                              |
| 409 | 149                                          | «Capítol 409»                                | Sense anunciar                               | Sense anunciar                                  | Sense anunciar                               |                                              |
| Nous somnis violents del Salvador. La Marina prepara la cita amb el Carles. La Bea hi col·labora. El Salvador envia un missatge a la Raquel. Aquesta s'enfurisma. La Mati s'enfronta amb el Tomàs. Tenen opinions diferents respecte al Salvador. La Raquel ha sortit de l'hospital i va armada… |                                              |                                              |                                              |                                                 |                                              |                                              |
| 410 | 150                                          | «Capítol 410»                                | Sense anunciar                               | Sense anunciar                                  | Sense anunciar                               |                                              |
| El Ximo ha de marxar a Alcoi i demana a la Ció que reflexioni. Hi ha indicis que la Fàtima podria estar embarassada… L'Elisa canvia de tàctica amb el Víctor. Ell està només pel "seu" negoci… La Carla ha descobert que l'Iñaki es comporta d'una manera estranya. La Raquel es dirigeix a casa de la Carla per matar el Salvador. Tots n'estan assabentats i volen impedir que hi arribi, però… |                                              |                                              |                                              |                                                 |                                              |                                              |
| 411 | 151                                          | «Capítol 411»                                | Sense anunciar                               | Sense anunciar                                  | Sense anunciar                               |                                              |
| La policia i l'Iñaki arriben a casa de la Carla. La Raquel està estesa a terra… La Marina decideix acabar la història amb el Carles. El Cesc assisteix a una baralla entre la Vane i el Román. Comença una aproximació a la noia. |                                              |                                              |                                              |                                                 |                                              |                                              |
| 412 | 152                                          | «Capítol 412»                                | Sense anunciar                               | Sense anunciar                                  | Sense anunciar                               |                                              |
| A la Raquel li han extirpat un ronyó. El Salvador trenca amb l'Iñaki per la desconfiança del psiquiatre. L'Iñaki s'encomanarà a la Carla. Al diari hi ha novetats importants… El Recasens, després de la violenta trobada amb el Salvador, descobreix que el Cesc té un germà petit. L'Aurora comença a tenir-ho complicat per amagar la seva bulímia. El Salvador demana a la Mati que li aconsegueixi una trobada amb la Gemma. I el Tomàs descobrirà una cosa de la Mati que no li agradarà gens… |                                              |                                              |                                              |                                                 |                                              |                                              |
| 413 | 153                                          | «Capítol 413»                                | Sense anunciar                               | Sense anunciar                                  | Sense anunciar                               |                                              |
| La Rosa trobarà feina per al Salvador. Ara pot pagar els favors a la Carla. El Bruno ho encaixarà molt malament. L'Iñaki, cada cop més convençut que es va equivocar… Dur enfrontament entre la Mati i el Tomàs. Retrobament del Quim i l'Aurora. |                                              |                                              |                                              |                                                 |                                              |                                              |
| 414 | 154                                          | «Capítol 414»                                | Sense anunciar                               | Sense anunciar                                  | Sense anunciar                               |                                              |
| El Tomàs i la Mati, camí del trencament definitiu. La Sol, preocupada perquè ha de tornar a veure el Telleman. El Bruno fa un últim intent desesperat de recuperar la Carla. El Salvador, decidit a "ajudar" la noia, s'enfrontarà amb el Bruno. |                                              |                                              |                                              |                                                 |                                              |                                              |
| 415 | 155                                          | «Capítol 415»                                | Ildefons Duran                               | Josep Maria Benet i Jornet & Jaume Ribera       | 25 d'abril de 2000                           |                                              |
| Hi ha hagut un "accident"… S'han de donar moltes explicacions. La Ció, il·lusionada pel casament que ha decidit acceptar. El Ximo s'acomiada del seu passat a Alcoi. La Mati no sap com recuperar el Tomàs i l'Abel. El Recasens té el seu propi pla: segrestar el fill del Salvador. |                                              |                                              |                                              |                                                 |                                              |                                              |
| 416 | 156                                          | «Capítol 416»                                | Sense anunciar                               | Sense anunciar                                  | Sense anunciar                               |                                              |
| La mort del Bruno sembla que queda aclarida: accident. L'Aurora no convenç ni el Quim ni la Gemma. El Ramon descobreix la veritat sobre la seva dona. El Quim es veu obligat a explicar a l'Aurora com va morir la Mireia. |                                              |                                              |                                              |                                                 |                                              |                                              |
| 417 | 157                                          | «Capítol 417»                                | Sense anunciar                               | Sense anunciar                                  | Sense anunciar                               |                                              |
| L'Elisa posa en marxa un nou pla per aconseguir el Víctor. El Tomàs vol descobrir quin lligam hi ha realment entre la Mati i el Salvador. El Víctor aixeca les sospites del Robert Lamb. El Salvador recupera el llibre "Laberint d'ombres". Però les coses amb l'Iñaki empitjoren. El Recasens descobreix que el segrest de l'Abel no serà fàcil. El Ramon cau en la desesperació. La Sol l'ha estat enganyant.                                                                                     |                                              |                                              |                                              |                                                 |                                              |                                              |
| 418 | 158                                          | «Capítol 418»                                | Sense anunciar                               | Sense anunciar                                  | Sense anunciar                               |                                              |
| La Gemma, després de parlar amb la Mati, té clar que és inevitable una trobada amb el Salvador. Tornen la Vane i el Cesc. La colla convidada pel Cesc a ca n'Aymerich: problemes. Al Jordi no li agrada gens la relació de dependència que hi ha de la Carla cap al Salvador. La Fàtima serà conscient de quin és el problema de l'Aurora. El Tomàs ha lligat caps. La Mati està acorralada. |                                              |                                              |                                              |                                                 |                                              |                                              |
| 419 | 159                                          | «Capítol 419»                                | Dani Ventura                                 | Josep Maria Benet i Jornet & Jaume Ribera       | 1 de maig de 2000                            |                                              |
| La Mati ha confessat que va matar el Sebastià Pagès. El Tomàs no sap si l'ha de denunciar. El Ximo torna d'Alcoi, però el seu comportament és estrany. La Ció, desconcertada. Els Pedrós han acollit el Ramon. Es reconcilia amb la Sol gràcies a una altra mentida. El Tomàs anirà a trobar el Salvador. La Carla amaga al Salvador la visita de la Gemma. |                                              |                                              |                                              |                                                 |                                              |                                              |
| 420 | 160                                          | «Capítol 420»                                | Sense anunciar                               | Sense anunciar                                  | Sense anunciar                               |                                              |
| La Carla subministra ansiolítics al Salvador per encàrrec de l'Iñaki. L'Alba ajuda el Quim amb la Lara, però l'objectiu no és precisament la Lara. La Mati, cada cop més sola. El Cesc no vol saber-ne res. El Víctor descobreix el joc de l'Elisa. El Cesc torna a crear problemes a can Aymerich. La Gemma truca al Salvador. |                                              |                                              |                                              |                                                 |                                              |                                              |
| 421 | 161                                          | «Capítol 421»                                | Sense anunciar                               | Sense anunciar                                  | Sense anunciar                               |                                              |
| El Salvador no sap si la trucada ha estat real. La Carla el té sedat. La Bea té una nova idea per apropar el Carles i la Marina. La Ció continua amoïnada pel comportament del Ximo. La Sol deixarà de ser secretària del Telleman. Però el Ramon descobreix un altre engany. |                                              |                                              |                                              |                                                 |                                              |                                              |
| 422 | 162                                          | «Capítol 422»                                | Sense anunciar                               | Sense anunciar                                  | Sense anunciar                               |                                              |
| Desconfiances entre el Román i el Recasens. Avui el Cesc fa 18 anys. Desgraciadament, el Román vol "recuperar" la Vane. I el Cesc no aconsegueix descobrir l'engany de la parella. Però el Recasens, sí. El Víctor, pressionat pel Lamb, hi barrejarà la Cèlia. Serà víctima d'una agressió. El Quim i l'Aurora: un amor impossible. La Mati sabrà avui el perquè del comportament del Cesc. |                                              |                                              |                                              |                                                 |                                              |                                              |
| 423 | 163                                          | «Capítol 423»                                | Sense anunciar                               | Sense anunciar                                  | Sense anunciar                               |                                              |
| La Gemma torna a trucar al Salvador. L'Esteve i el David regalen dues cases a la Mercè i l'Aurora. Les reaccions són diferents. El Quim ha de deixar les coses clares a l'Alba. La Fàtima i l'Aurora han de parlar. Totes dues sospiten coses. I la Gemma es troba amb el Salvador. |                                              |                                              |                                              |                                                 |                                              |                                              |
| 424 | 164                                          | «Capítol 424»                                | Sense anunciar                               | Sense anunciar                                  | Sense anunciar                               |                                              |
| El Salvador explica, com pot, la trobada amb la Gemma. La Cèlia fa deduccions: la capsa, el robatori. El Cesc se n'ha anat de casa. La situació entre el Ramon i la Sol, en un punt límit. El Víctor, acorralat pel Lamb. |                                              |                                              |                                              |                                                 |                                              |                                              |
| 425 | 165                                          | «Capítol 425»                                | Sense anunciar                               | Sense anunciar                                  | Sense anunciar                               |                                              |
| Els dubtes de l'Iñaki augmenten després dels últims episodis en què s'ha vist barrejat el Salvador. A ca la Cèlia hi ha una baralla. Arriba l'Ernest. La Gemma pren consciència del problema de bulímia de l'Aurora. |                                              |                                              |                                              |                                                 |                                              |                                              |
| 426 | 166                                          | «Capítol 426»                                | Sense anunciar                               | Sense anunciar                                  | Sense anunciar                               |                                              |
| Símptomes d'embaràs per a la Fàtima. Torna el Ximo. Ara és ell qui fa coses estranyes. La Carla, rebutjada pel Salvador, troba consol en el Jordi. |                                              |                                              |                                              |                                                 |                                              |                                              |
| 427 | 167                                          | «Capítol 427»                                | Sense anunciar                               | Sense anunciar                                  | Sense anunciar                               |                                              |
| La Gemma porta els "americans" a ALA. La Mati demana ajuda al Salvador per trobar el Cesc. L'Ernest, salvador de la Cèlia, s'instal·la a casa de la seva mare. Descobrim el seu joc. El Salvador s'apropa inoportunament a la Raquel. Els plans del Román, per a l'endemà. El Recasens els ha descobert. |                                              |                                              |                                              |                                                 |                                              |                                              |
| 428 | 168                                          | «Capítol 428»                                | Sense anunciar                               | Sense anunciar                                  | Sense anunciar                               |                                              |
| El Cesc descobreix que ha estat enganyat pel Román i la Vane. La Mercè es queda a fer de cangur a ca n'Aymerich i és el dia del robatori. El Román entra a la casa. Però no és l'únic… |                                              |                                              |                                              |                                                 |                                              |                                              |
| 429 | 169                                          | «Capítol 429»                                | Sense anunciar                               | Sense anunciar                                  | Sense anunciar                               |                                              |
| Desgràcia a ca n'Aymerich. Un mort, un ferit, l'Estel en estat de xoc. Tot apunta al Salvador. A ca la Cèlia, cadascú té els seus plans. |                                              |                                              |                                              |                                                 |                                              |                                              |
| 430 | 170                                          | «Capítol 430»                                | Albert Guitart                               | Josep Maria Benet i Jornet & Jaume Ribera       | 16 de maig de 2000                           |                                              |
| El Cesc se sent culpable. La Mati sap com va morir el Roman. El Cesc continua rebutjant-la. No pot més. La Mercè té contraccions. L'Estel no està en condicions de declarar res. El Ximo continua fent-se odiós. La Carla donarà al Salvador una ajuda inesperada. |                                              |                                              |                                              |                                                 |                                              |                                              |
| 431 | 171                                          | «Capítol 431»                                | Sense anunciar                               | Sense anunciar                                  | Sense anunciar                               |                                              |
| La Mati ha confessat el seu crim. Entre el David, l'Aurora i la Fàtima comença a haver-hi massa secrets. L'Iñaki, cada cop més convençut de la culpabilitat del Salvador. |                                              |                                              |                                              |                                                 |                                              |                                              |
| 432 | 172                                          | «Capítol 432»                                | Sense anunciar                               | Sense anunciar                                  | Sense anunciar                               |                                              |
| Enfrontament entre l'Iñaki i el Salvador. La banda, sense el Román. La Bea, amb trampes, anirà a Menorca. El Carles, també. Reaccions a l'empresonament de la Mati. Després de l'enterrament del Román, algú s'hi queda: l'Òscar. |                                              |                                              |                                              |                                                 |                                              |                                              |
| 433 | 173                                          | «Capítol 433»                                | Sense anunciar                               | Sense anunciar                                  | Sense anunciar                               |                                              |
| L'Asensi descobreix coses amagades del seu fill, l'Òscar. L'Iñaki, desesperat, pretén una trobada amb el Salvador. Abans fa un paquet amb tota la documentació que en té. A la Mercè no se li pot fer la cesària, encara. Continua el joc tàctic a ca la Cèlia. |                                              |                                              |                                              |                                                 |                                              |                                              |
| 434 | 174                                          | «Capítol 434»                                | Sense anunciar                               | Sense anunciar                                  | Sense anunciar                               |                                              |
| Apareix el cadàver de l'Iñaki, tot apunta cap al suïcidi. El "dossier" que havia preparat comença el seu camí. La Cèlia troba una prova que inculpa el seu fill. Però l'Ernest també descobrirà el joc de la seva mare. El Carles i la Marina, a punt de sortir cap a Menorca. El Ximo parla amb la Ció, però no té valor per explicar la veritat. |                                              |                                              |                                              |                                                 |                                              |                                              |
| 435 | 175                                          | «Capítol 435»                                | Sense anunciar                               | Sense anunciar                                  | Sense anunciar                               |                                              |
| L'Estel torna a casa, però les coses no li seran gens fàcils. Continua el "joc" macabre entre la Cèlia i l'Ernest. La Isabel descobrirà el secret del Ximo. |                                              |                                              |                                              |                                                 |                                              |                                              |
| 436 | 176                                          | «Capítol 436»                                | Sense anunciar                               | Sense anunciar                                  | Sense anunciar                               |                                              |
| La Gemma ha de fer afrontar a l'Aurora el problema de la bulímia. Malgrat les sospites, la Carla segueix fent costat al Salvador. La Rosa comença a desconfiar d'ell. El Recasens observa els moviments de l'Abel. L'Òscar i l'Asensi es tornen a enfrontar. La Carla creu haver descobert alguna cosa important respecte al "Laberint"… |                                              |                                              |                                              |                                                 |                                              |                                              |
| 437 | 177                                          | «Capítol 437»                                | Sense anunciar                               | Sense anunciar                                  | Sense anunciar                               |                                              |
| La Carla i el Salvador al "Laberint". L'Alba pren la seva posició davant de la Mati… El Carles i la Marina són a Menorca. Hi ha coses que són inevitables… El Tomàs no sap com explicar a l'Abel que la Mati és a la presó… el nen ho sabrà d'una manera imprevista. |                                              |                                              |                                              |                                                 |                                              |                                              |
| 438 | 178                                          | «Capítol 438»                                | Sense anunciar                               | Sense anunciar                                  | Sense anunciar                               |                                              |
| La Rosa ha agafat el Salvador en fals. Ja no té dubtes… L'Ernest ha decidit matar la Cèlia. El Quim i l'Aurora es retroben. El "dossier" de l'Iñaki arriba al despatx de la Rosa… |                                              |                                              |                                              |                                                 |                                              |                                              |
| 439 | 179                                          | «Capítol 439»                                | Sense anunciar                               | Sense anunciar                                  | Sense anunciar                               |                                              |
| El Salvador intercepta el "dossier" de l'Iñaki. La policia s'endú l'Ernest. La Rosa expressa al Tomàs el seu canvi d'actitud respecte al Salvador. L'Aurora està a punt de posar-se en evidència. |                                              |                                              |                                              |                                                 |                                              |                                              |
| 440 | 180                                          | «Capítol 440»                                | Sense anunciar                               | Sense anunciar                                  | Sense anunciar                               |                                              |
| La Carla llegeix l'informe… El Salvador ho descobrirà. L'Òscar segueix fent disbarats, destrossat per la mort del Román. El Ximo no té més remei que sincerar-se amb la Ció. Apareix l'arracada de l'Aurora. |                                              |                                              |                                              |                                                 |                                              |                                              |
| 441 | 181                                          | «Capítol 441»                                | Sense anunciar                               | Sense anunciar                                  | Sense anunciar                               |                                              |
| La Carla i el Salvador han fet l'amor… L'arracada de l'Aurora arriba a mans de la Fàtima. La Cèlia posa en marxa un pla "definitiu" per ajuntar el Víctor i l'Elisa. El Cesc sent una conversa entre el Tomàs i la Raquel i decideix actuar contra el Salvador. |                                              |                                              |                                              |                                                 |                                              |                                              |
| 442 | 182                                          | «Capítol 442»                                | Sense anunciar                               | Sense anunciar                                  | Sense anunciar                               |                                              |
| El Cesc comença a posar-se en evidència: estima la Marina. Nova situació a can Aymerich, ara que se sap què té el Ximo… Els metges decideixen fer una cesària a la Mercè. La nena està bé, però la Mercè… Els plans del Cesc queden clars… |                                              |                                              |                                              |                                                 |                                              |                                              |
| 443 | 183                                          | «Capítol 443»                                | Sense anunciar                               | Sense anunciar                                  | Sense anunciar                               |                                              |
| La Mercè no es desperta de l'anestèsia. La Marina descobreix els plans del Cesc d'entrar a casa de la Carla, però el Cesc ja ha sortit. El Recasens descobreix la "feblesa" de l'Òscar i mirarà d'aprofitar-se'n. La Sol té una entrevista de feina, però… El Tomàs vol que l'Alba retiri l'acusació contra la Mati. Els metges expliquen què li passa exactament a la Mercè. |                                              |                                              |                                              |                                                 |                                              |                                              |
| 444 | 184                                          | «Capítol 444»                                | Sense anunciar                               | Sense anunciar                                  | Sense anunciar                               |                                              |
| La Raquel i la Isabel han d'evitar, com sigui, que el Salvador trobi el Cesc a casa. La Mercè és operada a vida o mort. |                                              |                                              |                                              |                                                 |                                              |                                              |
| 445 | 185                                          | «Capítol 445»                                | Pere Puig                                    | Josep Maria Benet i Jornet & Jaume Ribera       | 6 de juny de 2000                            |                                              |
| El Cesc ha aconseguit fugir. Ara hi ha una aliança nova contra el Salvador. La Mercè, en coma. La Rosa Roig durà la defensa de la Mati. La Magnòlia coneix "l'amic" de la Marina… La Mati explica el seu embaràs al Tomàs. |                                              |                                              |                                              |                                                 |                                              |                                              |
| 446 | 186                                          | «Capítol 446»                                | Sense anunciar                               | Sense anunciar                                  | Sense anunciar                               |                                              |
| Atesa la situació de la Mercè, el Quim i l'Aurora han d'esperar… L'Alba no paeix bé la nova situació. L'Elisa ofereix consol al Víctor. |                                              |                                              |                                              |                                                 |                                              |                                              |
| 447 | 187                                          | «Capítol 447»                                | Sense anunciar                               | Sense anunciar                                  | Sense anunciar                               |                                              |
| La Magnòlia descobreix qui és, en realitat, el Carles. La Ció sabrà com va agafar el Ximo la malaltia. El David i l'Aurora afronten "una part" de la realitat. El Recasens s'ha guanyat definitivament l'Òscar. Seguint el pla previst, la Raquel entra al pis de la Carla… |                                              |                                              |                                              |                                                 |                                              |                                              |
| 448 | 188                                          | «Capítol 448»                                | Sense anunciar                               | Sense anunciar                                  | Sense anunciar                               |                                              |
| Enfrontament Carla-Raquel. Ho sabrà el Salvador? Enfrontament Magnòlia-Carles. La Carla intenta impedir que el Salvador destrueixi l'informe de l'Iñaki. La Marina coneix els plans del Carles. L'Aurora sembla no poder amagar els seus sentiments més temps. |                                              |                                              |                                              |                                                 |                                              |                                              |
| 449 | 189                                          | «Capítol 449»                                | Sense anunciar                               | Sense anunciar                                  | Sense anunciar                               |                                              |
| El David ja sap què li passa a l'Aurora. El Cesc sabrà que la Mati està embarassada. La Marina i el Carles es retroben per parlar dels plans d'ell. El Cesc, tot i la gelosia, es posa de part de la Marina. L'Aurora parla amb l'Esteve del Quim. |                                              |                                              |                                              |                                                 |                                              |                                              |
| 450 | 190                                          | «Capítol 450»                                | Sense anunciar                               | Sense anunciar                                  | Sense anunciar                               |                                              |
| La Carla troba noves pistes sobre el Laberint. Tornaran a "excavar". El David s'enfronta amb el Quim. El Cesc es veu obligat a parlar amb la Bea. El David es consola amb la Fàtima… |                                              |                                              |                                              |                                                 |                                              |                                              |
| 451 | 191                                          | «Capítol 451»                                | Sense anunciar                               | Sense anunciar                                  | Sense anunciar                               |                                              |
| El descobriment que han fet la Carla i el Salvador els farà buscar en una nova direcció. L'Òscar i el Recasens ja tenen el pla a punt. La Vane troba alguna cosa estranya en el comportament de l'Òscar. La Mati rep una visita inesperada a la presó. Un nou somni del Salvador canvia les coses entre ell i la Carla… |                                              |                                              |                                              |                                                 |                                              |                                              |
| 452 | 192                                          | «Capítol 452»                                | Sense anunciar                               | Sense anunciar                                  | Sense anunciar                               |                                              |
| El Salvador ha fet l'amor amb la Carla, però… La negativa de l'Alba a retirar l'acusació contra la Mati obre noves expectatives. El Vicenç parlarà amb l'Alba. El Cesc ajuda la Marina, però n'està enamorat. I ella ho sap. L'Òscar i el Recasens es posen en marxa: tot està a punt per al segrest de l'Abel. |                                              |                                              |                                              |                                                 |                                              |                                              |
| 453 | 193                                          | «Capítol 453»                                | Sense anunciar                               | Sense anunciar                                  | Sense anunciar                               |                                              |
| L'Abel ha desaparegut. Se sospita del Salvador, però el Salvador sospita del Recasens. Una trucada confirmarà aquestes sospites. Pessimisme dels Pedrós per l'estat de la Mercè. El Víctor descobreix el secret de la Fàtima: que està embarassada però no vol que ningú ho sàpiga: ha pres una decisió… |                                              |                                              |                                              |                                                 |                                              |                                              |
| 454 | 194                                          | «Capítol 454»                                | Ildefons Duran                               | Josep Maria Benet i Jornet & Jaume Ribera       | 19 de juny de 2000                           |                                              |
| L'Abel és en mans del Recasens i l'Òscar. La Vane ho sabrà. El Salvador també: trobada fatal al cau… El Cesc visita la Mati a la presó. |                                              |                                              |                                              |                                                 |                                              |                                              |
| 455 | 195                                          | «Capítol 455»                                | Sense anunciar                               | Sense anunciar                                  | Sense anunciar                               |                                              |
| La Vane és morta. El Tomàs ha d'acceptar que el Salvador ha rescatat l'Abel. La Fàtima ha decidit anar-se'n. Demana al Víctor que no digui res al David. L'Òscar no pot evitar que la seva mare sospiti d'ell. |                                              |                                              |                                              |                                                 |                                              |                                              |
| 456 | 196                                          | «Capítol 456»                                | Sense anunciar                               | Sense anunciar                                  | Sense anunciar                               |                                              |
| La Mati ha sortit en llibertat. El Tomàs continua pensant que el Salvador té massa bones coartades. L'Òscar es considera en perill. El Recasens es proposa fugir. Moments decisius per a la Marina i el Carles. |                                              |                                              |                                              |                                                 |                                              |                                              |
| 457 | 197                                          | «Capítol 457»                                | Sense anunciar                               | Sense anunciar                                  | Sense anunciar                               |                                              |
| La Carla i el Salvador fan nous descobriments al voltant del Laberint. Aquesta sembla una bona pista… L'Aurora i el Quim, decidits a començar de nou, però l'Aurora descobreix que no serà fàcil esborrar el passat. El Víctor es veu obligat a explicar al David la veritat de la Fàtima. El Cesc va dient adéu a la Marina. |                                              |                                              |                                              |                                                 |                                              |                                              |
| 458 | 198                                          | «Capítol 458»                                | Sense anunciar                               | Sense anunciar                                  | Sense anunciar                               |                                              |
| El David no ha pogut retenir la Fàtima. El Jordi continua decidit a trobar proves contra el Salvador a ca la Carla. La marxa de la Marina sembla imminent. El Salvador i la Carla es posen en contacte amb un home misteriós. |                                              |                                              |                                              |                                                 |                                              |                                              |
| 459 | 199                                          | «Capítol 459»                                | Sense anunciar                               | Sense anunciar                                  | Sense anunciar                               |                                              |
| La Carla i el Salvador sembla que no avancen gaire, amb l'Olivella. L'Alba i el Vicenç van a poc a poc en la seva relació. Al David el preocupa que la Fàtima hagi decidit avortar. Retrobament Mati-Alba. |                                              |                                              |                                              |                                                 |                                              |                                              |
| 460 | 200                                          | «Capítol 460»                                | Sense anunciar                               | Sense anunciar                                  | Sense anunciar                               |                                              |
| La petita Cèlia ha sortit de la incubadora. L'Asensi i l'Òscar se'n van a l'estranger. L'Aurora continua tenint les coses difícils amb el Quim. El Salvador enxampa el Jordi regirant la casa. |                                              |                                              |                                              |                                                 |                                              |                                              |
| 461 | 201                                          | «Capítol 461»                                | Sense anunciar                               | Sense anunciar                                  | Sense anunciar                               |                                              |
| L'Olivella dona una nova pista al Salvador i la Carla. La Marina, feta un mar de dubtes després de parlar amb la Makària. El Ramon sospita que la feina de la Sol pot no ser gaire "honesta". |                                              |                                              |                                              |                                                 |                                              |                                              |
| 462 | 202                                          | «Capítol 462»                                | Sense anunciar                               | Sense anunciar                                  | Sense anunciar                               |                                              |
| El Salvador i la Carla segueixen les pistes que els ha donat l'Olivella. La Magnòlia sembla acceptar la decisió de la Marina. Però la Marina fa un important descobriment. Els problemes del Quim i l'Aurora s'agreugen. El Salvador rep un nou missatge del Recasens… |                                              |                                              |                                              |                                                 |                                              |                                              |
| 463 | 203                                          | «Capítol 463»                                | Sense anunciar                               | Sense anunciar                                  | Sense anunciar                               |                                              |
| El Recasens ha concertat una cita al Laberint. El Salvador reacciona davant del missatge rebut. L'Asensi tanca el tracte per anar a Sud-amèrica. El Ramon està decidit a enxampar la Sol treballant. Ho aconseguirà. Al Laberint es palpa la tragèdia… |                                              |                                              |                                              |                                                 |                                              |                                              |
| 464 | 204                                          | «Capítol 464»                                | Sense anunciar                               | Sense anunciar                                  | Sense anunciar                               |                                              |
| El Recasens és mort. Novetats en l'estat de la Mercè. El Salvador no apareix i el Tomàs comença a pressionar la Carla. El Quim i l'Aurora no veuen gens clara la seva relació. |                                              |                                              |                                              |                                                 |                                              |                                              |
| 465 | 205                                          | «Capítol 465»                                | Sense anunciar                               | Sense anunciar                                  | Sense anunciar                               |                                              |
| Una prova contra el Salvador: la pala amb què va ser assassinat el Recasens. El David troba a faltar la Fàtima. La Cèlia està a punt de desmuntar-se. Reapareix el Salvador. |                                              |                                              |                                              |                                                 |                                              |                                              |
| 466 | 206                                          | «Capítol 466»                                | Sense anunciar                               | Sense anunciar                                  | Sense anunciar                               |                                              |
| La marxa de la Marina és imminent… El Tomàs té la sensació que hi ha massa proves contra el Salvador. La Mati rep una bona notícia. El Salvador, al taller del relligador, va acabant el "puzzle". |                                              |                                              |                                              |                                                 |                                              |                                              |
| 467 | 207                                          | «Capítol 467»                                | Sense anunciar                               | Sense anunciar                                  | Sense anunciar                               |                                              |
| La Ció diu que se'n va a Figueres, però ens enganya. Retrobament del David i la Fàtima. El Tomàs continua lligant caps: el segrest de l'Abel comença a aclarir-se. El Salvador continua desaparegut. |                                              |                                              |                                              |                                                 |                                              |                                              |
| 468 | 208                                          | «Capítol 468»                                | Sense anunciar                               | Sense anunciar                                  | Sense anunciar                               |                                              |
| La Mercè ha reaccionat. El metge els explica la situació. Ha tornat el Guillem amb l'Estel. La Cèlia no suporta veure l'estat del Víctor. I el Salvador sembla haver trobat la clau de tot. El Tomàs, encara que no ho explica, ha descobert tot el que va passar. |                                              |                                              |                                              |                                                 |                                              |                                              |
| 469 | 209                                          | «Capítol 469»                                | Pere Puig                                    | Josep Maria Benet i Jornet & Jaume Ribera       | 10 de juliol de 2000                         |                                              |
| El Tomàs, en efecte, ha desentrellat el cas. Però no sabem si hi arribarà a temps. Els fets es precipiten. La petita Estel té un altre atac. Les notícies a l'hospital no són gens bones. No sabem què ha descobert el Salvador. Però ha decidit parlar amb la Gemma. No és l'únic que té motius per trobar-se amb ella. Perill a can Aymerich… |                                              |                                              |                                              |                                                 |                                              |                                              |